# Dombey et Fils
Dombey and Son
Vous lisez un « article de qualité » labellisé en 2014.  Il fait partie d'un « thème de qualité ».
Dombey et Fils (en anglais : Dombey and Son) est un roman de Charles Dickens, publié à Londres en dix-neuf feuilletons d'octobre 1846 à avril 1848 par The Graphic Magazine, puis en un volume chez Bradbury and Evans en 1848. Le roman a d'abord paru sous son titre complet, Dealings with the Firm of Dombey and Son: Wholesale, Retail and for Exportation (traduit dans la Bibliothèque de la Pléiade par : Dossier de la maison Dombey et Fils), puis abrégé en Dombey and Son. Il a été illustré, selon des indications très précises de Dickens, par le dessinateur Hablot Knight Browne.
Avec ce septième roman, Dickens couronne une première phase de son œuvre créatrice, parvenue, selon la critique, à sa maturité. À ce titre, il représente une charnière (« watershed novel ») annonçant « les œuvres plus mûres et artistiquement plus satisfaisantes », avec, en effet, une parfaite adéquation entre, d'une part, sa perception des tensions sociales de l'époque et sa signification morale et, de l'autre, la cohérence de sa structure et la pertinence de son réseau symbolique.
Si, comme il l'écrit lui-même dans la préface d'une édition de 1865, le thème principal du roman précédent, Martin Chuzzlewit, a été l'égoïsme, celui de Dombey et Fils concerne l'orgueil démesuré d'un père que suit, après bien de tragiques turbulences, sa rédemption. Les trois cents premières pages concernent essentiellement les relations existant entre ce père et son fils, le Petit Paul, qui se languit et meurt, et l'amour exclusif que se portent Paul et sa sœur Florence que Mr Dombey néglige sans retenue. Le reste du roman concerne plutôt la relation père-fille que le malheur finit par rapprocher, Mr Dombey, en effet, perdant de sa superbe sous les coups du sort et cédant enfin à l'affection restée sans faille de Florence. Dans l'ensemble, malgré des passages comiques comme il s'en trouve dans toute l'œuvre de Dickens, Dombey et Fils est un roman d'humeur sombre, qui oppose symboliquement le foyer aride de Mr Dombey au rayonnement affectueux de la famille Toodle et au luminaire qu'est l'établissement nautique dirigé par Solomon Gills, l'oncle Sol, au nom prédestiné.
Lors de sa publication en feuilleton, le public n'a jamais boudé son plaisir et, à la parution en volume, Dombey and Son a été, à la différence de son prédécesseur Martin Chuzzlewit, plutôt bien accueilli par la critique. Constamment réédité dans les pays anglophones et en traduction, il figure aussi au programme de littérature des établissements universitaires et a été plusieurs fois à l'honneur en France aux concours du CAPES et de l'agrégation d'anglais, notamment en 1991.

## Genèse
Il devait s'écouler plus d'un an entre l'achèvement de Martin Chuzzlewit et la publication de ce nouveau roman, « intervalle le plus long qui eût jamais séparé deux romans consécutifs de Dickens », note Sylvère Monod.

### Une mise en route retardée

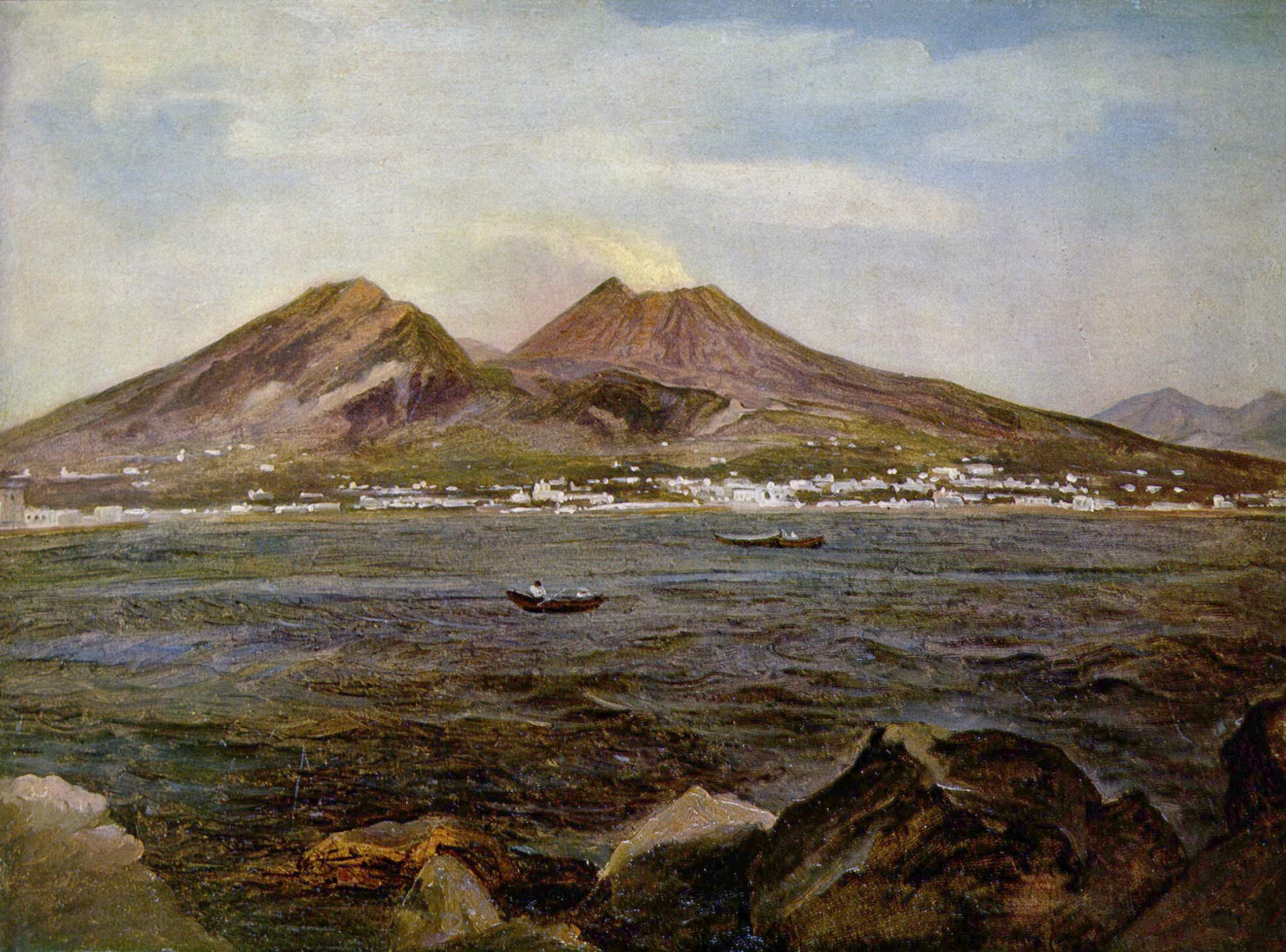
Le Vésuve (peint par Joseph Rebell vers 1813-1815), que Dickens gravit à Pâques 1846.

Il lui faut compter, en effet, avec des œuvres plus courtes, publiées entre 1844 et 1846, trois Contes de Noël et les Images d'Italie, à quoi s'ajoutent de nombreux articles pour des journaux londoniens, frénésie de travail rendue nécessaire, explique Monod, par les besoins financiers qu'exige sa famille qui ne cesse de grandir, sept enfants s'étant suivis presque sans discontinuer.
Plus encore que le travail littéraire, cette période est marquée par d'incessants voyages, beaucoup d'agitation et une instabilité croissante : Gênes, où Dickens déménage deux fois et, surtout, où il rencontre Mme de la Rüe qu'il soigne par l'hypnose d'une maladie nerveuse, ; séjour qu'entrecoupent aussi cinq semaines passées à Londres pour lire à des amis réunis chez Forster les épreuves du conte de Noël Les Carillons (The Chimes) ; puis viennent d'autres déplacements dans la péninsule italienne, surtout pour fêter Pâques à Rome et réaliser l'ascension du Vésuve. Le retour en Angleterre avec sa famille au début de l'été 1845 est tout entier dirigé vers l'organisation de représentations théâtrales, mais la fin de l'année prépare une nouvelle aventure, le lancement d'un quotidien radical, The Daily News, dont il doit être, pour 2 000 £ annuels, le rédacteur en chef, et à laquelle il consacre toute son énergie. Une semaine après, cependant, il en est dégoûté et, remplacé par Forster, donne sa démission le 9 février 1846. Et comme s'il voulait exorciser le souvenir de cette aventure ratée, il va s'installer en mai 1846 à Lausanne avec femme, enfants et domestiques, emmenant également sa belle-sœur Georgina Hogarth.
C'est là que se précise le germe d'un nouveau roman, mais, quelques mois plus tard, il est à Paris d'où il se rend en Angleterre de temps à autre pour régler ses affaires avec les éditeurs, avant d'y revenir en février 1847, à Broadstairs, pour achever la rédaction, puis à Londres pour rédiger précipitamment deux pages manquantes de la nouvelle œuvre. Lausanne, en effet, lui pèse ; comme il l'explique à Forster, il a besoin de vivre dans une cité très animée pour travailler efficacement : « Je suppose que c'est le résultat de deux années de relâchement et en partie l'effet de manque de rues et de silhouettes très nombreuses. Je ne saurais dire à quel point ces éléments me manquent. Tout se passe comme s'ils fournissaient à mon cerveau un aliment dont il ne peut se passer sans dommage, quand il est actif […] la peine et la difficulté d'écrire, jour après jour, sans le secours de cette lanterne magique, sont IMMENSES ! » Et quelques jours plus tard, il ajoute : « L'absence de rues accessibles continue de me tourmenter […] de la façon la plus singulière. C'est tout un petit phénomène mental […] Il semble que je sois incapable de me débarrasser de mes spectres si je ne puis les perdre dans une foule. »

### Le démarrage

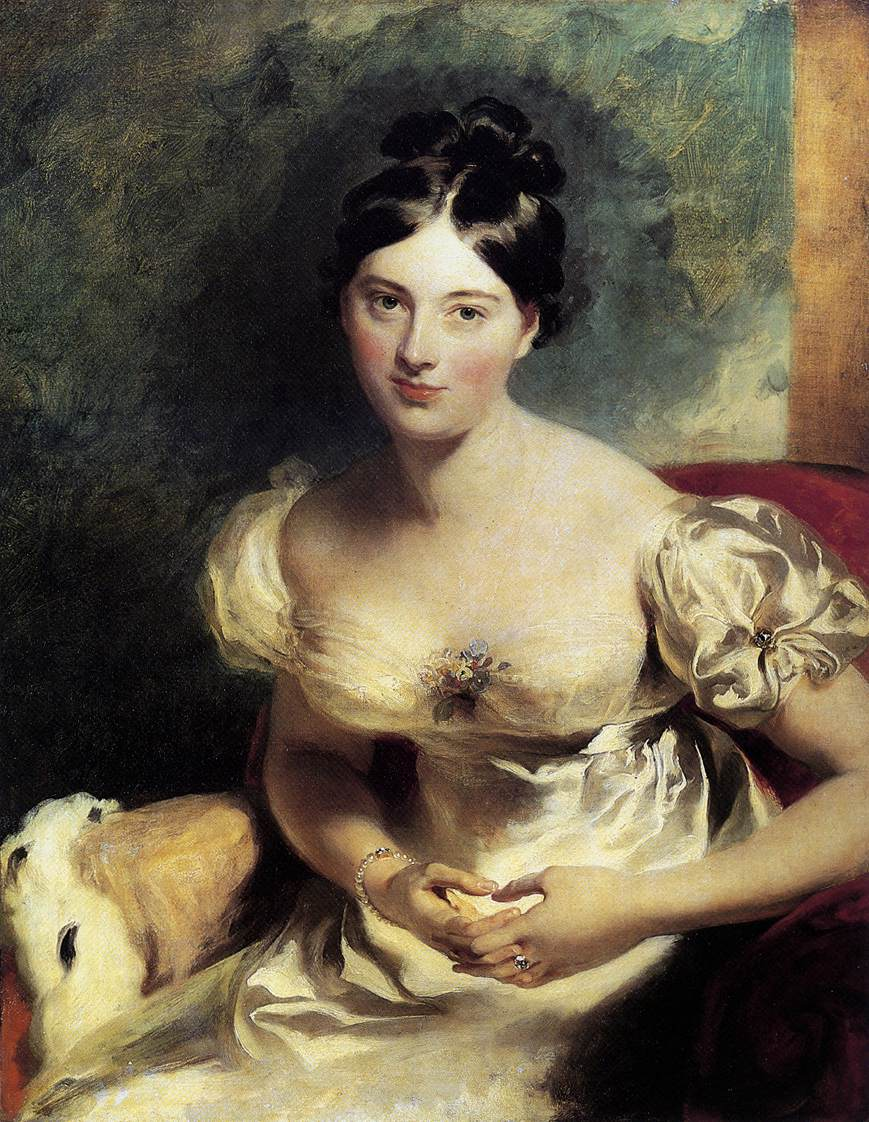
Marguerite, comtesse de Blessington, par Thomas Lawrence (1822).

Le titre initial du roman a été Dealings with the firm of Dombey & Son, Wholesale, Retail, and for Exportation, puis Dickens supprime les derniers mots pour ne retenir que le début, ses notes manuscrites portant toutes la formule Dealings with the firm of Dombey & Son. Sylvère Monod note que le double sens du mot Dealings, « ayant trait à » et « transactions », revêt pour lui un attrait particulier, mais, ajoute-t-il, la postérité n'a retenu que les mots Dombey & Son et le roman est même souvent désigné par le simple nom de Dombey.
La première mention de Dombey et Fils apparaît dans une lettre à John Forster neuf jours après le lancement du Daily News : « J'ai ce matin ressassé l'idée de quitter le journal et d'aller une fois de plus à l'étranger pour écrire un nouveau livre à 1 shilling le numéro ». Après son retrait du nouveau quotidien et son départ pour la Suisse, il écrit à la comtesse de Blessington qu'il « pense vaguement à un autre livre », ce qui le conduit à « errer la nuit dans les endroits les plus étranges, selon son habitude en de telles circonstances, à la recherche du repos mais sans le trouver, ».
De fait, il l'annonce bientôt à Forster, et triomphalement — le point d'exclamation en témoigne — : « Ai commencé Dombey ! » Mais la rédaction est lente et il avoue que son inspiration est en manque (« missing ») de ses longues randonnées à travers les rues de la capitale ; il garde cependant en réserve « une grande surprise […] une forme nouvelle et très particulière d'intérêt, ce qui nécessite un tout petit peu de délicatesse dans la mise en œuvre ».

### L'affaire est déjà dans le sac
Il reste confiant cependant, car, précise-t-il, « l'idée directrice est très forte ». En témoignent les lettres à Forster, d'autant plus nombreuses que les Dickens sont à l'étranger, mais aussi les mémorandums, en tout dix-neuf feuillets, l'irrégularité croissante de l'inspiration l'obligeant, selon Sylvère Monod, à « organiser son travail de façon bien plus serrée et méthodique » qu'à son habitude. Chaque feuille correspondant à une livraison se compose de deux parties : à gauche, une liste comportant idées, personnages nouveaux, évolution psychologique, noms propres, incidents, phrases importantes ; à droite, sous le titre complet, les chapitres numérotés et presque toujours pourvus d'un titre, un résumé chronologique de chacun d'eux. Sylvère Monod pense que Dickens notait d'abord ses idées à gauche, puis décidait du nombre de chapitres, répartissait ses notions entre eux, enfin les écrivait en suivant le plan indiqué. Au cours de la rédaction d'une livraison, il avait toujours sous les yeux la feuille des memos correspondante, chacune portant la marque des diverses étapes de sa création,.

#### Une avance confortable
Il insiste pour que le titre en reste secret, mais les premiers numéros sont envoyés à Forster les 25 et 26 juillet, avec les grandes lignes de ce qu'il appelle : « le bouillon de la soupe », ce qui montre, selon Paul Schlicke, que la mort de Paul, le rejet de Florence, la banqueroute de la firme Dombey, la fidélité aimante de Florence envers son père, tout cela a déjà et depuis longtemps été planifié. Le roman est le premier pour lequel subsistent des notes de travail complètes, avec le détail de chaque numéro : elles montrent que Dickens a deux bons mois d'avance sur les parutions successives des numéros,, encore que son avance diminuera au fil des mois pour se restreindre à une semaine. Les notes témoignent aussi de la mort programmée du Petit Paul (« born, to die »), que sa maladie ne doit « s'exprimer qu'au travers des sentiments de l'enfant », et que, par trois fois, Dickens a changé d'avis : il a repoussé la disparition de l'enfant du chapitre IV au chapitre V, sauvé Walter qui, au départ, était promis à un triste sort, et épargné Edith de l'adultère et de la mort, cela sur les instances de Lord Jeffrey qui « refuse de croire, mais alors refuse catégoriquement, qu'Edith soit la maîtresse de Carker ».
Les quatre premiers numéros ont dû être remaniés lors de la sortie des épreuves, ce qui, selon Alan Horseman, rogne « assez malheureusement » l'impact de « l'idée directrice ». Le sixième numéro a été complètement réécrit et, juste avant sa parution, Dickens s'est rendu en hâte à Londres pour effectuer les dernières rectifications, le numéro s'avérant à court de deux pages. Dans l'ensemble, les notes et la correspondance soulignent le soin apporté à la rédaction, les difficultés éprouvées devant les mises au point, le tout, cependant, dans une confiance totale quant à la qualité du travail accompli, mais non sans émotion : après avoir « abattu une pauvre victime innocente », telle est sa description de la mort du Petit Paul, « il ne pouvait espérer trouver le sommeil » et a passé toute la nuit à arpenter les rues de Paris,.
Avant la publication, Dickens lit les deux premiers numéros à ses amis et c'est au cours de la seconde séance qu'il confie à Forster son projet d'organiser des lectures publiques de ses œuvres, et, signale Paul Schlicke, « ce n'est pas par coïncidence qu'il a choisi un extrait de Dombey pour sa première représentation ».

#### Un livre né au milieu d'une frénésie de projets

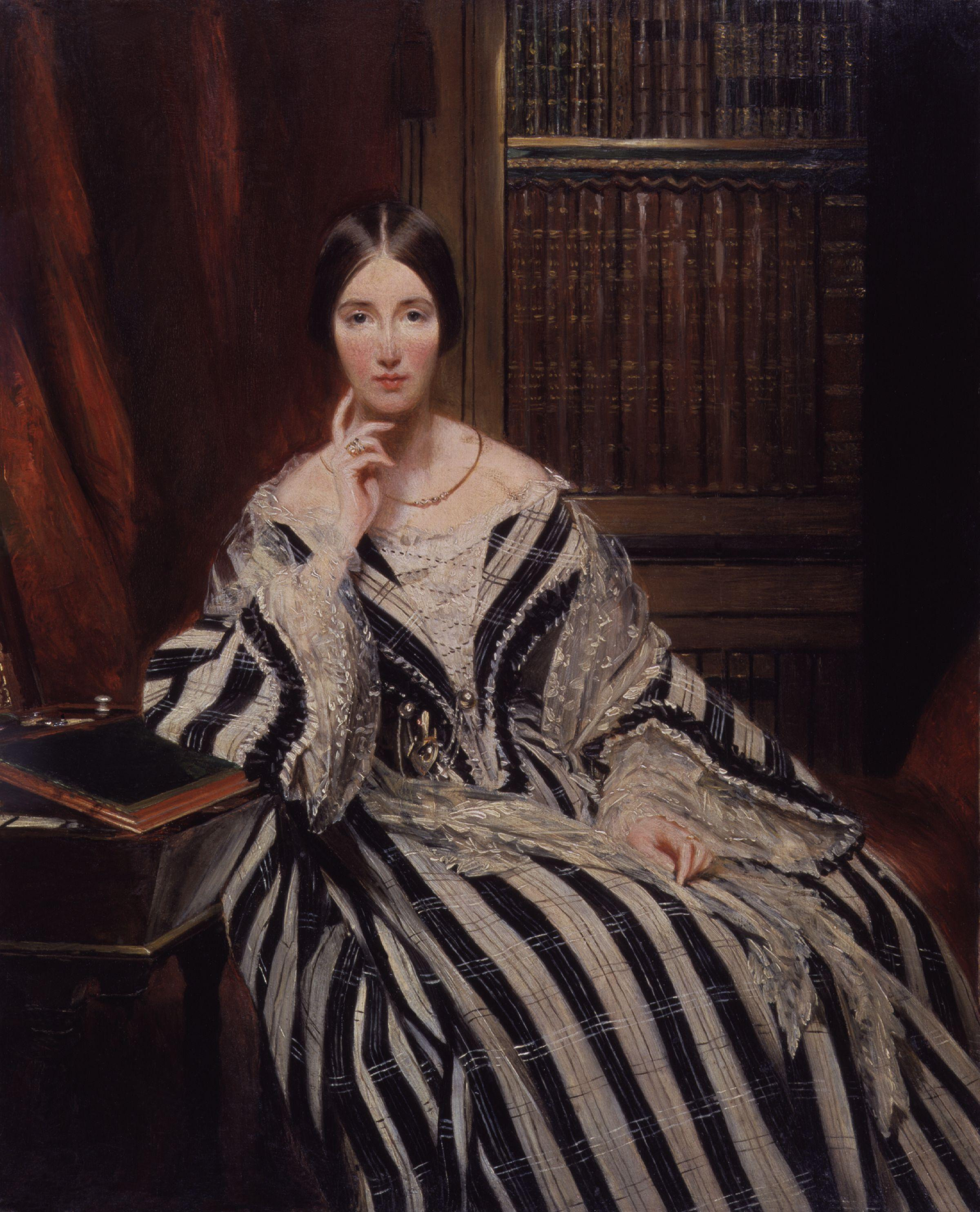
Angela Burdett-Coutts vers 1840.
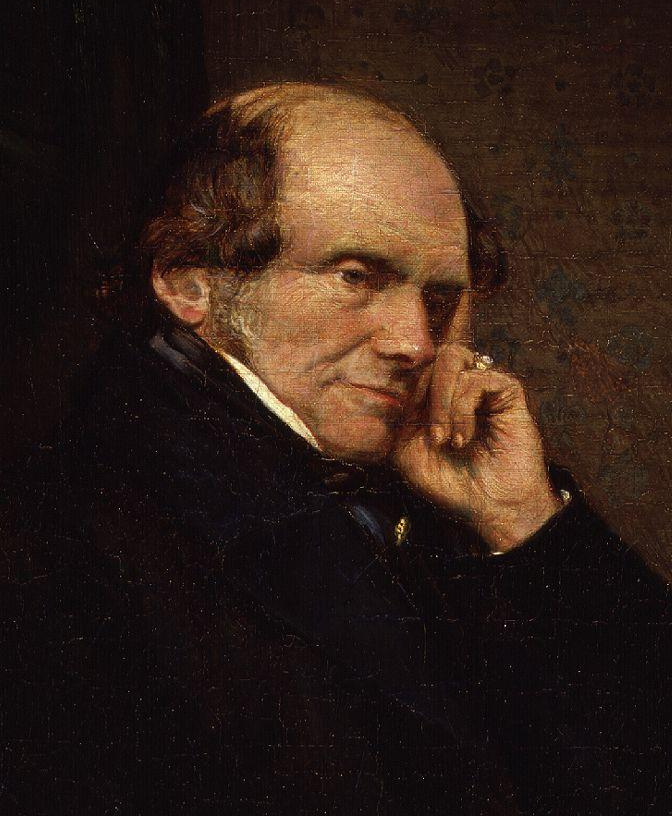
Lord John Russell par Lowes Cato Dickinson.
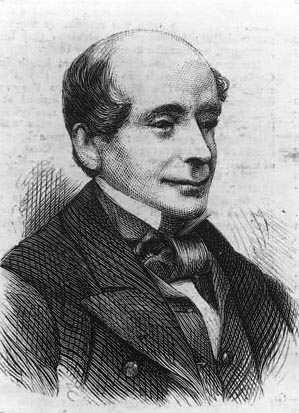
James Kay Shuttleworth.
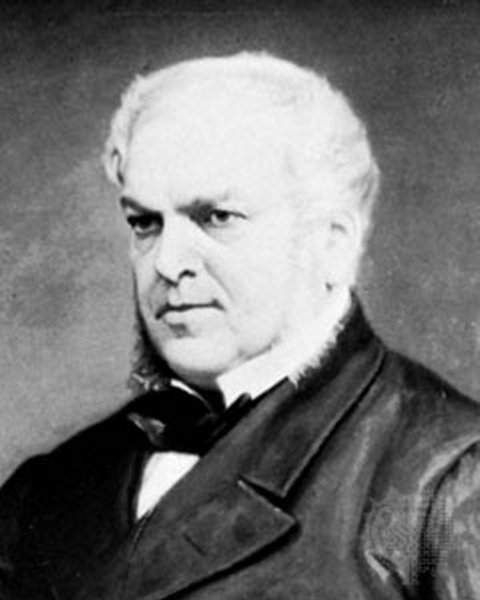
John Forster.

La rédaction n'a pas été sans difficultés, Dickens menant plusieurs projets de front, avec notamment sa version du Nouveau Testament destinée à ses propres enfants, ce qui expliquerait peut-être le « ton religieux » du roman ; l'impossibilité qu'il ressent, pour la première fois, à se concentrer sur deux romans à la fois, ce qui le conduit presque à abandonner La Bataille de la vie, lui fait repousser en 1847 L'homme hanté jusqu'à ce que Dombey soit terminé. C'est aussi l'époque où il se lance dans le projet d'une école modèle pour les enfants pauvres (ragged school), ce qui le contraint à visiter nombre d'établissements, tout en envoyant des rapports circonstanciés de son action à Angela Burdett-Coutts, Sir James Kay-Shuttleworth et Lord John Russell. Là encore, aucune coïncidence : l'éducation des enfants est l'un des thèmes majeurs du roman, et il s'y trouve l'une des plus critiques descriptions d'un établissement scolaire, l'« académie » de Mr Blimber à Brighton ; autre mission concomitante, et qui sera menée à bien avec Angela Burdett-Coutts, l'institution d'Uranius Cottage, refuge pour les femmes dites perdues, qui ouvre ses portes en novembre 1847 : dans Dombey, le portait d'Alice Marwood et le sort d'Edith semblent refléter ces préoccupations.

#### Un roman intimement lié à la vie privée de son auteur
« Plus qu'aucun autre de ses romans, Dombey et Fils est lié à sa propre vie », écrit Paul Schlicke, et de cela Dickens est tout à fait conscient, puisqu'il écrit à John Forster : « J'espère que vous aimez l'établissement de Mrs Pipchin. Il a été pris sur le vif, j'y étais ». Forster lui-même identifie Mrs Pipchin comme étant Mrs Elizabeth Roylance, chez qui Dickens a logé lors de l'incarcération de ses parents à la prison de Marshalsea, et, en effet, ce nom figure dans les notes relatives à Dombey. Forster explique qu'il y a là une reviviscence des souffrances endurées pendant l'enfance, telles qu'elles ont été rapportées dans les Fragments autobiographiques (« Autobiographical Fragments ») qui lui ont été remis. D'ailleurs, précise Valerie Purton, « l'intense identification avec les personnages centraux du roman doit beaucoup à cette matrice autobiographique, plus particulièrement la présentation de scènes selon une perspective d'enfant ». C'est pourquoi, nombre de critiques jugent que Dombey conduit tout droit au plus autobiographique des romans de Dickens, celui qui, en effet, le suit en 1850, David Copperfield.
C'est à Brighton que Dickens termine son roman le 24 mars 1848 et, le lendemain, il se rappelle au dernier moment avoir oublié Diogenes, le chien, sur la liste des personnages, ce qu'il répare aussitôt ; le 11 avril, il offre à ses amis un dîner pour fêter sa nouvelle œuvre. Plus tard, il écrira à Forster : « J'ai la conviction que si l'un de mes livres est encore lu d'ici des années, c'est Dombey dont on se souviendra comme l'un des meilleurs que j'ai réalisés ».

## Contrat, texte et publication

### Les différentes publications

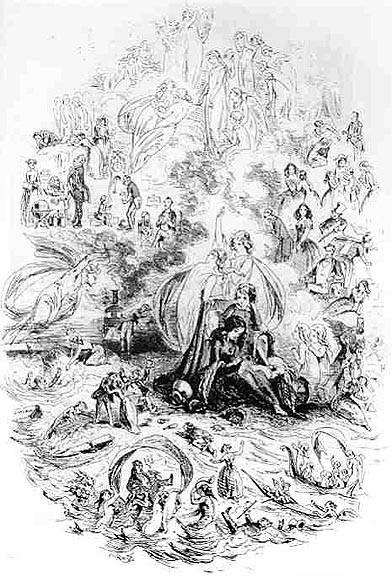
Frontispice de l'édition mensuelle, par Hablot Knight Browne.

Les accords passés avec Bradbury and Evans le 1er juin 1844 ne comportaient, explique Forster, « aucune obligation quant à la nature des œuvres à venir ou non, ni sur leur forme ». Dombey et Fils ne fit pas l'objet d'un contrat séparé, et le roman fut annoncé pour la première fois le 18 avril 1848. Dickens songeait déjà à quitter son éditeur pour revenir à Chapman and Hall, mais la rupture n'intervint qu'en 1858. Ce fut donc Bradbury and Evans qui publia l'œuvre en vingt numéros mensuels (comptant pour dix-neuf) du 1er octobre 1846 au 1er avril 1848, puis en un volume le 12 avril 1848, avec une dédicace à la marquise (marchioness) de Normandy et une brève préface datée du 14 mars 1848. L'édition dite « bon marché » parut en 1858 et celle dite « bibliothèque » en 1859, sans que Dickens eût apporté la moindre modification à son texte. En revanche, une nouvelle préface fut rédigée en 1858, dans laquelle il répondit à la critique concernant le personnage de Mr Dombey et insista sur sa cohérence qui avait été mise en doute.

### Calendrier des parutions en feuilleton
| Numéro | Date           | Chapitres |
| ------ | -------------- | --------- |
| I      | octobre 1846   | (1–4)     |
| II     | novembre 1846  | (5–7)     |
| III    | décembre 1846  | (8–10)    |
| IV     | janvier 1847   | (11–13)   |
| V      | février 1847   | (14–16)   |
| VI     | mars 1847      | (17–19)   |
| VII    | avril 1847     | (20–22)   |
| VIII   | mai 1847       | (23–25)   |
| IX     | juin 1847      | (26–28)   |
| X      | juillet 1847   | (29–31)   |
| XI     | août 1847      | (32–34)   |
| XII    | septembre 1847 | (35–38)   |
| XIII   | octobre 1847   | (39–41)   |
| XIV    | novembre 1847  | (42–45)   |
| XV     | décembre 1847  | (46–48)   |
| XVI    | janvier 1848   | (49–51)   |
| XVII   | février 1848   | (52–54)   |
| XVIII  | mars 1848      | (57–57)   |
| XIX–XX | avril 1848     | (58–62)   |

## Illustrations

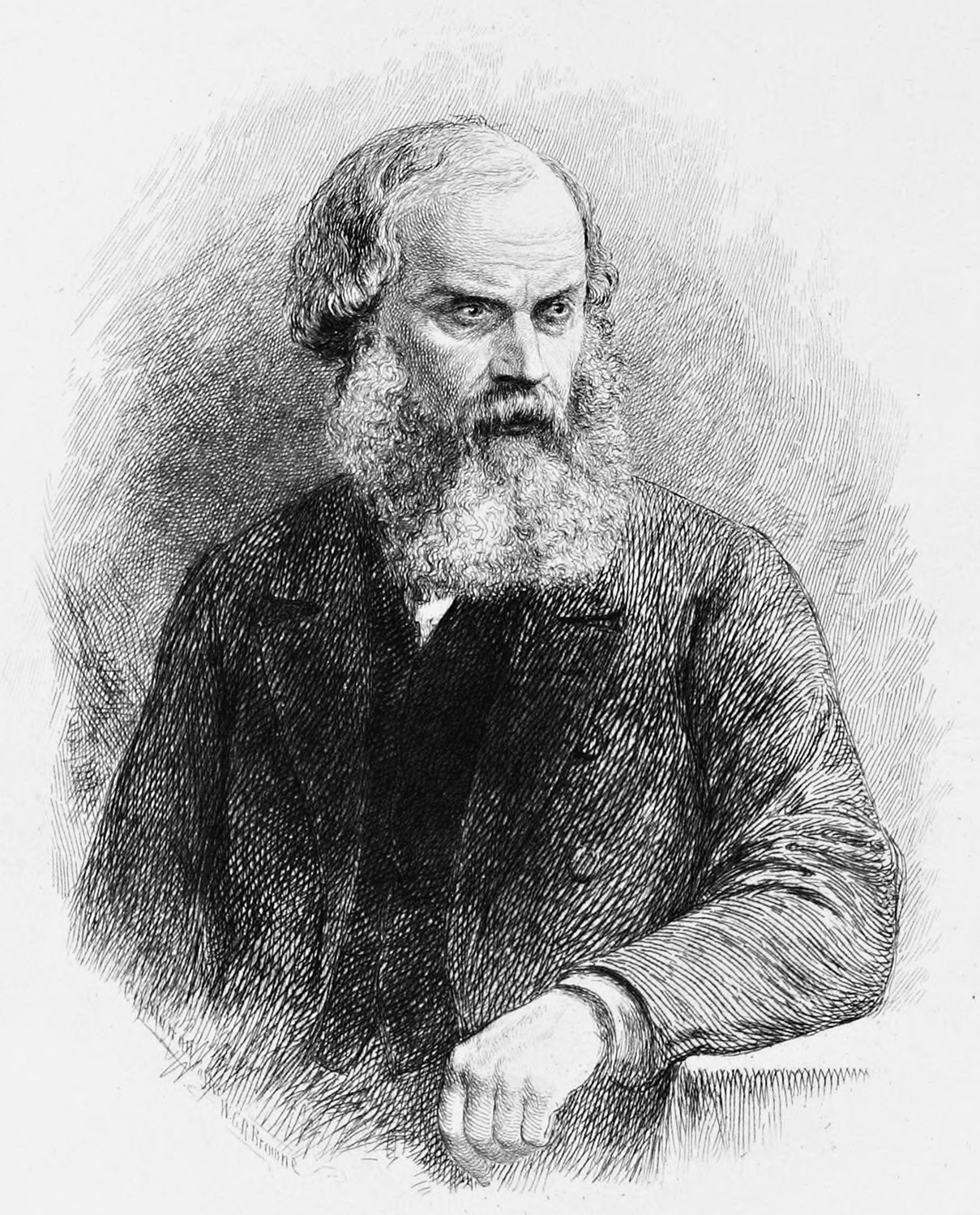
Hablot Knight Browne (1815-1882).

Les illustrations de Dombey (en tout trente-neuf planches, le frontispice, la couverture et la page-titre) sont toutes dues à Hablot Knight Browne, alias Phiz,, qui les signe de son nom sans utiliser son pseudonyme. La couverture décrit allégoriquement le cours des diverses fortunes de Mr Dombey, et Dickens se demande dans une lettre à Forster si Browne « n'en a pas un peu trop fait, car cela risque de dévoiler l'intrigue ». Bien que Forster ait nié que le personnage de Dombey fût fondé sur quelqu'un de précis, Dickens avait bel et bien un modèle en tête, puisqu'il a demandé à Browne de regarder du côté de Sir A–F–E de D–'s, en vain semble-t-il, car l'illustrateur en a proposé plusieurs versions,. Dans la vignette et sur l'une des gravures, le crochet du capitaine Cuttle est fixé sur le mauvais bras. Manifestement, même si Dickens fait des propositions, il laisse beaucoup de liberté à Hablot Knight Browne. Quatorze estampes de personnages de son cru furent publiées séparément.

## Accueil
Pour illustrer la popularité de Dombey, Sylvère Monod rapporte l'anecdote selon laquelle « une femme de ménage, travaillant chez la belle-mère du romancier, à l'époque où le jeune Chaeley était malade, demanda un jour :
— Mon Dieu, Madame ! Le jeune monsieur qui est là-haut est-il le fils de l'homme qui a assemblé Dombey ? »
et finit par avouer la cause de sa stupeur incrédule :
— Mon Dieu, Madame ! Je croyais qu'il aurait fallu trois ou quatre hommes pour assembler Dombey. »

### Les contemporains

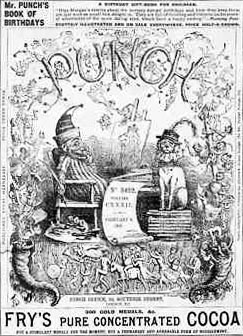
Punch en 1867.
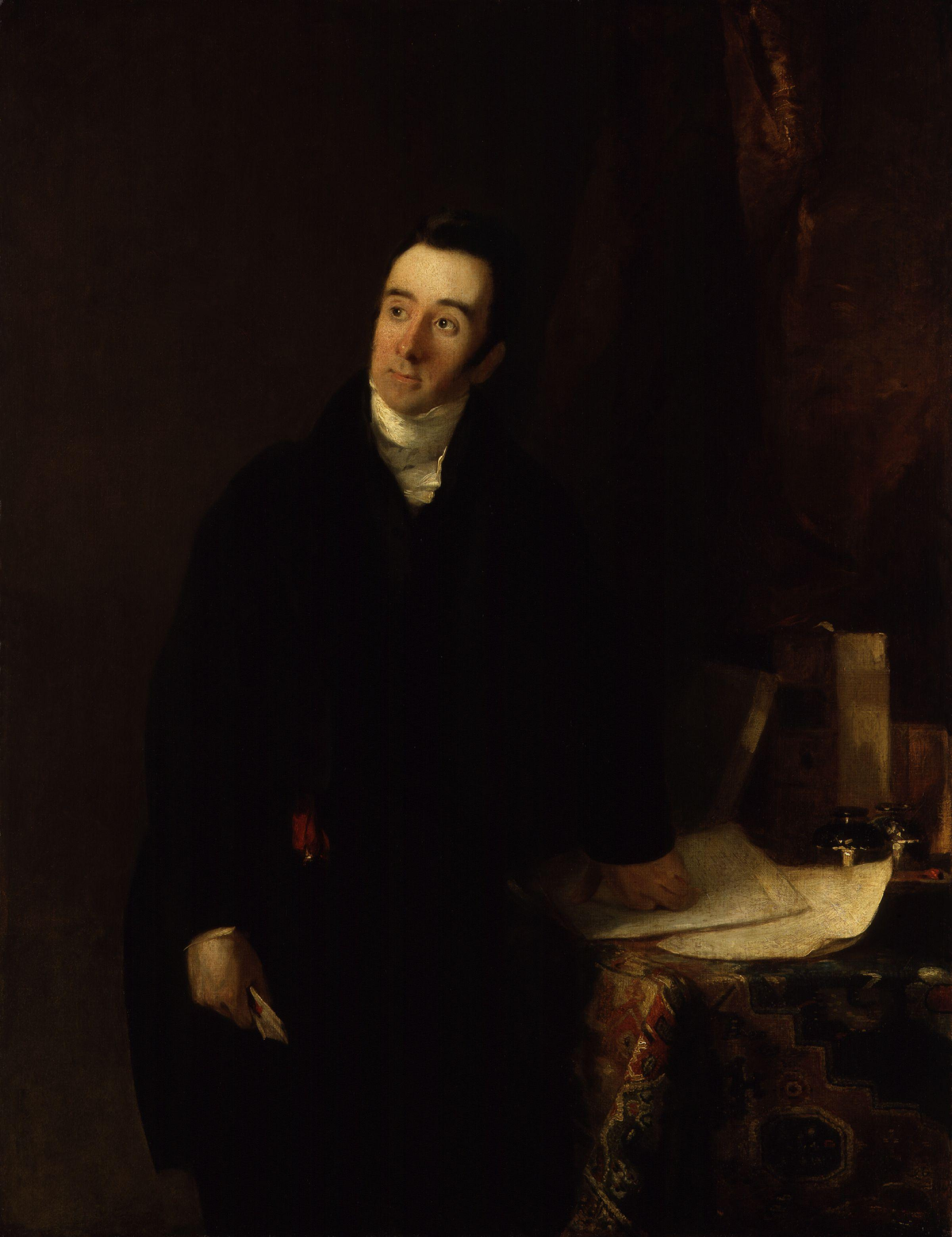
Lord Jeffrey.
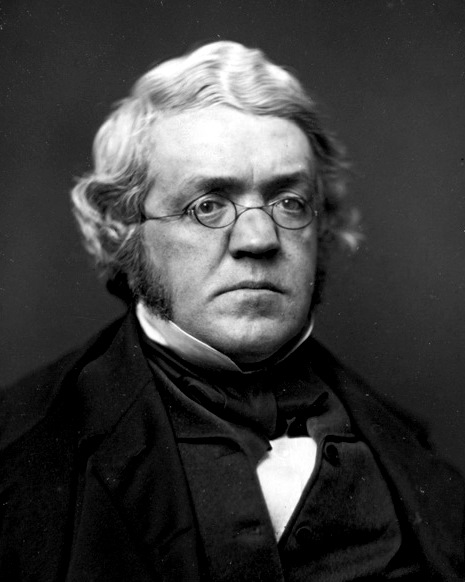
William Makepeace Thackeray.
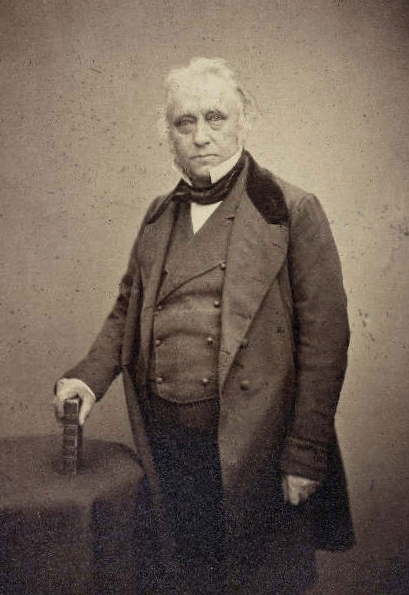
Thomas Macaulay.

Alors que Martin Chuzzlewit avait suscité des critiques et ne s'était vendu qu'à 20 000 exemplaires par mois, Dombey and Son est vite passé de 25 000 à 34 000 dès juin 1848. Dès le premier numéro, les éditeurs sont aux abois et travaillent d'arrache-pied pendant quatre-vingt dix heures supplémentaires pour faire face aux demandes du public. En tout, alors que Thackeray ne dépasse pas les 5 000 et ne touche que 60 £ par livraison, Dickens en engrange environ 9 000, ce qui lui assure un confort financier encore jamais connu, confirmé par Forster qui écrit qu'après les quatre premiers numéros, « tous [s]es soucis d'argent prirent fin ». Les comptes rendus sont extrêmement élogieux et la réaction des lecteurs « légendaire ». Lord Jeffrey écrit après avoir lu le récit de la mort du Petit Paul : « Oh, mon cher, cher Dickens ! Quel cinquième numéro ne nous avez-vous pas donné ! J'ai tant pleuré et sangloté hier soir, et encore ce matin que mon cœur s'est senti purifié par ces larmes et vous a béni et chéri de les lui avoir fait verser ». Macaulay, lui, écrit qu'« un passage [l]'a fait pleurer comme si son cœur allait se rompre ». Quant à Thackeray, il se précipite dans son bureau de Punch avec le même numéro sous le bras en s'exclamant : « Aucun écrit n'égale la puissance de ça. On n'a aucune chance ! Lisez ce chapitre consacré à la mort du jeune Paul, on n'a jamais fait mieux, c'est prodigieux ! ». Et John Forster ajoute que sa mort « jeta la nation tout entière dans le deuil ».
Cependant, le titre fait parfois broncher puisque le deuxième nommé, le Fils, disparaît si rapidement, laissant l'histoire au seul père. Pourtant, Edgar Johnson justifie ce choix en soulignant l'ironie de cette situation qui renvoie le lecteur au véritable sujet du livre, celui des relations entre le père et la fille. Pour autant, le personnage du Petit Paul se voit quelque peu critiqué : lors d'un procès, un témoin écrit dans son journal : « Ai vu Paul Dombey. L'ai trouvé sans la moindre consistance — en aucune façon conforme à la nature — une vraie monstruosité. N'ai pas pensé qu'il eût été bon à quoi que ce soit s'il eût grandi ». De même, est souligné le manque de vraisemblance psychologique de Florence, dont l'amour pour son père semble immodéré et l'infaillible bonté peu crédible. Il est vrai qu'en cela, elle ressemble à la Rose Maylie d’Oliver Twist, à l'Esther Summerson de La Maison d'Âpre-Vent ou à la Biddy des Grandes Espérances. À l'inverse, la fuite d'Edith avec Carker a été jugée inopportune car incompatible avec les mœurs de l'époque : « la bonté de certains personnages secondaires, a-t-on pu lire, devient lassante, tout comme le vice de certains autres porte au dégoût ». Même le symbolisme appuyé du roman suscite quelques remarques ironiques, par exemple : « Le livre déborde de vagues chuchotantes et vagabondes, de sombres rivières roulant leur flot jusqu'à la mer, de vents et de clapotis dorés ». En revanche, le personnage de Dombey est parfois apprécié, ce qui témoigne d'une évolution de la société, séduite par l'émergence de la classe moyenne argentée : « Il y a quelque chose d'éminemment respectable dans cet orgueil, quelque chose d'honorable dans cette vanité, la fierté britannique d'être un marchand et un gentleman droit comme un I ».

### La postérité
Les lecteurs de la fin du XIXe siècle se sont montrés plus réticents envers Dombey et Fils, moins sensibles que les générations précédentes à son côté sentimental et mélodramatique. Cependant, depuis les analyses de Chesterton, les critiques ont en général souligné la cohérence et la puissance de la seconde manière de Dickens qu'il inaugure : si Stanley Tick, qui fait figure d'exception, pense que « le mauvais départ thématique [du roman] n'est jamais vraiment effacé », Dombey et Fils, écrit J. M. Brown, « clôt brillamment la première période créatrice de Dickens, tant est serrée son unité thématique, structurelle et symbolique ». En 1954, Kathleen Tillotson y voit l'une des quatre œuvres les plus représentatives des années 1840 et Raymond Wiliams le considère comme un chef-d'œuvre d'art populaire écrit en une période d'incertitude, bien différent des œuvres plus posées d'écrivains comme George Eliot et Henry James. Lorsque F. R. Leavis a enfin reconnu l'importance de l'œuvre de Dickens, Dombey et Fils a été le premier de ses livres sur lequel il s'est penché. Plus récemment, des critiques tels que Nina Auerbach et Helene Mogden ont étudié les polarités des sphères masculine et féminine dans le cadre d'une analyse de ce qu'elles appellent « la politique sexuelle » du roman.

## Intrigue

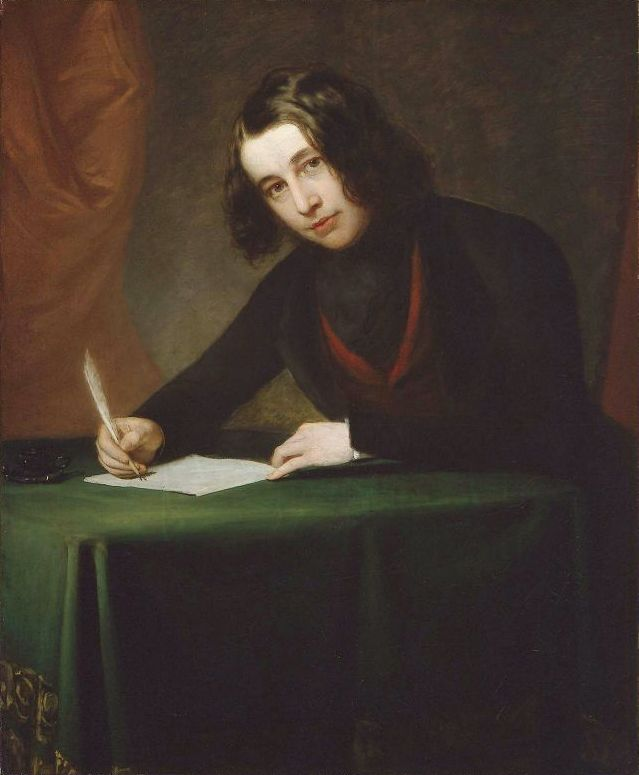
Dickens en 1842, par Francis Alexander (1800-1880).

Dès le début, Dickens a une idée directrice très fermement installée en lui, comme en témoigne une lettre à John Forster : « J'ai l'intention de montrer Mr D., écrit-il, avec cette unique idée du Fils s'emparant de plus en plus solidement de lui, et enflant et grossissant son orgueil jusqu'à un degré prodigieux […] Mais l'affection naturelle du jeune garçon se tournera vers la sœur méprisée […] Quand le garçon aura à peu près dix ans (dans le quatrième numéro), il tombera malade et mourra […] C'est ainsi que j'ai l'intention de poursuivre le récit… en passant pas la décadence et la ruine de la maison, et la banqueroute de Dombey, et tout le reste. Alors son seul soutien, son seul trésor, et son bon génie méconnu en toute circonstance, sera cette fille refusée, qui finira par se révéler plus précieuse que n'importe quel fils, ».
L'histoire s'ouvre dans la lugubre demeure de Mr Dombey, le chef de la puissante maison d'expédition « Dombey and Son » (« Dombey et Fils »), qui se réjouit de la naissance d'un héritier, le « Petit Paul ».

### Une fille rejetée par son père

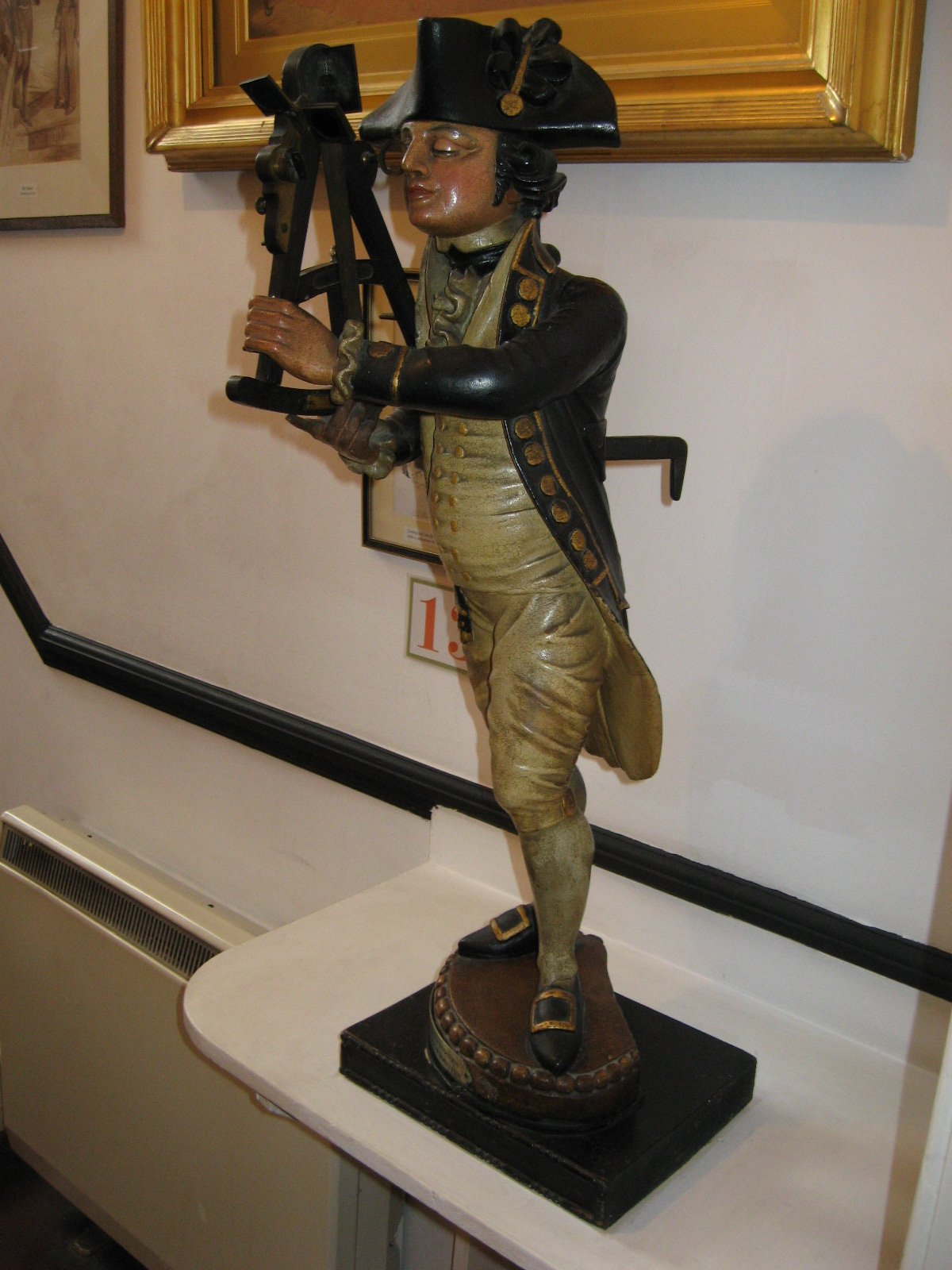
L'Aspirant de Bois, enseigne de la boutique d'Oncle Sol, musée Charles Dickens.

Peu après, la mère de l'enfant meurt des suites de l'accouchement en serrant sur son cœur sa fille Florence, alors âgée de six ans. Florence cherche en vain à gagner l'affection de son père qui, froid, fier et dominateur, la néglige pour la seule raison qu'elle est une fille. Après le décès de son épouse, Mr Dombey reporte tous ses espoirs sur le nouveau-né et, sur les conseils de sa sœur Mrs Louisa Chick, recrute une nourrice, Polly Toodle, à qui il impose le nom de Mrs Richards et interdit tout contact avec sa propre famille. Un jour cependant, Mrs Richards, en mal de ses enfants, Florence et sa servante Susan Nipper se rendent clandestinement chez Mr Toodle à Stagg's Gardens. Au cours de la sortie, Florence s'éloigne du groupe et se trouve brièvement enlevée par une certaine « Good Mrs Brown » qui la relâche dans la rue. Florence, très éprouvée par sa mésaventure, rejoint à pied les bureaux de Mr Dombey dans la Cité de Londres, où elle reçoit l'aide d'un employé, Walter Gay, qui la présente à son oncle, Solomon Gills (« Uncle Sol »), spécialisé dans la fabrication d'instruments nautiques qu'il réalise dans sa boutique The Wooden Midshipman (« L'Aspirant de Bois »),.

### Un enfant étrange

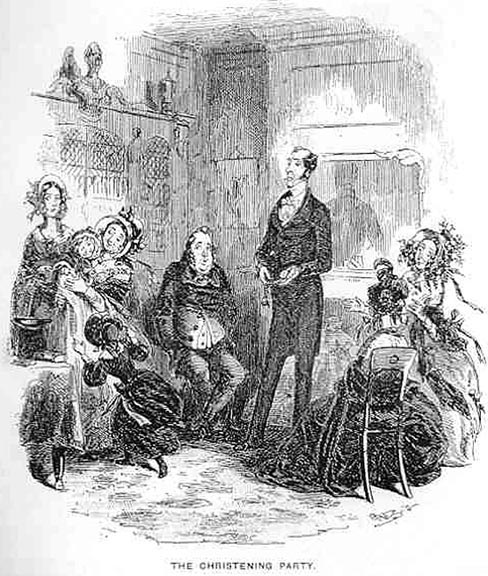
La réception après le baptême du Petit Paul (chap. 5), par Phiz.

Le Petit Paul, fragile, souvent malade, peu enclin à fréquenter les enfants de son âge, passe pour « vieillot » (old-fashioned), voire vieilli avant l'âge, et s'avère incapable de répondre aux ambitions paternelles ; quoique doux et gentil envers son entourage, il est passionnément attaché à sa sœur, ce qui irrite Mr Dombey qui voudrait occuper la première place dans ses affections. Pour promouvoir son éducation, ce dernier l'envoie dans l'institution du Dr et de Mrs Blimber à Brighton, et place Florence chez la vieille et acariâtre Mrs Pipchin. À Brighton, les méthodes pédagogiques mises en œuvre par le répétiteur Mr Feeder, B. A. et Cornelia Blimber, consistent surtout à étouffer toute velléité personnelle et à bourrer l'esprit des élèves d'un savoir aussi érudit qu'inutile. Paul s'y lie d'amitié avec Toots, « head boy » de l'école,, qui succombe aux charmes de Florence et se consolera plus tard en épousant Susan Nipper, l'accorte bonne de la jeune fille. Le Petit Paul, lui, se languit de sa sœur et dépérit dans cette serre pédagogique où les enfants sont trop tôt « montés en graine » (« run to seed »). Il se lie aussi avec un vieux loup de mer qui, sur la plage où il est parfois conduit, lui conte des histoires mystérieuses de fonds marins peuplés d'étranges et poétiques créatures.
Mais sa santé décline ; peu à peu affaibli, il finit par être ramené à Londres où, malgré les soins des meilleurs spécialistes et le dévouement de Florence, il meurt dans une scène pathétique restée célèbre. Serré contre sa sœur, le petit Paul entrevoit sa mère défunte et murmure : « Son halo éclaire mon chemin » (« The light about her head is shining on me as I go »). Mr Dombey repousse encore une fois les supplications de Florence et envoie Walter à la Barbade sur les conseils de Mr James Carker, le directeur de la firme qui voit dans le jeune homme un rival potentiel. La nouvelle se répand que le bateau s'est abîmé en haute mer et que Walter est porté disparu. Oncle Sol part à sa recherche et laisse son grand ami le Captain Edward Cuttle responsable de L'Aspirant de Bois. Florence reste seule avec quelques proches, tandis que Mr Dombey, accablé de douleur par la perte de son fils et l'anéantissement de ses espoirs, se mure dans le silence et l'obscurité de ses appartements.

### Mr Dombey se remarie

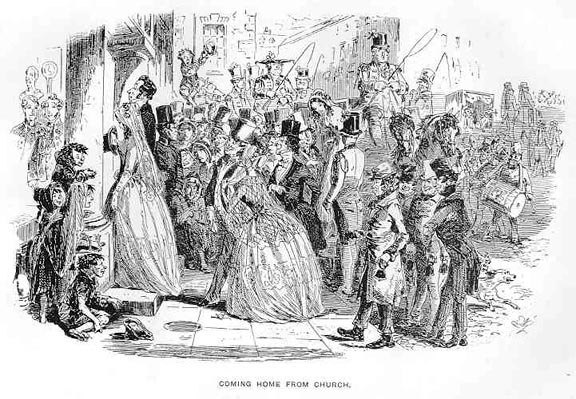
Retour de l'église après le mariage de Dombey et d'Edith (chap. 31), par Phiz.

Mr Dombey se rend à Leamington Spa, ville d'eau à la mode, en compagnie d'un nouvel ami, le Major Bagstock, qui s'incruste auprès de lui pour aiguiser la jalousie de Miss Tox, sa voisine à Princess's Place, dont l'attention, par l'intermédiaire de Mrs Chick, se porte désormais sur le riche homme d'affaires. Le Major Bagstock le présente à Mrs Skewton, en villégiature avec sa fille Mrs Edith Granger, à laquelle il s'intéresse aussitôt, vivement encouragé par la mère et le major qui espèrent en tirer profit. À son retour à Londres, il « achète » la belle et hautaine Edith, et s'ensuit un mariage sans amour, la seconde Mrs Dombey méprisant son mari pour son incommensurable orgueil, et lui la trouvant désormais superficielle et incapable. Edith se prend d'amitié pour Florence et reste au foyer auprès d'elle, mais finit par consentir à un complot fomenté par Carker dit « The Manager » pour discréditer son employeur.
Après une dernière querelle au cours de laquelle Mr Dombey essaie en vain de la faire plier, Edith s'enfuit en compagnie de Carker jusqu'à Dijon. Lorsqu'il découvre la fugue, Mr Dombey s'en prend à Florence qu'il accuse de soutenir sa belle-mère, et dans sa colère, il lui porte un violent coup à la poitrine. La jeune fille quitte à son tour le foyer et, dans son extrême détresse physique et psychologique, trouve refuge chez le commandant Cuttle qui la couve de ses soins. Le jeune Toots, amoureux de Florence depuis leur rencontre à Brighton, leur rend souvent visite, accompagné de « Game Chicken », bagarreur bruyant mais gentil garçon, dont le nom évoque l'univers de la boxe.
Aidé de Mrs Brown et de sa fille Alice (Alice Marwood), Mr Dombey résolut de rechercher sa femme. Alice, de retour en Angleterre après une longue absence, est une ancienne maîtresse de Carker dont elle cherche à se venger car il l'a incitée à des actes de délinquance lui ayant valu la déportation. Alors qu'il se rend chez Mrs Brown, Dombey, caché derrière une porte, surprend une conversation entre la vieille femme et « Rob the Grinder », employé de Carker, concernant les pérégrinations du couple en fuite, et il se met aussitôt en route pour la France. À Dijon, cependant, Mrs Dombey fait savoir à Carker qu'elle n'éprouve pas plus d'estime pour lui que pour Dombey et qu'elle n'a nulle intention de rester avec lui. Très vite, en effet, elle quitte leur hôtel tandis que Carker, redoutant la vindicte de son ancien patron, regagne l'Angleterre où il se cache jusqu'à ce que, à bout de forces, il tombe accidentellement sous un train et meure.

### La firme en faillite
La disparition de Carker révèle que, sous sa direction, la firme « Dombey and Son » s'est lourdement endettée, nouvelle que son frère et sa sœur, John et Harriet, apprennent de la bouche de Mr Morfin, l'assistant de Carker parti le secourir. Mr Morfin a souvent surpris des scènes au cours desquelles James insulte son aîné, employé de bas étage pour avoir, en sa jeunesse, commis de petits larcins. Entre-temps, Walter Gay réapparaît à L'Aspirant de Bois ; il a été sauvé des eaux par un navire de passage alors qu'il flottait sur un débris avec deux autres marins. Florence et lui s'éprennent l'un de l'autre, puis se marient avant d'embarquer pour la Chine à bord du nouveau bateau de Walter. Solomon Gills revient lui aussi, ayant appris à la Barbade le sauvetage du jeune homme.
Florence et Walter quittent Londres ; Walter a confié à Solomon Gills une lettre destinée à Mr Dombey, dans laquelle il le conjure de se réconcilier avec le jeune couple. Alice Marwood, minée par la maladie, et malgré les soins de Harriet Carker, est à l'agonie ; un soir, sa mère révèle qu'Alice est en réalité la cousine d'Edith, la seconde épouse de Mr Dombey. C'est alors que la maison « Dombey and Son » fait banqueroute. Dombey se retire dans un deux-pièces et met son mobilier en vente. Mrs Pipchin, gouvernante depuis quelques mois, renvoie le personnel et retourne à Brighton, remplacée par « Mrs Richards » ; Dombey demeure plongé dans le désespoir, refuse de voir quiconque, tout en se languissant de sa fille si longtemps rejetée.

#### Tout est bien qui finit mieux
Florence revient à Londres, mais avec un nouveau Petit Paul. Elle emmène son père dans son foyer où il vit désormais, entouré de l'affection des siens, veillé avec sollicitude par sa fille et la fidèle Susan Nipper, devenue Mrs Toots. Un jour, ils reçoivent la visite de « Cousin Feenix », vieux cousin aristocrate d'Edith qui l'avait secourue lors de sa fugue en France, puis en Angleterre. Edith remet une lettre à Florence, demande le pardon de Dombey, puis se rend avec son parent dans le sud de l'Italie pour une nouvelle vie.
Le dernier chapitre montre Dombey en vieil homme aux cheveux blancs. Sol Gills et Ned Cuttle sont associés à L'Aspirant de Bois, Mr et Mrs Toots annoncent la naissance de leur troisième fille. Walter vient d'être nommé à un poste de responsabilité et Dombey est grand-père d'un petit-fils et d'une petite-fille qu'il chérit de tout son cœur.
Le roman se termine sur ces deux phrases (chapitre LXII) :

« — Grand-père, pourquoi pleures-tu lorsque tu me donnes un baiser ?
Sa seule réponse est : « Petite Florence ! Petite Florence ! », et il écarte les bouclettes qui voilent l'ardent regard de l'enfant,. »

## Sources et contexte

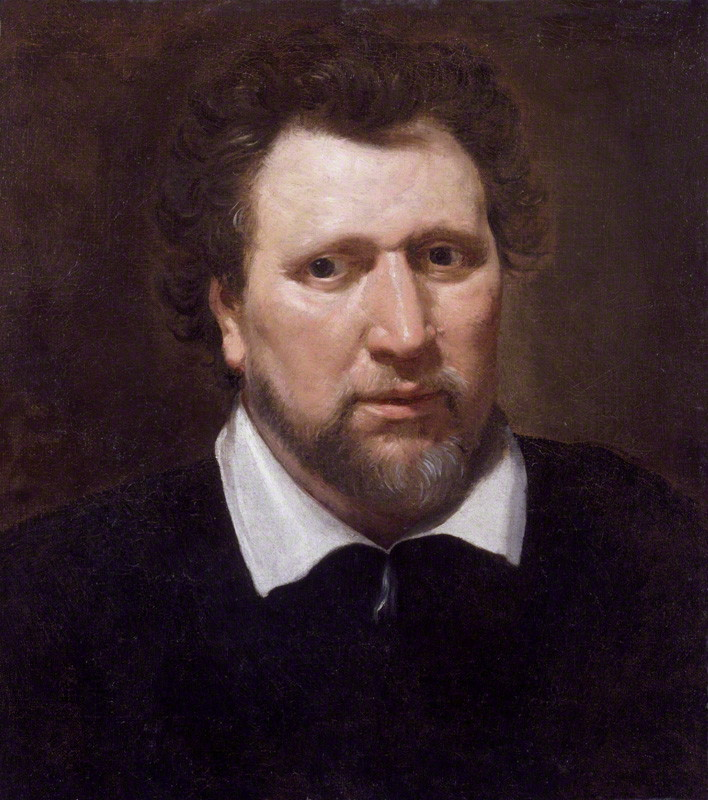
Ben Jonson, par Abraham Blyenberch, 1617.

Le nom qui a donné son titre au roman, Dombey and Son, n'a pas été inventé par Dickens : en effet, Percy Fitzgerald signale qu'« il lui a fallu une certaine audace pour le choisir, considérant qu'il y avait dans Frenchurch Street Dombey and Son, high class tailors, American and Colonial outfitters (Dombey et Fils, tailleurs de première classe, fournisseurs des Amériques et des Colonies) ».
Selon Forster, l'idée directrice de Dombey et Fils est de « traiter l'Orgueil comme son prédécesseur, Martin Chuzzlewit, avait traité l'Égoïsme ». Paul Schlicke ajoute qu'il n'est pas anodin que Dickens ait choisi comme pièce pour ses activités théâtrales entre ces deux romans Everyman in His Humour (« Chaque homme dans son caractère ») de Ben Jonson, c'est-à-dire une comédie avec des personnages dominés par une seule obsession. Autre source possible, Le Roi Lear de Shakespeare, à quoi, selon Alexander Welsh, se rattachent d'une manière ou d'une autre tous les personnages du roman que le manque d'un héritier a dès le départ éloignés les uns des autres,. Florence, en particulier, s'apparente à Cordelia, cette figure de fille qui « rachète la nature ». Julian Moynahan va même jusqu'à souligner le pouvoir féminin, qualifié par lui de « mythique », qu'incarne Florence, triomphant in fine dans la conclusion du roman.
Dombey et Fils s'appuie également sur l'actualité de son temps. Taine prétend que « vous voyez là un caractère qui ne pouvait se produire que dans un pays dont le commerce embrasse le monde, où les négociants sont des potentats, où une compagnie de marchands a exploité des continents, soutenu des guerres, défait des royaumes ». Les romans qui ont suivi, La Maison d'Âpre-Vent et La Petite Dorrit, mettent les institutions au cœur du roman et l'intention première de Dickens était bien de donner à l'entreprise « Dombey et Fils » une part prépondérante, mais, expliquent John Butt et Kathleen Tillotson, bien que son rôle ait été réduit, reste « l'omniprésent sentiment qu'une famille ne saurait être gérée comme une affaire ».
Les premiers comptes rendus notent l'actualité de la satire visant le système éducatif et aussi la furie des chemins de fer qui s'est emparée du pays. A. O. J. Cockshut écrit à ce sujet qu'en effet, « Dombey et Fils est sans doute le premier roman anglais d'importance à se pencher sur la révolution industrielle. À ce titre il tranche sur les autres livres de Dickens et encore plus sur ceux de l'époque par son atmosphère si typique de cette décennie qui l'a vu naître, l'âge de la fièvre ferroviaire ». Les critiques du XXe siècle, cependant, mettent plutôt l'accent sur la réponse apportée aux bouleversements sociaux des années 1840 dont, selon Stephen Marcus, « le chemin de fer est le symbole ». En 1846, en effet, le Parlement autorise la construction de 4 538 miles de nouvelles voies ferrées, soit environ 7 300 kilomètres, ce qui crée un bouleversement sur la vie sociale anglaise « difficile à exagérer ». Les spéculateurs, appelés « stags », s'en donnent à cœur joie sur les actions, la description que fait Dickens de Stagg's Gardens, près de Camden Town, soulignant le cataclysme ambiant, avec des mots-clefs tels que « choc », « tremblement de terre », « maisons éventrées », « puits et tranchées », etc. Pour autant, Cockshut écrit que le roman ne saurait être réduit à un pamphlet social, même s'il se fait l'écho des immenses mutations économiques et sociales de l'époque ; c'est avant tout, écrit-il, « un livre centré sur Londres, une nouvelle Londres vive, commerciale et à la mode, d'où ont disparu les pittoresques ruelles et les étranges auberges du précédent Dickens […] C'est une Londres devenue le centre du monde bancaire et des affaires, et aussi, ce qui aura son importance, un grand port de mer ».
Philip Collins, quant à lui, souligne que le roman, plus qu'un document sur le système économique du XIXe siècle, a pour principale préoccupation les conséquences morales de l'orgueil accouplé à la richesse, et que la fuite d'Edith avec Carker, leur confrontation à Dijon et la mort de l'amant sous les roues d'un train relèvent plutôt du sensationnalisme et du mélodramatique propres à Dickens que d'un réalisme social ; de même, selon lui, Florence ressortit à la veine sentimentale du siècle précédent ou encore à celle des contes de fées, bien plus qu'elle n'est une jeune femme typique de son temps.

## Personnages

### Recensement

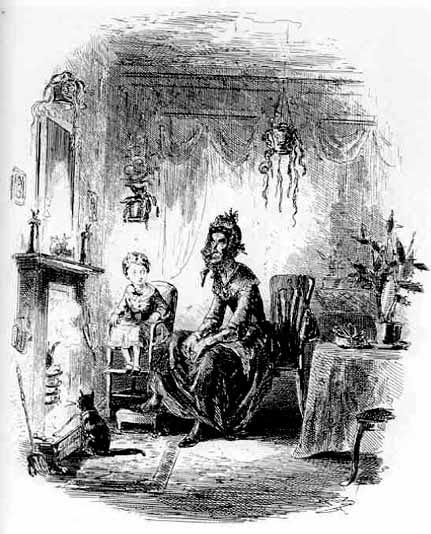
Paul et Mrs Pipchin (chap. 8), par Phiz.

- Mr Paul Dombey : riche propriétaire d'une maison d'expédition.
- Edith Granger : orgueilleuse veuve, fille de Mrs Skewton, devient la seconde Mrs Dombey.
- Master Paul Dombey (le Petit Paul) : fils de Mr Dombey, qui meurt à l'âge de neuf ans.
- Miss Florence (Floy) Dombey : fille aînée de Mr Dombey, mais négligée à l'extrême par ce dernier.
- Mrs Louisa Chick : sœur de Mr Dombey.
- Mr Chick : époux de Mrs Chick.
- Miss Lucretia Tox : amie de Mrs Chick, grande admiratrice de Mr Dombey.
- James Carker (Carker the Manager) (Carker le Directeur) : directeur véreux de la firme « Dombey and Son ».
- John Carker (Carker the Junior) : frère aîné de James Carker.
- Miss Harriet Carker : sœur des frères Carker.
- Mr Morfin : sous-directeur de la maison Dombey.
- Mr Perch : garçon de course chez Dombey.
- Walter Gay : neveu de Solomon Gills et ami de Florence.
- Captain Edward (Ned) Cuttle : commandant de marine à la retraite.
- Major Joseph Bagstock (Josh, Joe, J. B., Old Joe) : commandant de l'armée de terre à la retraite, grand admirateur de Miss Tox et ami de Dombey jusqu'à sa chute.
- Tozer : condisciple de Paul.
- Mr P. Toots : condisciple de Paul.
- The Game Chicken : camarade de Mr Toots, porté sur la bagarre.
- Miss Susan Nipper : nourrice de Florence.
- Mrs Cleopatra Skewton : mère infirme d'Edith Granger Dombey et ancienne maîtresse de Bagstock.
- Cousin Feenix (Lord Cousin Feenix) : cousin d'Edith Granger, qui la recueille après sa fuite de la maison Dombey.
- Polly Toodle (Mrs Richards) : épouse de Mr Toodle, nourrice du Petit Paul sous le nom de « Mrs Richards ».
- Robin Toodle (Rob the Grinder, Biler) : fils des Toodle.
- Good Mrs Brown : vieille chiffonnière.
- Brown Alice (Alice Marwood) : fille de Good Mrs Brown et cousine d'Edith Granger.

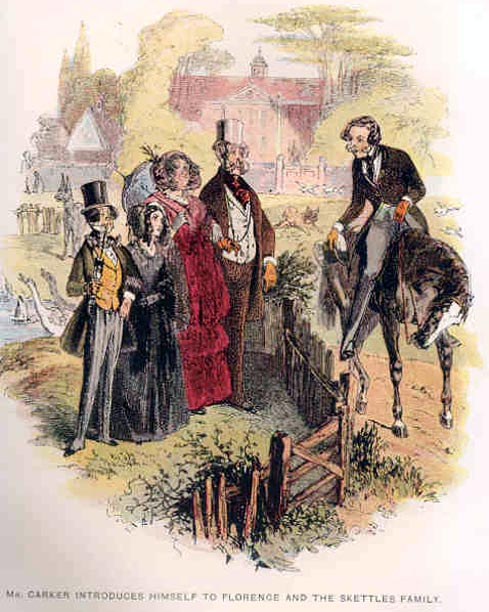
Mr Carker se présente à Florence et à la famille Skettles (chap. 24), par Phiz.

- Jack Bunsby : commandant d'un bateau, le Cautious Clara.
- Mrs MacStinger : gouvernante de Captain Cuttle
- Mrs Pipchin : sévère veuve, propriétaire d'une pension de famille à Brighton.
- Master Bitherstone : résident chez Mrs Pipchin, plus tard élève de l'académie du Docteur Blimber.
- Miss Pankey : résident chez Mrs Pipchin.
- Sir Barnet Skettles, père d'un camarade d'école du Petit Paul à Brighton.
- Lady Skettles, sa mère.
- Master Skettles : élève à Brighton.
- Doctor Blimber : propriétaire de l’institution de Brighton.
- Mrs Blimber : épouse du Doctor Blimber.
- Miss Cornelia Blimber : fille du Doctor Blimber, enseignante.
- Mr Feeder : adjoint du Doctor Blimber, enseignant.
- Diogenes : chien de l'institution du Dr Blimber à Brighton.
- Mr Brogley : brocanteur de meubles d'occasion.
- The Native : domestique indien de Major Bagstock.
- Mrs Wickham : deuxième nourrice du Petit Paul.

### Relations entre les personnages
L'appellation du roman est en soi révélatrice de l'importance qui y est accordée aux rapports unissant les différents personnages et, avant tout, aux relations familiales. De fait, le roman ne présente pas une action conforme à son titre, car l'histoire est d'abord celle d'un conflit, à sens unique, entre un père et sa fille au sein de la grande maison Dombey, mais les relations entre parents et enfants, et en particulier l'absence parentale, sont au cœur de l'histoire, la branche principale comme ses rameaux.

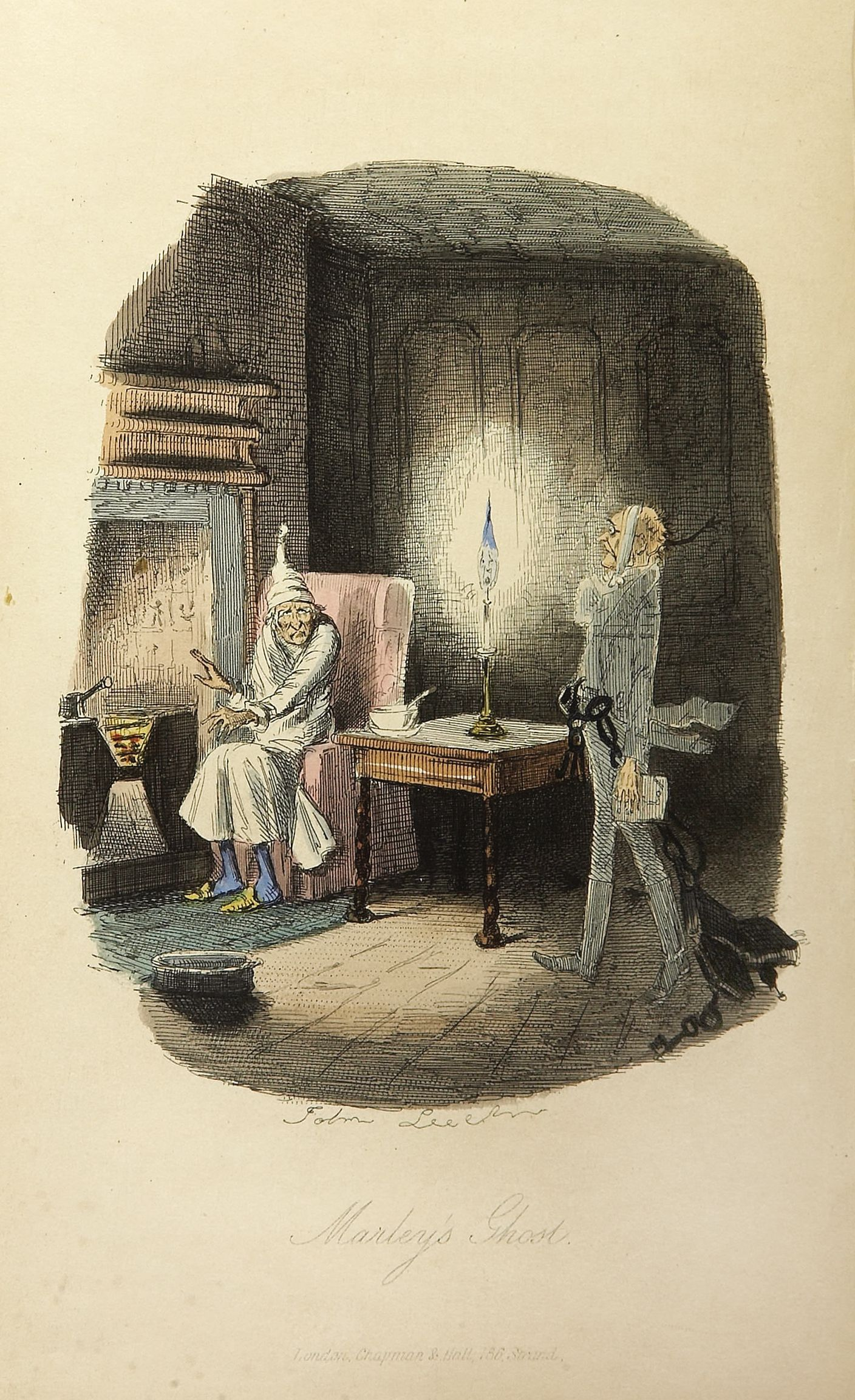
Scrooge et le fantôme de Marley, par John Leech.

Selon Elizabeth Gitter, « Avec sa froideur comique, Dombey ressemble à Ebenezer Scrooge », mais sa frigidité émotionnelle et son humeur morose reposent sur une mélancolie fondamentale ; Dombey, poursuit-elle, reste essentiellement un « prébourgeois emblématique. » C'est là une analyse essentiellement sociétale ; la psychanalyse tente un éclairage sur lequel nombre de critiques se sont penchés. En tous les cas, si l'intensité de l'amour que Florence porte à son père relève du complexe d'Œdipe, rien n'est ouvertement dit, dates obligent, certes, l'interprétation se situant forcément a posteriori, mais surtout parce qu'il est procédé par allusions abandonnées au déchiffrement du lecteur.

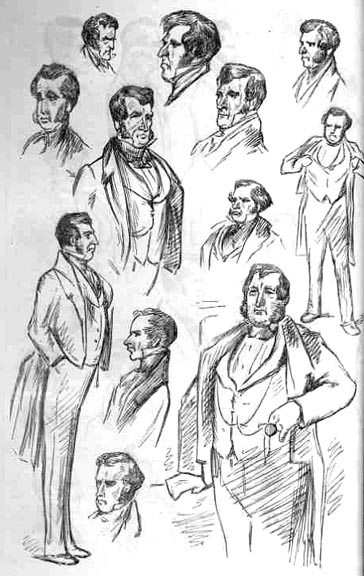
Esquisses de Mr Dombey, par Hablot Knight Browne.

Car Dickens reste très ambigu lorsqu'il décrit les liens entre Dombey et sa fille, absence obnubilant le champ du roman en une complexité entrevue juste avant la mort de Mrs Dombey. Désormais, le péril se situerait dans l'aînée, cette fille sans importance qui, au départ, a retardé le rôle dévolu à l'enfant qui vient de naître, avant, aujourd'hui, de l'usurper. La voici, malgré son jeune âge, tendant naturellement à compenser le manque laissé par la disparition maternelle, brèche intolérable pour le maître des lieux, dont la mainmise sur l'enfant mâle ne saurait être partagée. Florence devient une menace et n'en sera que plus brutalement écartée, l'héritier, à part Polly qui lui donne un peu d'amour, ce qui lui vaudra sa place, ne côtoyant que de vieilles femmes sèches et acariâtres. Florence ne sera acceptable qu'à la fin, lorsque les tempes grises auront remplacé la superbe, et qu'elle-même sera épouse et mère. Le rôle du père est très vite assuré par une figure avunculaire : Solomon Gills pour Walter, auquel on ne connaît pas de géniteur, et pour Florence, Captain Cuttle. Pour autant, la figure du père n'est jamais vraiment restaurée : la dernière vision est celle d'un aïeul diminué, entièrement dépendant de sa fille, victime d'une véritable régression, le personnage le plus important étant redevenu Florence, responsable de tout et de tous.
Certains critiques ont avancé l'idée que la relation entre Mr Dombey et Florence, dans laquelle le rôle du père est bien plus intéressant que celui de la fille, serait fondée sur la jalousie. Hilary Shor note que l'attachement que porte Florence à sa mère mourante revient à dénier toute légitimité au père, d'où, déjà, une amorce de dépit secrètement ressenti. Après le décès, Florence s'attache désespérément à son petit frère et Dombey ne reste pas indifférent à cette préférence : ainsi, alors qu'il perçoit la douceur d'une voix, il quitte sa pièce et regarde Florence grimper laborieusement l'escalier avec le Petit Paul dans les bras ; « ils disparurent hors de sa vue, et son regard s'attarda vers le haut jusqu'à ce que les mornes rayons de la lune, luisant avec mélancolie par le sombre vasistas, le renvoient dans son bureau ». Q. D. Leavis souligne l'évidente « exclusion de Dombey dans cette scène ». Ainsi, écrit, Nanako Konoshima, « Florence accroît innocemment la jalousie de Dombey et l'impression défavorable qu'il a d'elle, si bien que chaque tentative qu'elle fait pour se rapprocher de lui est vouée à l'échec ». Il existe là une forme de cécité mutuelle, métaphoriquement exprimée lorsque Florence est décrite comme « aveuglée » par les larmes, tandis que Dombey, lui, reste « aveugle » aux vertus de sa fille et qu'il lui faut attendre la faillite de sa maison et les épreuves qu'elle entraîne pour que l'éclaire enfin la révélation : « Oh comme elle s'est dissipée, cette brume à travers laquelle il l'avait vue, et combien elle la lui révélait sous son véritable jour ! »

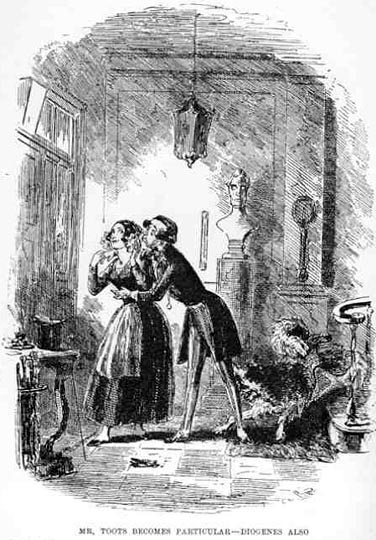
Mr Toots se prend soudain d'une affection pressante pour Florence (chap. 22).

Pourtant, de troubles signes annonciateurs ont parsemé le texte, le premier situé au retour du voyage de noces. D'un coup, ce père « aveugle » prend conscience que sa fille s'est métamorphosée en femme. La scène se situe au chapitre 35 et un soudain émoi envahit l'homme de fer, lourd regard dissimulé, respiration courte, impossibilité de se détacher de cette contemplation ; puis, dans le bureau où Florence n'a jamais eu le droit de pénétrer, la voici assise et soumise au même regard que camoufle un mouchoir simulant le sommeil : faute de la moindre suggestion incestueuse, il y a là comme une soudaine prise de conscience que l'amour féminin a, malgré lui, habité sa maison et que Florence, assumant des rôles dont il a cru pouvoir se passer, l'a en permanence incarné.

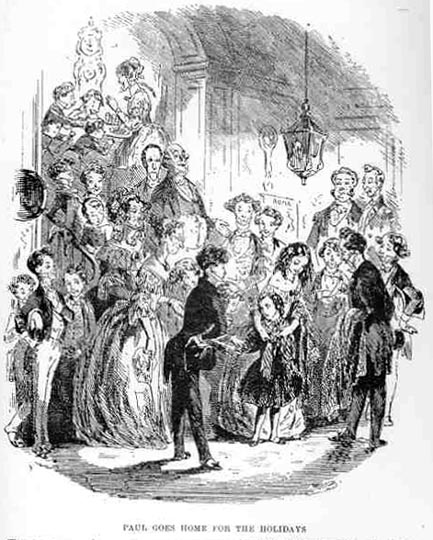
De plus en plus vieillot, le Petit Paul s'apprête à partir en vacances, par Phiz.

En effet, Mr Dombey n'a eu d'yeux que pour son fils, des yeux fiers et ambitieux, mais Dickens a justement voulu que cet enfant ne soit pas comme les autres, doté d'une « sancta simplicitas » qui en fait un « puer senex » : Paul, est-il dit au chapitre 14, « devient de plus en plus vieillot », doux et calme, indifférent à l'argent, préférant, les mains serrées, contempler les vagues et les nuages ; ainsi, explique le narrateur, se trouve-t-il à l'unisson du cosmos,. En un sens, ce fils hors norme va être sacrifié par le père, explique David Lee Miller, insérant son exemple dans la longue tradition remontant à Abraham s'apprêtant à tuer Isaac sur l'ordre de Dieu, et le reliant, dans la littérature anglaise, au Conte d'Hiver de Shakespeare. Pour autant, cette mort ne supprime pas la figure du fils, le rôle se trouvant repris par Walter qui, double posthume du disparu, revient comme pour en assurer la résurrection.

### Caractérisation
Dombey et Fils présente une galerie de « personnages-humeurs » qu'individualise une excentricité de comportement, et d'autres, victimes de leur famille ou de la société. Pour faire vivre les uns et les autres, Dickens déploie une panoplie de procédés satiriques et humoristiques pour les premiers, plutôt mélodramatiques et sentimentaux pour les seconds.

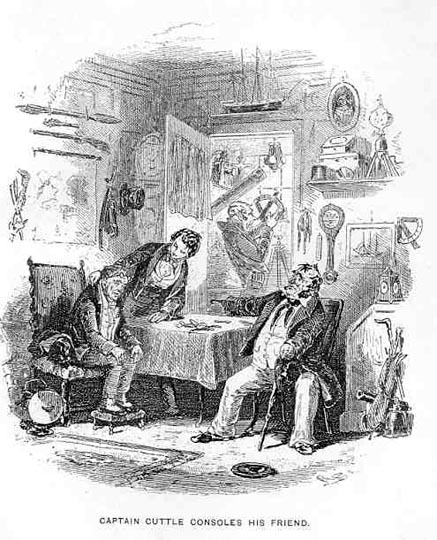
Le Commandant Cuttle console Solomon Gills, par Phiz.

Selon les distinctions établies par Joseph Addison, existent de « vrais excentriques » et des « faux », ce qui correspond aux « bons » et aux « méchants ». Si les « bons » sont des « humeurs », aucun n'est un « humoriste », c'est-à-dire un plaisant observateur de la vie. Ils ont besoin d'un narrateur pertinent dans la tradition du XVIIIe siècle et c'est Dickens qui assume ce rôle, se faisant l'aimable chroniqueur des contradictions, des bizarreries et des incohérences humaines. Alors dose-t-il subtilement ironie et sentiment, comme au chapitre 32 où le Commandant Cuttle s'efforce en vain de réprimer une larme au souvenir de Walter : Dickens se garde de tout mélodrame, le seul clin d'œil étant l'usage du verbe « transférer », plutôt technique pour l'occasion,.
Les « faux excentriques », procédant de l'affectation, pétris de vacuité morale et d'égoïsme, sont traités par Dickens sur le mode ironique, par lequel il les expose tels qu'ils sont, des caricatures réduites à leurs maniérismes et leurs folies, réagissant invariablement, même lors d'événements extraordinaires, selon le schéma préétabli qui leur a été tracé.

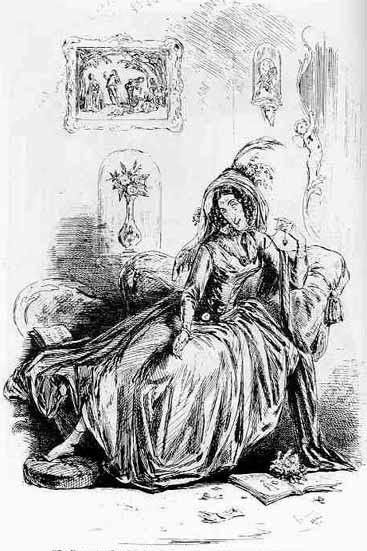
Mrs Skewton, par Hablot Knight Browne, estampe séparée des parutions mensuelles.

Suspendus dans le temps, ils représentent une perversion de la nature à son plus bas degré et sont destinés à faire rire, mais ils dépassent aussitôt leur dimension comique pour incarner des vices existant bel et bien dans la vie réelle. Ainsi participent-ils pleinement de l'architecture générale du roman. À ce titre, l'exemple de Mrs Skewton est éloquent, car le lecteur entrevoit un « intérieur » aussi faux que l'« extérieur » : semblable à son homologue Comportment Turveydrop de La Maison d'Âpre-Vent, ce cadavre costumé vit en effet aux dépens de sa fille qu'elle vampirise sans remords en déguisant son cannibalisme parental en attention maternelle.

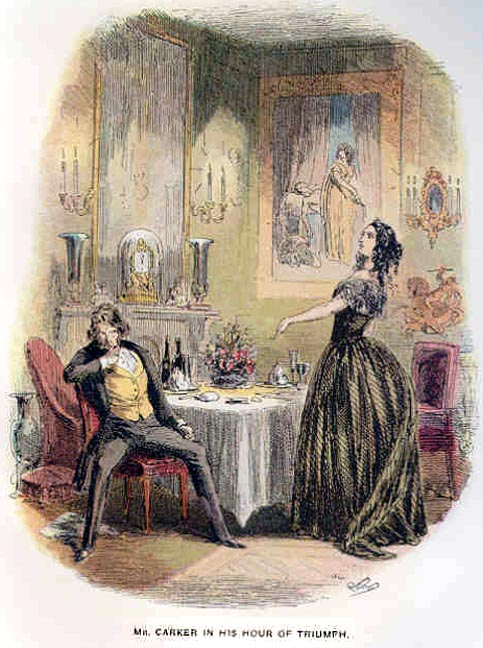
Edith défie Carker en France, par Phiz (image colorisée).

Sentimentalisme et mélodrame sont traditionnels, surtout lorsqu'ils s'attachent à la situation des enfants broyés par la société : ainsi l'orphelin face à l'incompréhension, comme le Petit Paul, doué d'une intuition adulte ; ou Florence, que sa situation rend particulièrement encline aux larmes. Ce pathos appuyé se retrouve dans le traitement des femmes dites perdues, telles Alice Marwood (chapitre 33) et Edith Granger. Françoise Basch, à leur propos, explique que, le pathos aidant, « la pécheresse devient à la fois un personnage familier et parfaitement étranger à la vie quotidienne, donc inoffensif ». À ces personnages correspondent des scènes stéréotypées, celles du lit de mort surtout, pourvoyeur de larmes reconnues salutaires (voir : Les contemporains). S'ajoute un sentimentalisme domestique touchant la famille Toodle ou les résidents de L'Aspirant de Bois ; enfin, s'opposent les scènes de départ et de réunion. Dans tous ces cas Dickens excelle dans la théâtralité, dramatisant les postures, parfois exacerbant les mots qui deviennent plus littéraires, chargeant le récit d'un symbolisme récurrent centré sur la mer, ou alors se lançant dans des apostrophes vitupératrices envers Dombey, exubérantes et attendries à l'égard de Florence, ou encore amusées et indulgentes envers L'Aspirant de Bois.

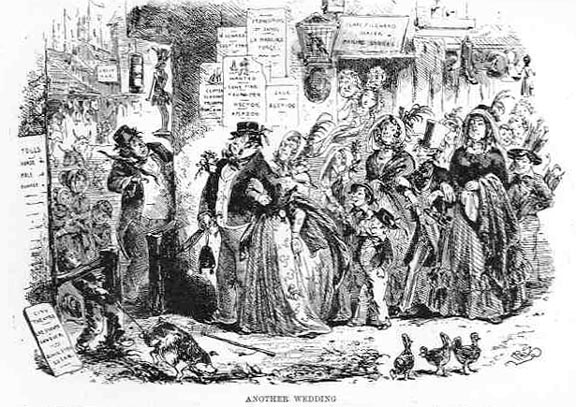
Le mariage de Florence et de Walter, par Phiz.

Ce sentimentalisme est désormais reconnu comme servant le schéma de la création dickensienne : Dickens place l'état d'innocence au centre de son roman, face au monde déchu que corrompt l'argent (Dombey) ou la passion sexuelle (Edith et surtout Alice Marwood). Par exemple, Florence reste l'enfant soumise à l'autorité parentale, promue à l'âge adulte au statut d'éternelle Cendrillon, personnifiant, écrit Louis Gondebeaud, « une forme de passivité alliée à un pouvoir de rédemption […], c'est une figure chrétienne, une Vierge Marie. »
Il est vrai que dans Dombey et Fils, les parents, à l'exception des Toodle, tentent de déposséder leurs enfants de leur enfance, comme en témoignent l'exemple du Petit Paul, le puer senex, ou celui du fils des Toodle, Rob the Grinder (Biler), « tombé », par la faute de Dombey, sous l'influence de Carker, en mauvaise compagnie, et avant eux, celui d'Alice Marwood et d'Edith Granger, réfugiées dans « l'abîme de la sexualité adulte, la contrée encore inexplorée d'où, dans le roman victorien, nul personnage féminin ne revient », préférant le statut de « femmes déchues » à la soumission et la passivité. Walter Gay reste le seul exemple de succès, Dickens le présentant comme un « prince des temps modernes », « un nouveau Richard Whittington » (voir : Histoires populaires), « le saint George de l'Angleterre » ; en réalité, il n'apparaît jamais comme un personnage vraiment « actif », car, dans l'ordonnance du roman, il est destiné à s'unir à Florence en un mariage qui, lui-même, ressemble beaucoup à un retour à l'enfance. L'ultime conversion de Dombey peut, elle aussi, être interprétée comme une régression : l'homme prématurément vieilli, devenu à son tour démodé, s'est mué en un senex puerus.
Ainsi, la fin du roman se fonde sur les valeurs chrétiennes traditionnelles, mais sécularisées, « romance de famille sentimentale » idéalisant un mode de vie domestique plutôt philistin, ce qui n'est pas rare chez Dickens.

## Le système narratif

### Le paratexte

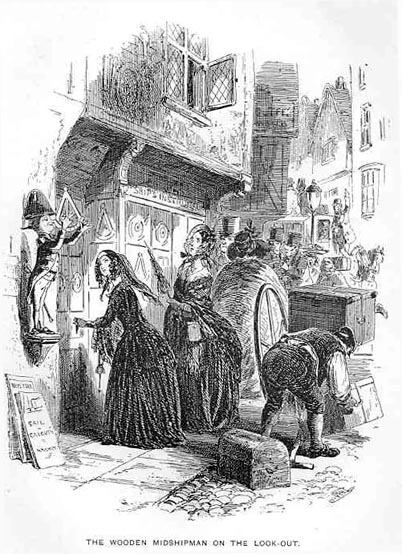
L'Aspirant de Bois sur le qui-vive (chap. 19), par Phiz.

Dickens abandonne le titre traditionnel, « Vie et aventures de…» ou le nom du héros ; il préfère une appellation, selon lui, « bizarre donc bonne » (odd, therefore good). La couverture de Phiz est destinée à annoncer le roman : l'illustration décrit l'ascension et la chute de la maison Dombey depuis le bas de page à gauche jusqu'au sommet, puis la dégringolade des cartes à jouer à droite. La fragilité et la précarité de l'auguste maison sont symbolisées par l'équilibre menaçant des gros livres de compte. Le trône de Dombey repose sur un tiroir-caisse et un livre de jour ; l'allégorie du bas de page est une sorte de diptyque symbolisant la fragilité et la vanité des ambitions humaines, un jeune homme animé d'espoir, un soleil levant, un bateau à voile qui semble glisser, puis une vieil homme, une silhouette cassée, une scène nocturne, avec la lune, et un naufrage. Dombey apparaît de chaque côté, à gauche une personnalité montante mais dangereusement optimiste puisque sa fortune repose sur son pouce et son front ; à droite, l'homme déchu écrasé par son propre argent, soutenu par une jeune femme, sans doute Florence.
Les principaux événements du roman sont représentés par les illustrations de gauche et de droite. Se distinguent Paul et Polly, Paul à l'école chez Dr Blimber, Dombey au bureau, Dombey épousant Edith. Rien, cependant, sur la mort du Petit Paul, ce qui est une façon, initiative de Phiz, de corriger le titre. L'illustration du bas de page se réfère peut-être au The Wooden Midshipman (L'Aspirant de Bois), d'autant qu'elle ressemble à celle du chapitre 20 intitulée « L'Aspirant de Bois sur le qui-vive ». Cet œil fermé sur le télescope symbolise-t-il le mystère de la destinée humaine ? Les objets gisant sur le sol, pendules et montres, soulignent en tous les cas la subordination de l'homme au temps, l'un des thèmes majeurs du roman.

### Structure de l'intrigue
Dans ce roman, Dickens s'éloigne du modèle de ses maîtres du XVIIIe siècle privilégiant une structure linéaire fondée sur l'itinéraire personnel d'un héros. Dombey et Fils inaugure en effet l'usage d'intrigues multiples mais donne la priorité à la motivation psychologique des personnages, ce qui confère une unité structurelle dont Edgar Johnson écrit qu'elle est « triomphalement résolue en comparaison des imperfections de Martin Chuzzlewit, lui aussi centré sur un thème unique ».
L'intrigue comporte quatre phases principales.
La première, comprenant les seize premiers chapitres, couvre la période allant de la naissance à la mort du Petit Paul. Elle se conclut par la remarque ironique de Miss Tox : « Mon Dieu, mon Dieu, qui eût cru […] que Dombey et Fils fût en définitive une fille ! » (« Dear me, dear me! To think […] that Dombey and Son should be a Daughter after all! ». Tous les acteurs principaux de l'histoire sont présentés dès les premiers chapitres et leurs relations et conflits s'y trouvent esquissés. Ainsi apparaissent Polly Toodle (Richards) au chapitre 2, le monde de L'Aspirant de Bois dans les chapitres 3 et 4, « Good » Mrs Brown, Florence et Walter dans le 6, les attardés de la Régence Major Bagstock et Mrs Skewton dans le 7, comme Carker et son frère ; Walter Gay est sur le départ dans le chapitre 15, enfin le Petit Paul meurt dans le 16.
La deuxième phase va du chapitre 17 au chapitre 38. S'y précisent les relations entre le père et la fille (surtout au chapitre 18), celles qui lient Dombey à Edith, et y grandit l'importance de Carker (les chapitres 22, 26, 27 et 32). Le deuxième mariage devient « le centre tempêtueux du roman », alors que, conjointement, se développe l'intrigue tournant autour de L'Aspirant de bois et que de nouveaux personnages, plus secondaires, font leur apparition : Harriet Carker, Alice Marwood, pourtant promise à un rôle majeur lors de la résolution de la crise et au dénouement. La tension s'accroît à partir du chapitre 35, surtout entre Dombey et Edith. La chute de la maison Dombey reste marginale, l'attention se concentrant sur les rapports entre les personnes (Dombey et Florence, Dombey et Edith) et sur la montée en puissance de l'ambition de Carker.
La troisième phase s'étend du chapitre 30 au chapitre 57. À partir du chapitre 40, les catastrophes qui vont suivre sont soigneusement préparées : les mariés s'affrontent (chapitre 40) et Carker gagne en autorité (chapitres 45 et 46). La crise atteint son apogée au chapitre 47, alors qu'Edith prend la fuite en sa compagnie. Les trois chapitres suivants sont consacrés à l'idylle naissant entre Florence et Walter (49, 50 et 51) et durcissent le contraste entre le monde de Dombey et celui du Wooden Midshipman. La fin de ce troisième mouvement (chapitres 51 à 57) enclenche le processus de rétribution : Dombey prend le rôle du vengeur, rencontre Mrs Brown et Alice (chapitres 51 et 52), cette dernière elle-même poursuivant sa propre quête vengeresse, et Carker devient le méchant de l'histoire promis à la fuite et à une mort violente. Même si la ruine de la maison Dombey est désormais annoncée, l'aspect économique de la situation cède le pas aux relations privées.
La dernière phase est comprise entre les chapitres 58 et 62. Si Mr Dombey se trouve exposé à la vue du lecteur, sa ruine est commentée par un chœur de personnages secondaires, Joe Bagstock, Mrs Chide, Mr Morfin, Harriet Carker. Le chapitre 59, dévolu à la vente aux enchères de ses biens, marque le stade ultime de sa chute. À la rétribution succède alors la rédemption par la reconnaissance, sentiment désormais dirigé vers Florence. Les derniers chapitres se caractérisent par un retour à l'harmonie générale et par la conversion de Mr Dombey, que la maladie, selon un procédé cher à Dickens, a rendu plus humain. La scène servant d'incipit au dernier chapitre rassemble définitivement tous les fils de l'intrigue : les protagonistes sont réunis dans la même communion, au sein d'un foyer chaleureux et douillet, rassemblés autour d'une bouteille de madère, ce fétiche présenté à intervalles réguliers tout au long du roman après une première apparition au chapitre 4,,.

### Procédés narratifs et influences littéraires

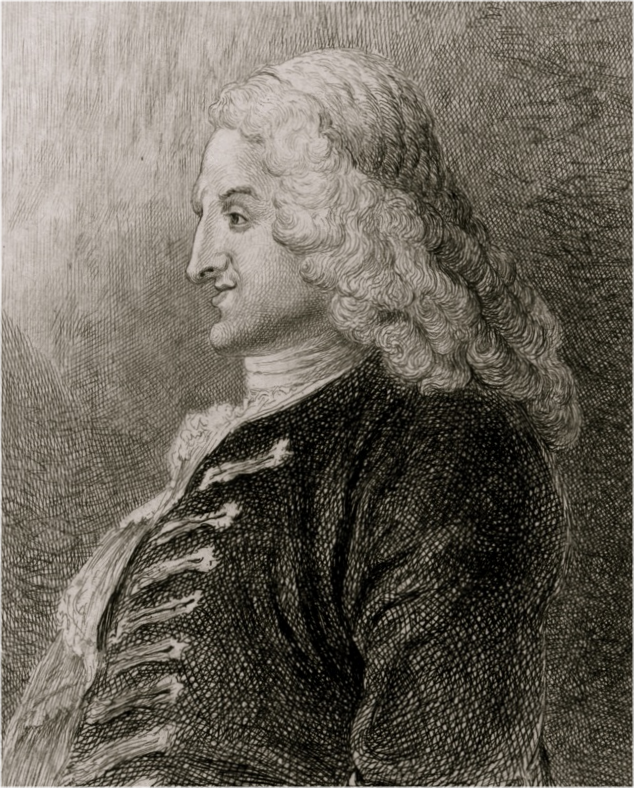
Henry Fielding.
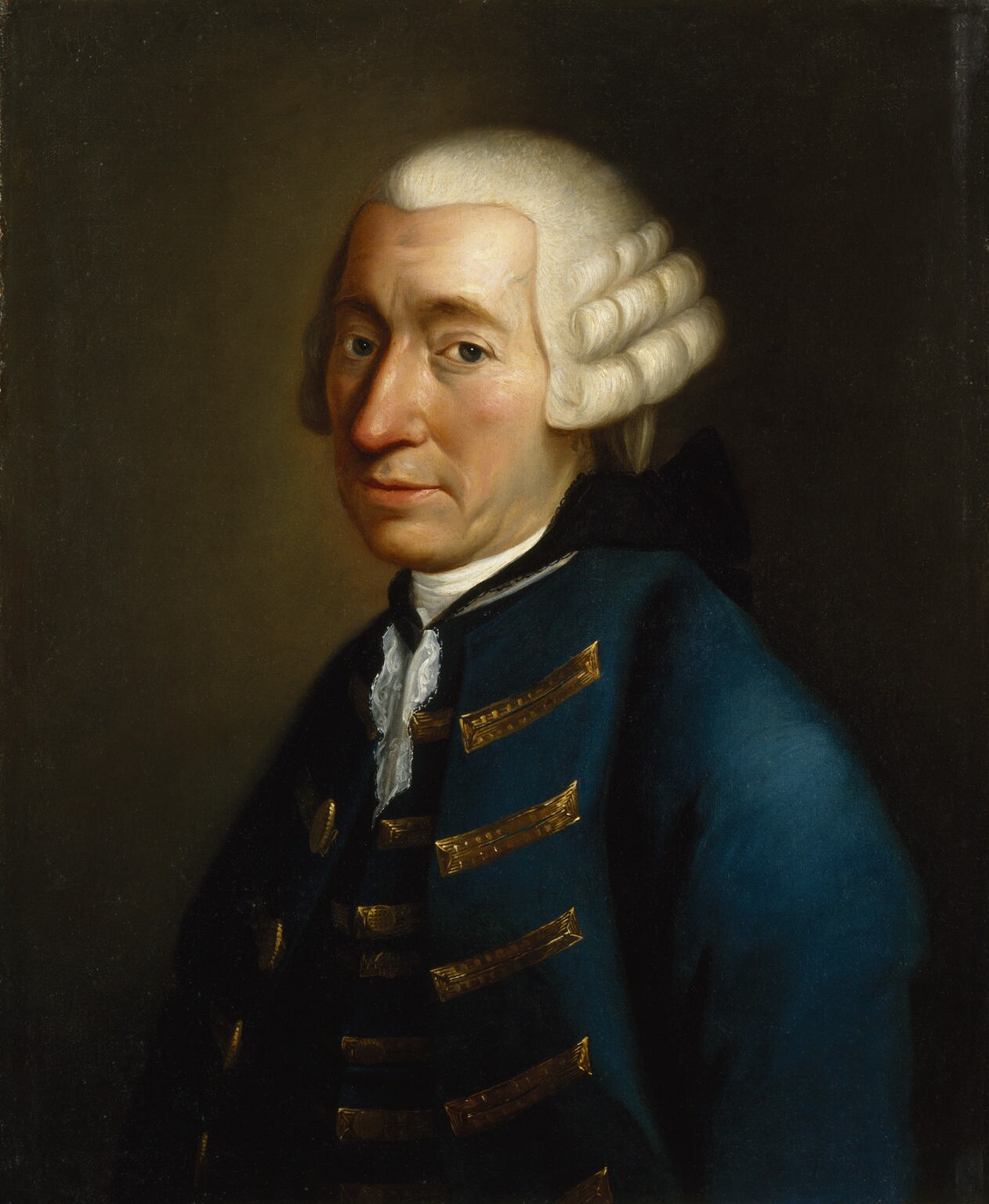
Tobias Smollett, c 1770.
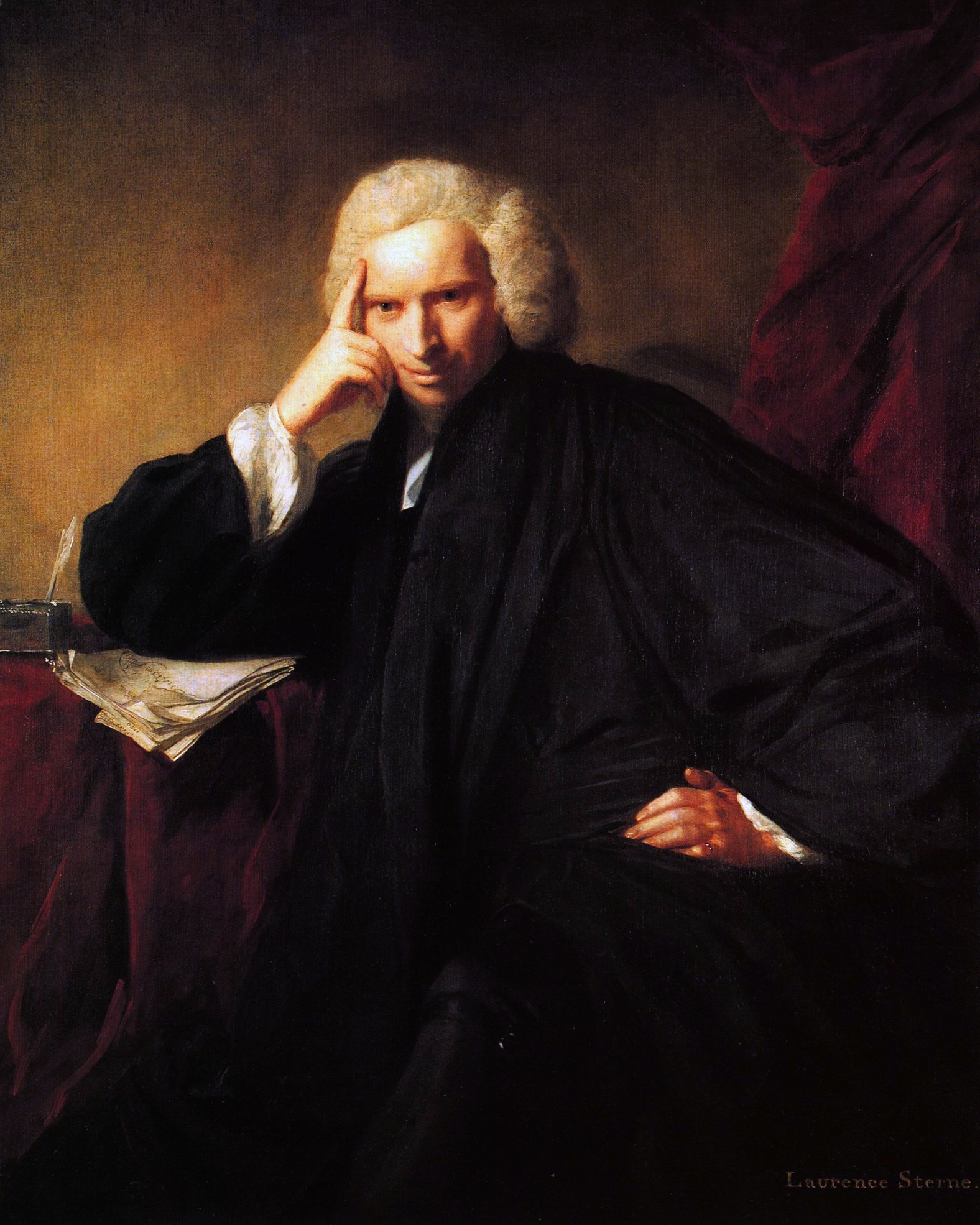
Laurence Sterne par Sir Joshua Reynolds.
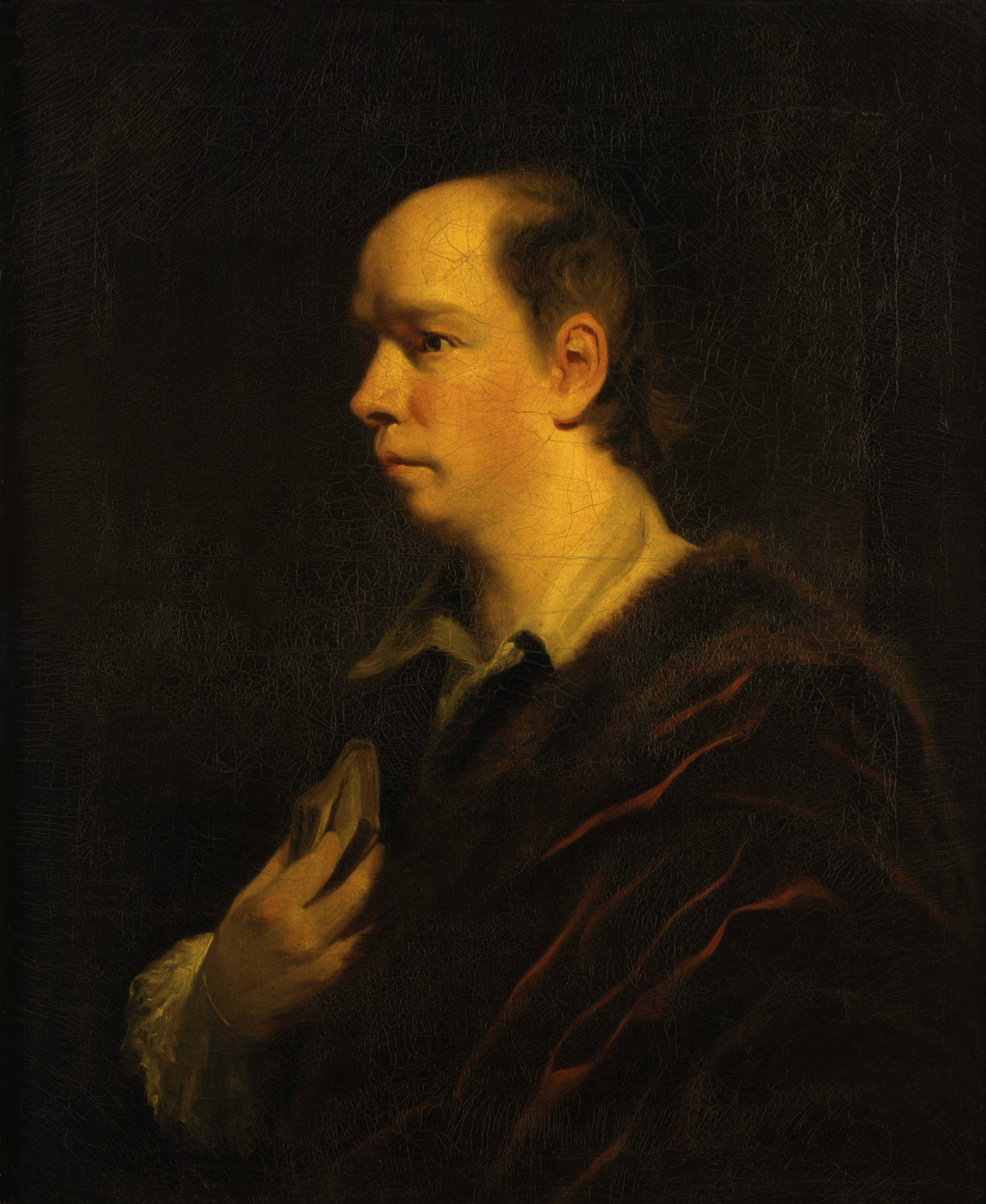
Oliver Goldsmith par Sir Joshua Reynolds.

La technique narrative de Dickens reste influencée par sa familiarité non seulement avec ses maîtres du XVIIIe siècle (Henry Fielding, Tobias Smollett, Laurence Sterne et Oliver Goldsmith), mais aussi avec le mélodrame contemporain, dont les procédés, assez conventionnels, semblent prédominer dans son roman. Aussi est-il fait ample usage des coïncidences et des rencontres précieusement fortuites, celles, par exemple, de Mrs Brown et de Mrs Skewton, d'Harriet et d'Alice, ou encore de Mrs Brown et Florence ; apparaît également l'homme providentiel, sorte de deus ex machina, en l'occurrence Mr Morfin, très semblable au Sir William Thornhill de Le Curé de Wakefield d'Oliver Goldsmith ; abondent les scènes dites de mort, pas moins de quatre dans Dombey et Fils, venues en droite ligne du roman sentimental ; enfin, issue de la fiction fleurissant à la fin du siècle précédent, domine la conversion finale du protagoniste, courante dans le roman victorien et particulièrement chez Dickens.
Conjointement se retrouvent des schémas et des procédés caractéristiques de ses grandes œuvres romanesques, tels l'aspect proleptique des chapitres d'introduction, ici les quatre premiers, de même que certains éléments obligés, des lieux ou des gens, des symboles aussi, la bouteille de vieux madère, par exemple, ou encore le parallélisme contrasté établi d'emblée entre plusieurs mondes différents : ainsi, du premier au troisième chapitre, l'opposition de la froideur de Dombey à la chaleur de L'Aspirant de Bois, ou celle du baptême de Petit Paul au foyer de Polly Toodle, ou encore la similitude des grotesques surannés que sont Major Bagstock et Miss Tox.
De plus, certains lieux revêtent de façon appuyée une importance symbolique, en premier la demeure de Mr Dombey, située non pas dans la Cité, mais « dans une rue sombre et épouvantablement élégante, dans la région comprise entre Porltand Place et Bryanstone Square ». D'abord décrite, à la manière gothique, comme un corps malade et sinistre, avec de caves nombreuses, des ouvertures grincheuses bardées de barreaux, des portes à l'œil mauvais, des enfilades de salons débouchant sur une cour de gravier, elle atteint peu à peu à la magnificence, puis, au fil des chapitres, se voit négligée (chapitre 23), crûment ravivée (chapitre 28), avant de sombrer aux enchères (chapitre 59), autant de stations sur le chemin des grandeurs et décadences, publiques ou privées, du maître de céans. D'autres endroits se trouvent, eux aussi symboliquement, placés en miroirs opposés : l'appartement de Miss Tox à Princess's Place (chapitre 7) et la maison de Cousin Feenix (chapitre 31) face au foyer des Toodle et à la boutique de L'Aspirant de Bois (chapitre 6). Enfin, la même église, froide et poussiéreuse, désert spirituel à l'image de la société sans âme qui la fréquente, sert de décor à quatre scènes majeures ponctuant les quatre phases du récit : le baptême de Petit Paul (chapitre 5), ses obsèques (chapitre 18), le mariage de Dombey et Edith (chapitre 31) et la visite que rend Florence à la tombe de Paul, dans le chapitre 57, baptisé par Dickens « Autre mariage » (Another Wedding).

### Le temps
Dickens s'est essayé à la fiction historique en deux occasions : la première dans sa jeune carrière avec Barnaby Rudge (1840-1841), relatif aux événements de 1780 dits émeutes de Gordon, la seconde dans Le Conte de deux cités publié en 1859, consacré à la Révolution française. La plupart de ses romans, cependant, se caractérisent par l'absence de références historiques précises, et Dombey et Fils ne fait pas exception, surtout en ce qui concerne la nature des affaires que conduit Mr Dombey. Comme l'explique Mircea Eliade, il s'agit de « l'abolition implicite du temps profane, de la durée de l'histoire, et celui que reproduit le geste exemplaire se trouve ainsi transporté dans l'époque mythique où a eu lieu la révélation de ce geste exemplaire ». Ainsi, le temps dickensien devient le « Temps » (Time) ou le « Grand Temps » (Great Time), ou encore le « Temps primodial » (Primeval Time), autrement dit le illa tempora d'Ovide, à nouveau mis en œuvre dans La Maison d'Âpre-Vent avec, dès les premiers paragraphes, l'allusion au Déluge et au mégalosaure surgi en plein Londres, symbole du chaos d'un monde encore incomplet très répandu dans l'imaginaire victorien au milieu du XIXe siècle.
Conformément à ce schéma, Dombey and Son ne présente que quelques jalons temporels, suffisants, semble-t-il, pour que Humphry House puisse écrire qu'« il y a adéquation entre le livre et la période sans sérieux anachronismes », encore que L'Aspirant de Bois évoque plutôt la Régence que l'époque victorienne proprement dite.
Mais ces jalons ne se présentent pas directement, ils doivent se déduire, par exemple, de l'âge des deux enfants ou de quelques événements bien connus. Paul est né en 1833 et mort en 1840 ou 1841, c'est-à-dire à l'âge de 7 ou 8 ans ; le voyage de Mr Dombey à Leamington Spa a lieu en septembre 1838, alors que la saison bat son plein et que la ligne ferroviaire Londres-Birmingham vient d'être ouverte à la circulation ; le Royal Hotel de Leamington Spa a été détruit en 1841-1842 ; la mort de Carker intervient après 1844, année de l'inauguration de la ligne reliant Paddock Wood, près de Tunbridge Wells, à Maidstone.
Ainsi, à la différence des romanciers du XVIIIe siècle, Dickens fait un usage très limité des événements historiques pour encadrer son récit. Parfois, la chronologie est même mise à mal : ainsi, il est difficile de déterminer l'âge de Florence, sauf vers la fin de l'histoire quand le narrateur laisse glisser comme négligemment : « Florence devait alors avoir 17 ans » ; de même, à peine se réfère-t-il aux saisons et aux mois de l'année et, à suivre le fil du discours, le lecteur garde l'impression qu'il est plongé en un éternel novembre. Certes, il existe des références à la pluie, au vent, au froid, ce qui laisse deviner que la fin de l'automne arrive et que l'hiver prend la relève, mais Dickens préfère manifestement aux dates précises une atmosphère générale, quitte à faire ample usage de la pathetic fallacy dont parlait Ruskin, conférant au monde extérieur l'état d'âme du personnage ou du narrateur.
Aussi, l'intrigue de Dombey et Fils, se composant dans l'ensemble d'une succession de scènes et de moments dramatiques, est-elle marquée par de nombreux vides temporels ; par exemple, entre les chapitres 5 et 8, période assez longue mais non précisée qui se déroule depuis le baptême de Petit Paul jusqu'à l'expédition à Staggs's Gardens ; de même en est-il de l'épisode faisant intervenir Miss Tox et Major Bagstock ; en revanche, entre le chapitre 7 et le suivant, il n'y a pas de solution de continuité et, dès le premier paragraphe du second, le Temps est nommé avec un T majuscule et l'âge du petit Paul, 5 ans, mentionné juste après. Il en résulte que la durée se trouve sans cesse soumise à des variations, semblables à celles dont parle le narrateur du Tom Jones de Fielding, qui écrit : « Mon histoire semble parfois faire du surplace et parfois prendre son vol. »,
Procédé hérité des écrivains, dramaturges ou romanciers du XVIIe et du XVIIIe siècles, en particulier Henry Fielding, Dickens fait, en quelques séquences analeptiques situées vers la fin du roman, intervenir Mr Morfin dans ses conversations avec Harriet Carker et Alice Marwood, sur son lit de mort ; leur rôle consiste à combler les lacunes volontairement laissées par le narrateur, non seulement sur leur propre destin, mais aussi sur les aspects les plus importants de l'intrigue principale. Plus original est l'emploi de détails proleptiques, spécifique à la création d'atmosphères prégnantes de sens, à l'annonce de futurs développements et à l'élaboration d'un réseau de suspense. Ainsi, lors de la « conversation » entre Good Mrs Brown et Florence, cette dernière dit, sans plus d'explication, my Gal (« ma fille »), signe qu'elle connaît Mr Dombey, et, un peu plus tard, au chapitre 6, le narrateur évoque « les cheveux blancs et le visage mélancolique » de Carker le junior. En outre, respectivement aux chapitres 5, 33, 43 et 54, le lecteur reçoit une information présageant un malheur lors de la sortie à Staggs's Gardens ; plus loin, Carker scrute un portrait d'Edith de façon annonciatrice ; à un certain moment, alors que le lecteur peut penser qu'elle est florissante, le narrateur fait part, contre toute attente, de sa conviction que la maison « Dombey et Fils » est en danger de faillite ; enfin, Edith se saisit d'un couteau et fixe intensément des yeux la porte de la pièce.

### Le point de vue
Dickens se sert d'un narrateur omniscient, conformément à la tradition remontant à Miguel de Cervantes. Ce personnage — car ç'en est un, au même titre que ceux qui participent à l'intrigue — sait d'emblée tout des autres, capable qu'il est d'expliquer leurs réactions, leurs pensées et leurs sentiments. À l'intérieur de ce cadre général, existent cependant des passages d'un mode à l'autre, depuis l'absence de focalisation, ce que Gérard Genette a appelé « focalisation zéro », jusqu'à une focalisation soit interne, soit externe. La focalisation externe requiert la participation du lecteur, puisqu'on lui montre, sans le lui dire, ce qui se passe, le narrateur, malgré les apparences, restant silencieux et ne répondant pas aux questions, forme de rhétorique réticente, par opposition à la rhétorique dite « insistante » qui, elle, comporte des intrusions auctoriales.
Dombey et Fils comporte de nombreux exemples de focalisation externe, comme si le narrateur ne pouvait ou ne voulait sonder la conscience du personnage ; d'où l'usage d'expressions non comminatoires telles que « il semble », « peut-être », » il se pourrait ». Pour autant, cette technique narrative s'avère particulièrement efficace lorsqu'il s'agit de rendre l'isolement psychologique d'un être humain, la fermeture d'une personnalité, le mystère d'une prise de conscience, la difficulté, voire l'impossibilité de communiquer : ainsi, au chapitre 5, Mr Dombey lit la lettre de sa femme décédée et le narrateur le laisse à ses pensées, sans révéler ni la teneur de l'adieu, ni la réaction du maître des lieux de même, au chapitre 21, il pose une question à propos d'Edith Granger et apprend qu'elle a eu un fils : « Une ombre passa sur son visage », est-il écrit ; pourquoi ? nul ne le saura, et lorsqu'il lui est dit que cet enfant est mort, il répond « Vraiment ? » en levant la tête ; le lecteur n'en saura pas plus. Aussi, en tant que mari et père, ce personnage demeure-t-il une énigme, en dépit des quelques explications parcimonieusement fournies par le narrateur. Seules, deux occasions permettent de lever le voile, comme si, d'un coup, le tapis rouge de la conscience se déroulait pour le lecteur : lorsqu'il est en route pour Leamington Spa et pendant ses déambulations dans la maison vidée de son contenu. Kathleen Tillotson a proposé une justification esthétique à cette technique : « En Mr Dombey, Dickens réussit le tour de force de nous faire prendre conscience des profondeurs du personnage tout en les gardant le plus souvent cachées. »
L'usage de cette focalisation, apte à créer une atmosphère de suspense, de mystère et d'embarras, explique que Dickens accuse le trait dans l'action, la gestuelle, le discours lors des scènes comiques ou dramatiques, tandis que le narrateur reste silencieux. Ainsi, au chapitre 33, la maison de Carker est décrite, puis, après la remarque qu'« Il y a quelque chose dans l'air qui ne va pas », vient une série de questions qui restent sans réponse ; de même, toujours au même chapitre, l'étranger qui rend visite à Harriet Carker n'est pas identifié : tout ce qui est dit est qu'il s'agit d'une femme « pauvrement vêtue » ; enfin, au chapitre 54, juste avant l'arrivée de Carker, Edith est dans un hôtel de Dijon et on la voit fermer une porte à double tour, puis retirer la clef et se saisir d'un couteau : aucun commentaire ne vient expliquer si elle songe au suicide, au meurtre, aux deux ou à rien de tout cela.
Dickens utilise cette technique, consistant à faire appréhender le réel par l'œil ou l'oreille d'un personnage, lorsqu'il veut conduire le lecteur jusqu'à des situations de dramatisation impliquant un conflit latent ou alors de pathos présentant un état de faiblesse. Ainsi, dès le premier chapitre, Mr Dombey, qui ne bénéficie d'aucun portrait entier, se laisse voir par les perceptions, souvent métonymiques, qu'a de lui sa fille Florence ; alors se dessine peu à peu l'image d'un homme suscitant non l'hostilité mais la peur, où domine la raideur et la régularité mécanique, qu'expriment la cravate blanche dûment amidonnée, le cuir sec des bottes, le tic-tac omniprésent de la montre de gousset. De même, les scènes à Brighton, aussi bien dans l'établissement du Dr Blimber que chez Mrs Pipchin, sont perçues essentiellement par l'intermédiaire du Petit Paul, encore que le point de vue narratif soit parfois transféré vers sa sœur.
La fréquence des variations de point de vue explique les constants changements de ton à l'intérieur de nombreux chapitres : par exemple, le premier passe du registre comique à celui du pathos, puis du drame à la tragédie ; de même, le chapitre 31, dévolu au second mariage de Mr Dombey, semble suspendu au-dessus de la cérémonie des épousailles sans s'y poser, mais volette d'un panorama global prégnant de signes funestes jusqu'à certains personnages, en général comiques, situés à la périphérie, avant de s'arrêter sur le visage de Mrs Miff dont le nom, à lui seul, donne une idée de l'atmosphère ambiante,.
Malgré cet usage fréquent des focalisations externe et interne, Dickens, caché derrière la voix du récit, s'avère, à l'instar de ses homologues anglais (Thackeray, George Eliot, par exemple) ou encore continentaux (Balzac, etc.), encore que ses interventions demeurent souvent discrètes par rapport aux leurs, une instance narrative souvent intrusive selon la tradition du XVIIIe siècle. La seule digression à laquelle il consent est celle qu'il consacre à la nature humaine au chapitre 47.
Le commentaire vise d'abord à mieux faire comprendre les pensées et les sentiments des personnages. Certes, tout n'est pas dit mais le lecteur n'est jamais mal orienté, à la différence de celui de Henry Fielding, souvent induit en erreur ; Dickens, lui, le respecte, le traite d'égal à égal, le met même à l'occasion dans la confidence par l'ample usage de l'ironie dramatique, impliquant qu'auteur, narrateur et lecteur en savent plus sur les personnages qu'eux-mêmes. Parfois, cette voix fournit aussi un renseignement manquant comme au chapitre 47, lorsque Edith quitte la maison de Dombey pendant la nuit et repousse violemment Florence sans un mot de justification ; le lecteur reste pantois devant une conduite si inhabituelle, mais l'explication finit par le rejoindre, au moins en partie, au chapitre 54, habilement cachée sous les auspices d'Edith, mais en réalité induite par la voix du narrateur qui en indique la logique et la nécessité.
Il arrive cependant que la voix se fasse plus moralisatrice : dès les premiers chapitres, elle commente discrètement, comme une douce mélopée, la froideur de Mr Dombey (chapitre 1), son attachement à l'argent et son ignorance de la signification du baptême (chapitre 5) ; en d'autres occasions, le ton monte jusqu'au grondement, comme au chapitre 43, alors que le père est solennellement apostrophé en une diatribe vitupérante : « Réveille-toi, père indigne ! Réveille-toi maintenant, homme maussade ! Le temps passe telle la flèche et l'heure avance à pas de colère. Réveille-toi ! »,.

### Fonction thématique et structurelle des images, symboles et motifs
F. R. Leavis parle de « l'unité spécieuse de Dombey et Fils » et Stanley Tick intitule l'un de ses articles sur le roman : « Le travail inachevé de Dombey et Fils ». Certes, le dessein général du roman peut paraître ambigu, mais son système symbolique, artistiquement incorporé à la trame du discours, lui confère une unité structurelle très serrée. Par exemple, le motif du voyage en mer touche peu ou prou tous les personnages, ne serait-ce que la traversée de la Manche et le retour en Angleterre, ce que font Walter, Sol, Florence, Dombey Carker et Edith ; cette caractéristique se trouve illustrée dans le frontispice réalisé par Phiz, figurant en bonne place au bas de l'illustration. De plus, les tribulations du Son and Heir (Fils et héritier), le bateau de Dombey, sont à dessein réparties sur les deux premiers tiers du roman, sa bonne ou mauvaise fortune s'avérant primordiale pour les événements à venir, la ruine de Dombey, le mariage de Florence, le succès final de Walter.
En parallèle à ce motif, se développe tout un réseau d'images nautiques, négatives ou positives, marquant les événements les plus importants. Parmi les premières, la mort de la première Mrs Dombey se voit qualifiée de « naufrage », l'échec du second mariage de « naufrage d'un grand vaisseau », la ruine de la maison Dombey de « vaisseau branlant en perdition dans les marées des fortunes et infortunes humaines » ; en contraste, rayonne l'ardeur chaleureuse de L'Aspirant de Bois, sa boutique devenant « un vaisseau de bonheur voguant en sécurité sur l'océan de la vie ». W. Axter, à ce propos, écrit : « La densité poétique des premières parutions plonge le lecteur si complètement et avec tant de subtilité dans la vision imaginative du roman, et celles qui les suivent orchestrent les thèmes et leurs images si magistralement que les interruptions narratives suivantes ne sauraient préjudicier au continu de la qualité et de la signification de l'ensemble. On emporte des romans de Dickens l'impression d'un univers artistique si totalement et subtilement réalisé, si puissamment élaboré, qu'il rend toute vision autre que celle qui est proposée […] inimaginable. »
Certaines sensations visionnaires surgissent dans l'esprit de Paul Dombey. Au deuxième paragraphe du chapitre XVI, se trouve un court paragraphe que, d'après Suhamy, « certains commentateurs n’hésitent pas à trouver proustien par anticipation » :
| « When the sunbeams struck into his room through the rustling blinds, and quivered on the opposite wall like golden water, he knew that evening was coming on, and that the sky was red and beautiful. As the reflection died away, and a gloom went creeping up the wall, he watched it deepen, deepen, deepen into night. » | « [Traduction libre]Lorsque les rayons du soleil se fracassaient dans sa chambre à travers les frémissements du store, puis ruisselaient sur le mur opposé comme un eau dorée, il savait qu'arrivait le soir et que le ciel était beau et rougeoyant. Alors que le reflet disparaissait et que les ténèbres envahissaient lentement les murs, il le regardait s'enfoncer, s'enfoncer, s'enfoncer dans la nuit. » |

Suhamy explique qu'ici, la création des images découle du « potentiel de la langue anglaise » : en effet, les verbes d’origine germanique, par leur force intrinsèque, se chargent d'un supplément de sens, chacun relié à l'autre par une harmonie thématique. Ainsi, struck, rustling, quivered, creeping, deepen, dont les allitérations répétées matérialisent l'effet kinesthésique, s'étalent dans le champ sémantique et leur animisme contribue à transformer la chambre où l’enfant dépérit en un lieu surréel, une camera obscura qui s'anime un instant des reflets tremblotants d'une lumière promise à s’éteindre pour son occupant. Il y a là une métaphore globale d'un des thèmes majeurs du roman, non seulement en ce qui concerne le Petit Paul, mais de façon plus générale, le passage symbolique de la lumière à l'obscurité.

## Dombey et Filset l'Angleterre contemporaine
A. J. Cockshut écrit que Dombey et Fils, « peut-être le premier roman anglais d'importance à se préoccuper de la société industrielle […] tranche sur les autres œuvres de Dickens et encore plus sur celles de l'époque en cela qu'il est imprégné de l'atmosphère de la décennie qu'il décrit - celle des années 1840, l'âge de la fièvre ferroviaire ». Cependant, si Dickens y perçoit les forces en présence, l'émergence de nouvelles valeurs, les dangers d'une recherche effrénée de l'argent, ce Mammon des temps modernes, sa réponse reste éminemment artistique.

### La société contemporaine

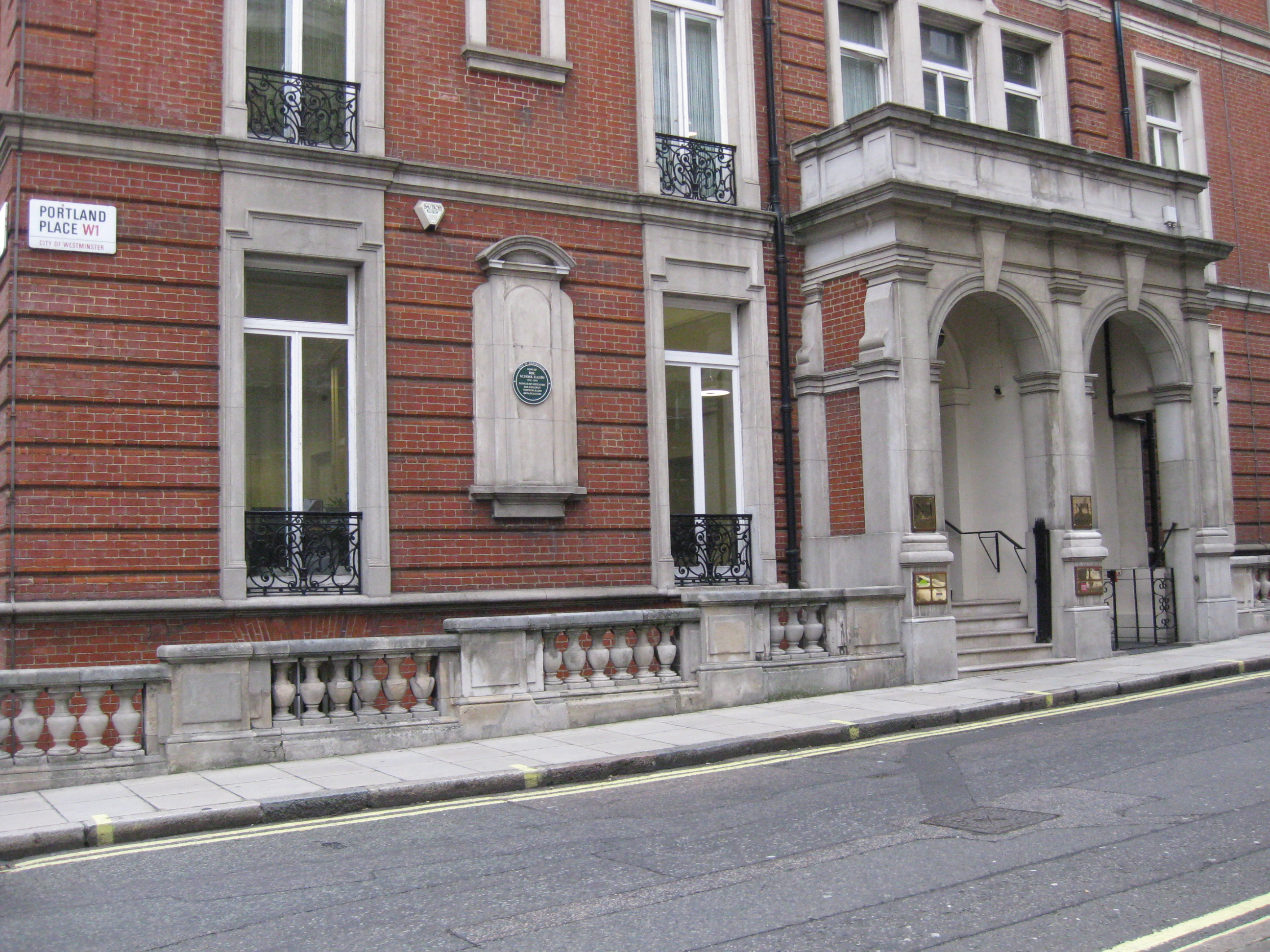
no 1, Portland Place.

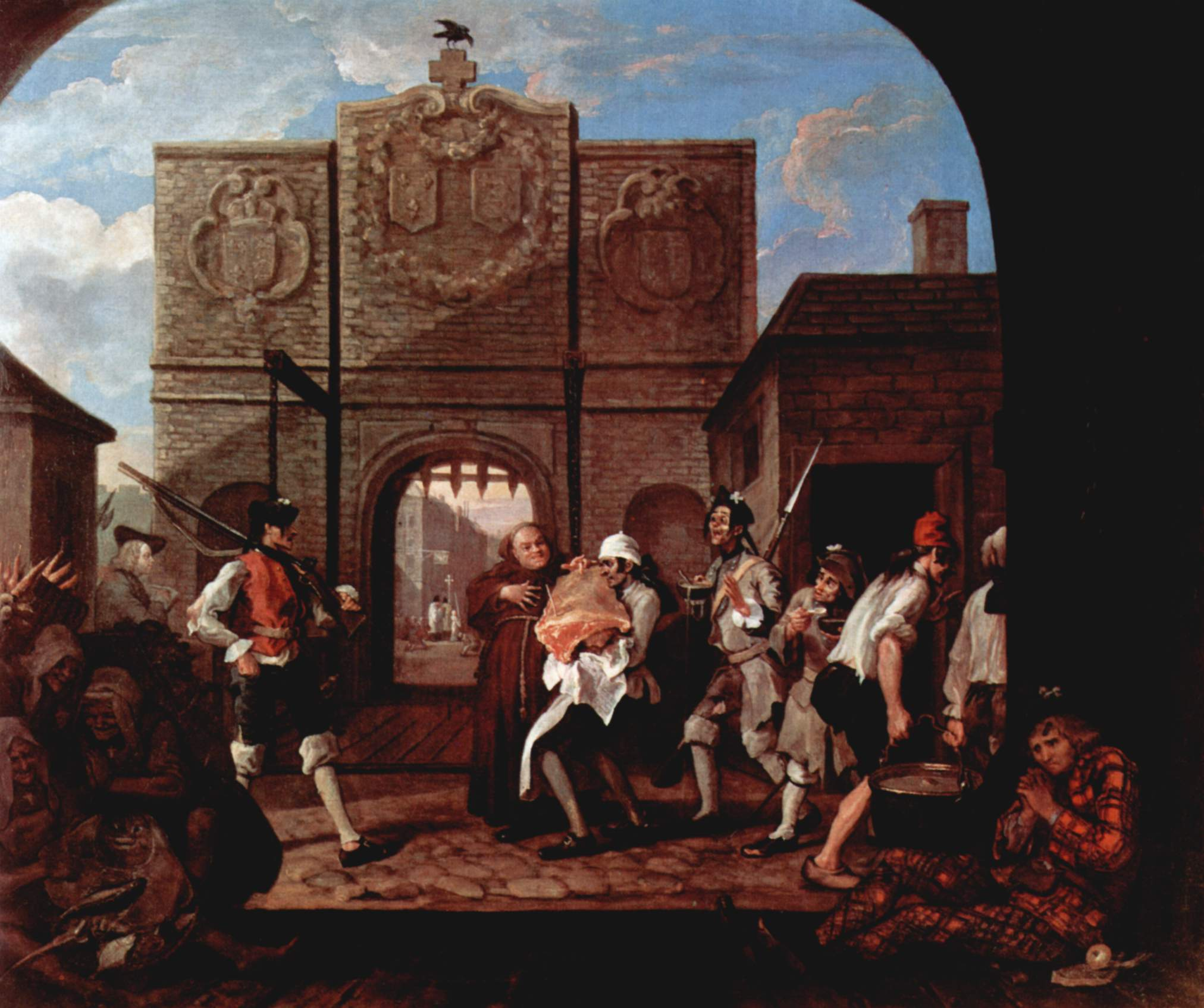
La Porte de Calais, par William Hogarth, vantant l'abondance généreuse de la « Vieille Angleterre ».

Dombey et Fils évoque l'excroissance de la ville comme destructrice de la communauté humaine ; sans se focaliser sur les aspects sordides de la capitale, il évoque certains secteurs dont chacun possède son atmosphère particulière : ainsi, le quartier de Mr Dombey se trouve en complète opposition avec celui de L'Aspirant de Bois, où règne l'utopie d'un bonheur bucolique à la Old England.
Londres, cependant, s'est transformée en une Babylone moderne où affluent les pauvres sans emploi,, et l'environnement est bouleversé par les travaux ferroviaires. Pourtant, malgré les mutilations qu'elle inflige, l'intrusion du chemin de fer symbolise celle d'une nouvelle richesse : ainsi, Mr Toodle, de chauffeur est devenu mécanicien de locomotive.
Le roman présente donc une vue panoramique de la société urbaine ; s'y décèlent les signes d'une profonde évolution structurelle. Certaines classes sociales traditionnelles semblent être sur le déclin : les petits commerçants comme Solomon Gills ou les nouveaux pauvres de l'ordre ancien tels que Miss Tox. Miss Tox typifie une certaine forme d'aristocratie tournée vers le passé, mais en recherche de bonnes fortunes par le mariage ; ainsi, Mrs Skewton vend sa fille comme lors d'une mise aux enchères. Il y a là des relents de pratiques déjà prospères au XVIIIe siècle, comme en témoigne la célèbre série de six tableaux de William Hogarth, Mariage à la Mode (1743).

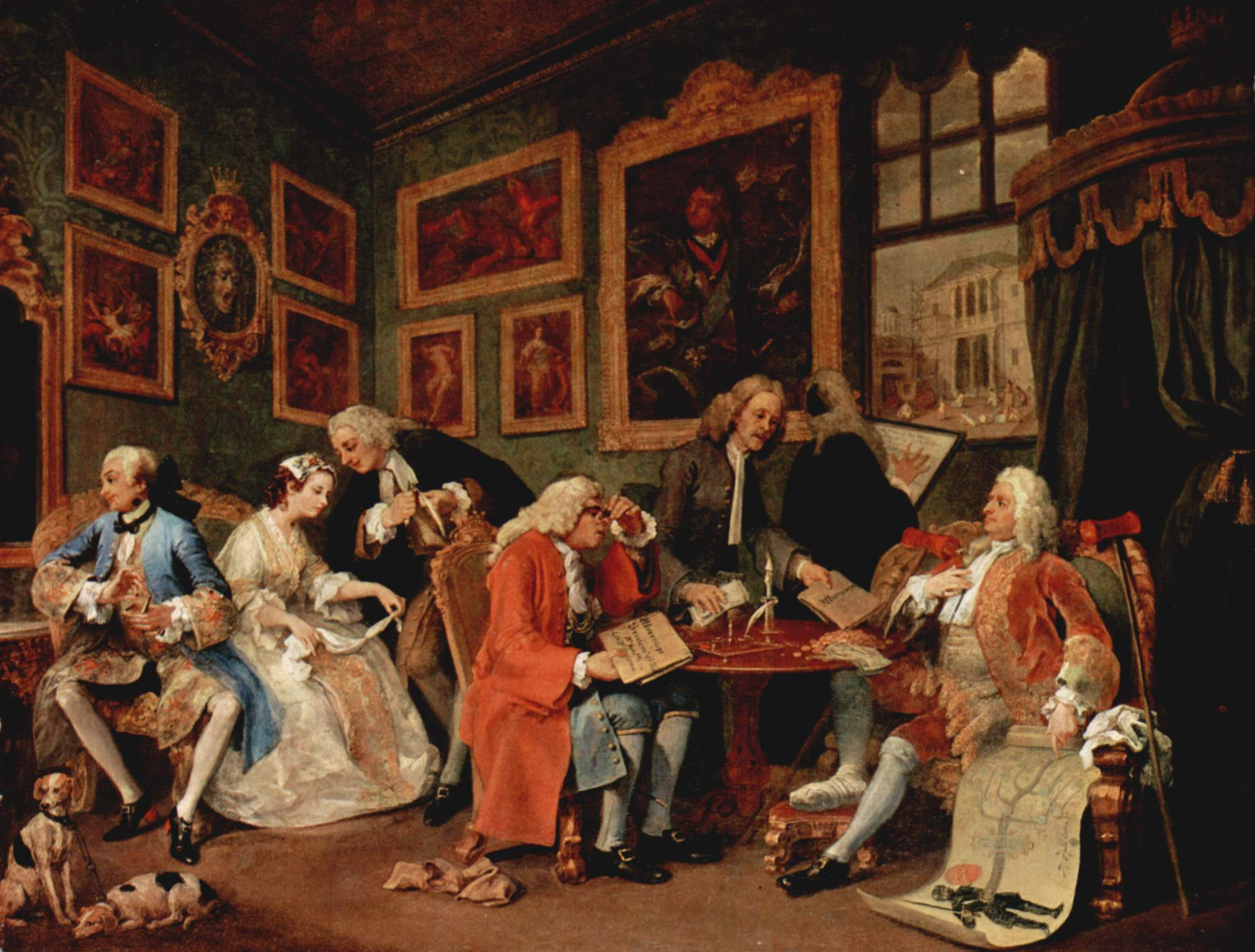
Le contrat de mariage.
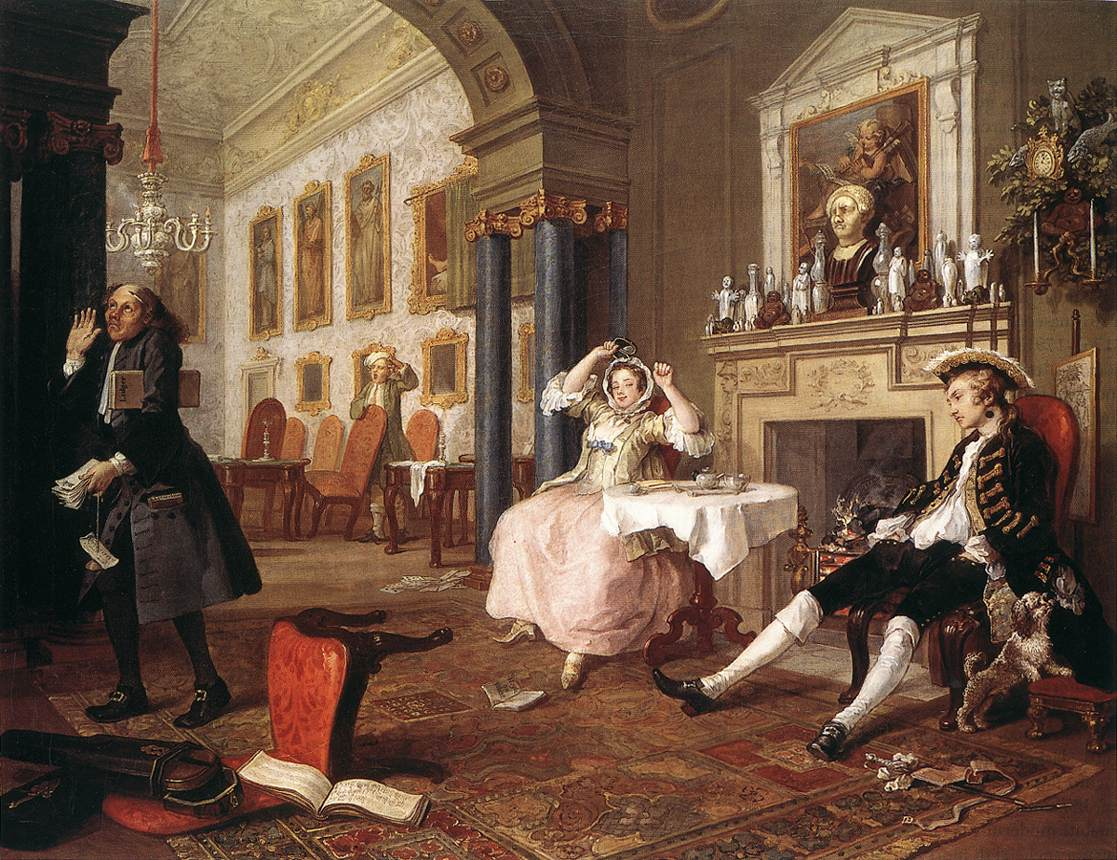
Le tête-à-tête.
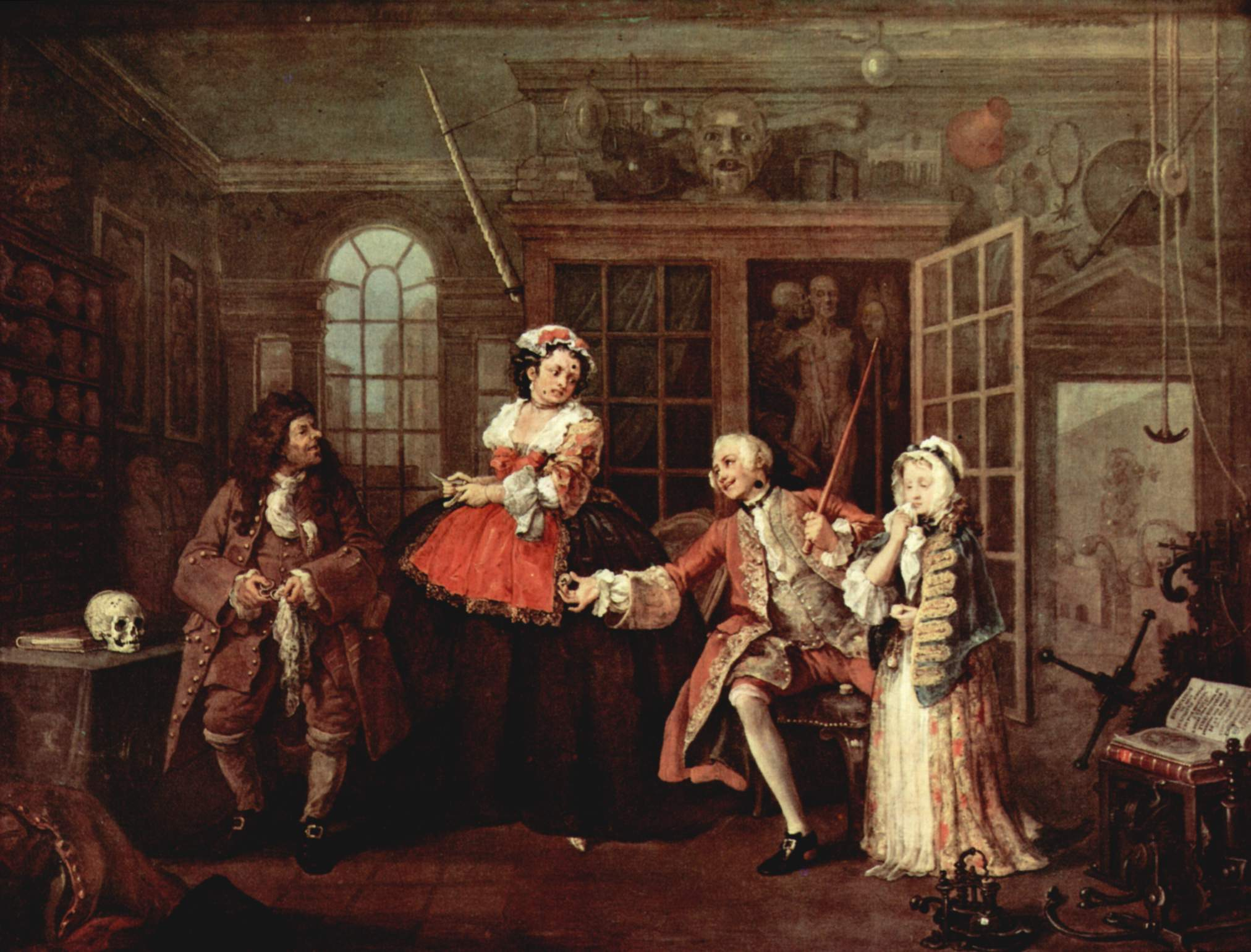
La visite au charlatan.
Le lever (la toilette).
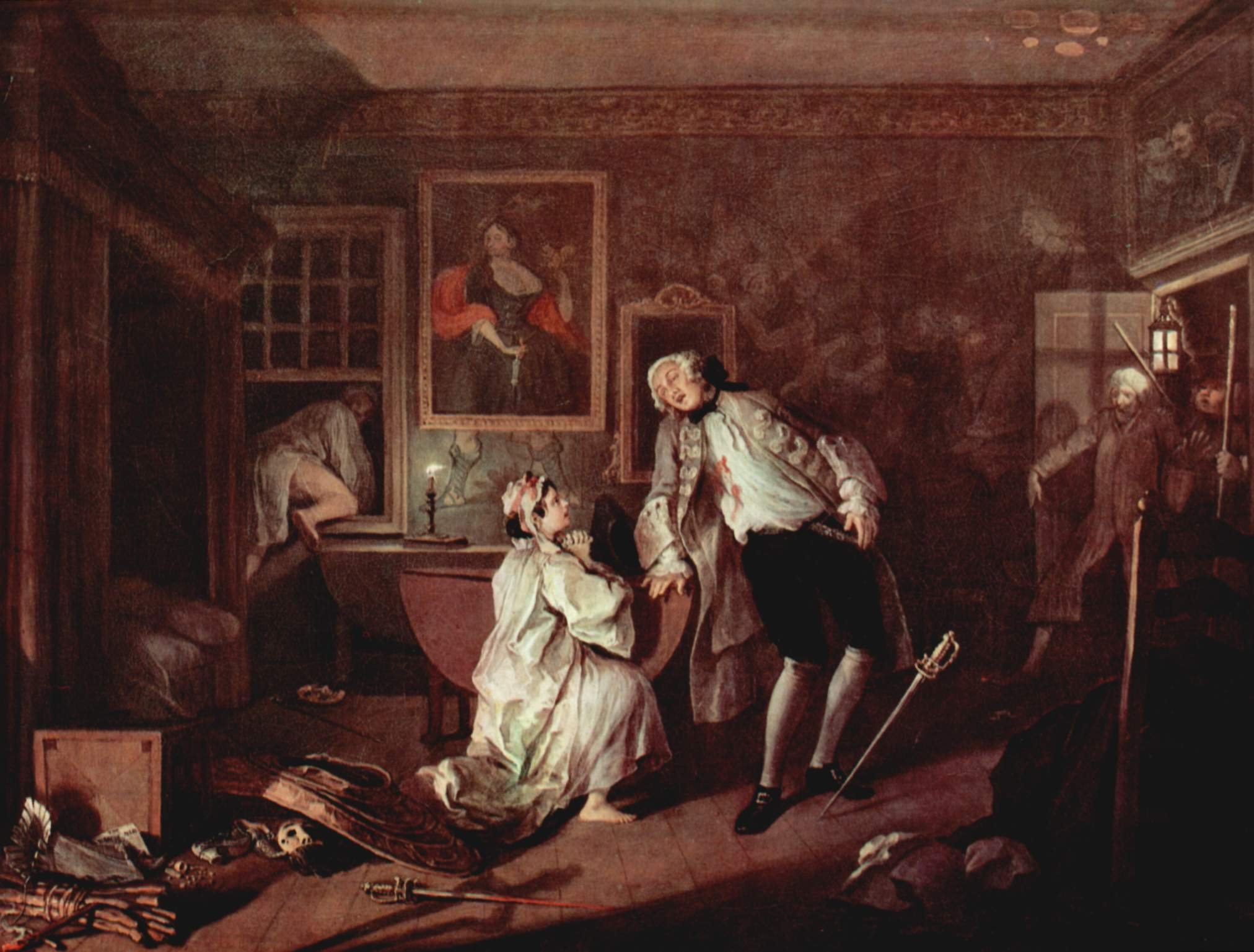
La mort du comte.
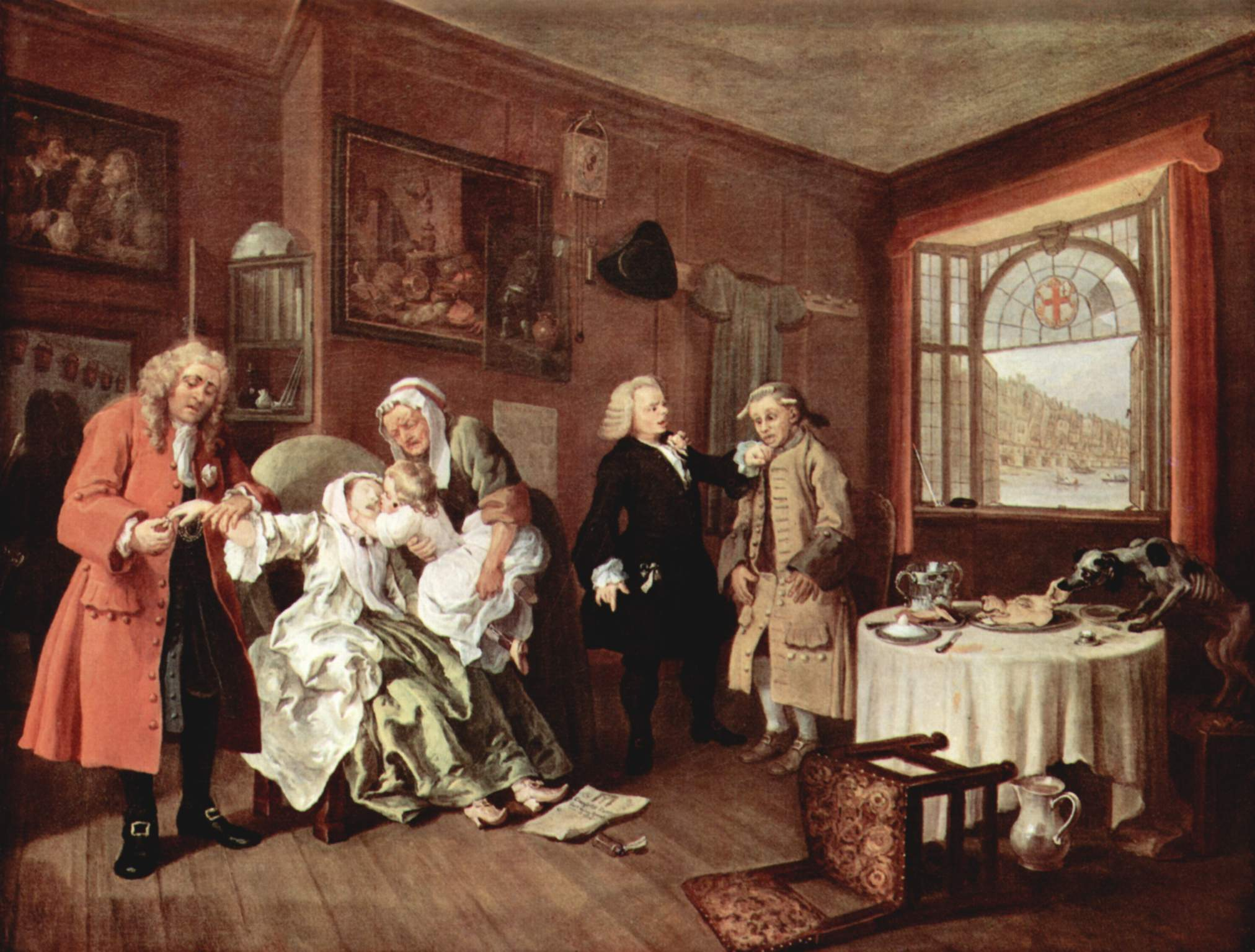
Le suicide de la comtesse.

Le cousin Feenix représente une autre figure de l'aristocratie : seul membre de sa famille, c'est un noble désargenté impuissant à maintenir son rang, mais qui se précipite de Baden-Baden au chapitre 3, flairant la bonne affaire.
La bourgeoisie argentée que représente Dombey diffère radicalement des marchands et boutiquiers du XVIIIe siècle, dont la richesse se fondait sur l'économie, le travail et le fait de ne compter que sur soi-même. Désormais, il s'agit d'un capitalisme naissant enrichi par la spéculation et l'investissement, n'attendant que la sanction d'un « mariage huppé » et n'ayant que mépris pour la classe des ouvriers, d'ailleurs peu représentés dans le roman.
L'omniprésente froideur de Dombey, dénuée de soubassement étiologique et lui venant naturellement, serait, selon Elizabeth Gitter, à l'image d'une Angleterre devenue sans âme, ce qui rend le personnage, écrit-elle, « emblématique d'un ordre pré-bourgeois, une synecdoque du monde désolé qu'il habite ».

Le culte de Mammon, par Evelyn De Morgan, vers 1909.

Dans cette société domine l'argent qui a engendré un nouveau système de valeurs, toutes négatives, dévaluant famille et relations humaines au rang de commodités : ainsi, la réaction de Dombey lors de l'embauche de Polly comme nourrice, proscrivant toute relation affective avec l'enfant qu'elle va allaiter, car, dit-il, « il ne s'agit que d'une transaction. » ; qui plus est, comme il en était des esclaves, lui est attribué un patronyme sans prénom. E. D. H. Johnson est d'avis que le « dombeyisme » est un « système économique cynique engendrant tous les vices et toutes les cruautés de la société. », monde mammoniste où la richesse corrompt jusqu'aux choses les plus sacrées, comme en témoignent les scènes se déroulant dans l'église grise, humide et glacée. Alors, le roman devient une véritable étude de l'utilitarisme urbain du tout-puissant cercle des affaires, où la charité n'est plus qu'une entreprise comme les autres.
E. D. H. Johnson fait aussi remarquer que « les romans de la maturité de Dickens offrent le premier exemple d'un monde réifié, où les gens sont devenus des objets contrôlés ou manipulés, achetés ou vendus. » et la société une bourse d'échanges où l'on jongle avec les êtres comme avec les actions et les obligations. Pour rendre cette dégradation palpable, Dickens a recours à plusieurs procédés, en commençant par ce que John Ruskin a appelé la pathetic fallacy, réduisant les êtres à de simples synecdoques, les gens se trouvant décrits par leur attributs, la montre-gousset de Dombey, les dents de requin de Carker, etc.
Pour autant, la position de Dickens reste mal définie, et il est loisible de se demander jusqu'à quel point il regrette le monde d'autrefois. Dans La Maison d'Âpre-Vent, il mettra en parallèle l'aristocrate accroché à l'ordre ancien et le maître des forges du Nord, et fera pencher la balance vers ce que le second a de mieux à offrir, l'esprit d'entreprise, l'efficacité, l'appel du futur. En outre, l'expression old-fashioned (« démodé », « vieux jeu », « vieillot ») qu'il utilise souvent à propos de Sol Gills et de L'Aspirant de Bois, puis transfère sur le Petit Paul, garde sa part d'ambiguïté, et même, pense Stanley Tick, d'« incongruité, voire de confusion » : en effet, Solomon Gills n'est pas aussi sage que son prénom pourrait laisser accroire, incapable qu'il est de s'adapter aux nouvelles contraintes économiques ; mais l'ordonnance du roman oblige à son succès final et son commerce est miraculeusement sauvé par l'argent même de Dombey.
Aussi le passé pèse-t-il peu en termes économiques, son rôle consistant plutôt à présenter le tableau du bon vieux temps et fournir la clef d'un dénouement heureux. Cette attitude est souvent critiquée : « "La petite société du boudoir de derrière" que Dickens promeut comme alternative à la dure réalité de cette moitié de XIXe siècle anglais et à sa révolution industrielle, écrit Moynahan, comprend deux servantes à la retraite, un quasi-faible d'esprit, un pilote de bateau aussi farouchement vertueux que comique, un vendeur d'instruments de marine dépassés et un jeune homme ennuyeux nommé Walter. Quant à Florence, elle fait moins partie de cette petite troupe qu'elle n'est l'objet de son adoration », et John Lucas de renchérir : « [lorsque] [Dickens] prétend qu'en faisant des braves gens de L'Aspirant de Bois des dépositaires convaincus qu'ils parviendront cahin-caha à survivre et même à prospérer avec les valeurs d'autrefois, il s'avère coupable d'une véritable "falsification des données" ».
Ainsi, il semblerait que Dickens se refusât à regarder les choses en face, imbu du « baume de l'espérance chrétienne ». Il a cru que « les valeurs du cœur » suffiraient à vaincre la dureté mécanique. De plus, si, au début du roman, il exerce sa satire à l'encontre de ce qu'il appelle « les valeurs mercenaires », le dénouement en présente comme une version purifiée. Alors, la banqueroute, selon Barbara Weiss, « fonctionne comme une sorte de souffrance rédemptrice d'où le héros mercantile renaît moralement », dans la veine du roman sentimental, avec, en particulier, l'ultime réunion autour de la bouteille de vieux madère.

### La vision de la féminité
Si Dickens n'a jamais conçu avec Dombey et Fils une doctrine relative à la condition des femmes, le roman n'en recèle pas moins une puissante vision de la féminité.
Rien n'est dit sur les ascendants de Dombey, mais leur nom, proche de donkey (âne), laisse à penser que ce furent des parvenus, tare qu'il pense compenser par une dignité glaciale jugée de bon goût. L'aristocratie est emblématiquement représentée par Mrs Skewton, décatie, le masque de l'élégance posé sur une hypocrisie calculatrice et fleurie, mère mercenaire vivant aux dépens de la beauté et des relations de sa fille. Comme « La Bonne Mrs Brown », située à l'autre bout de l'échelle sociale, elle s'apprête à marchander la valeur vénale de son enfant pour la jeter dans les bras de Dombey. C'est en effet une « bonne affaire » : Edith vend son « sang » et son indéniable beauté en échange d'une fortune. Françoise Basch écrit que « le rôle des mères comme intermédiaires de ces transactions est déterminant ».

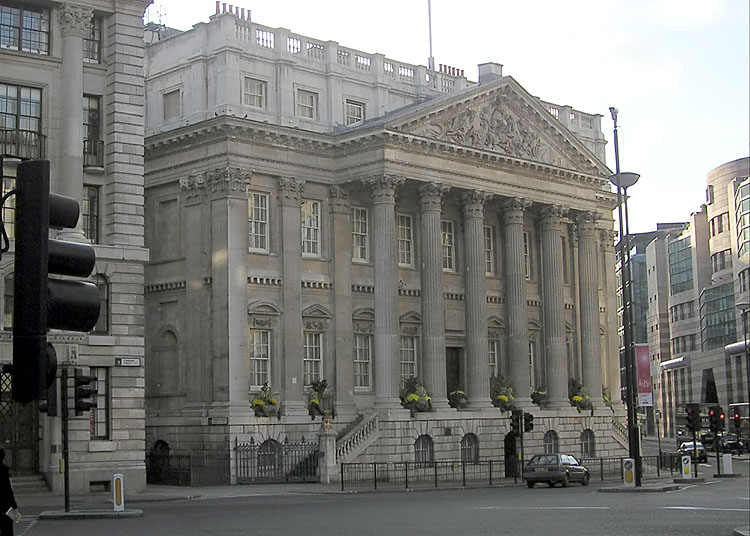
Mansion House, à la Cité de Londres.
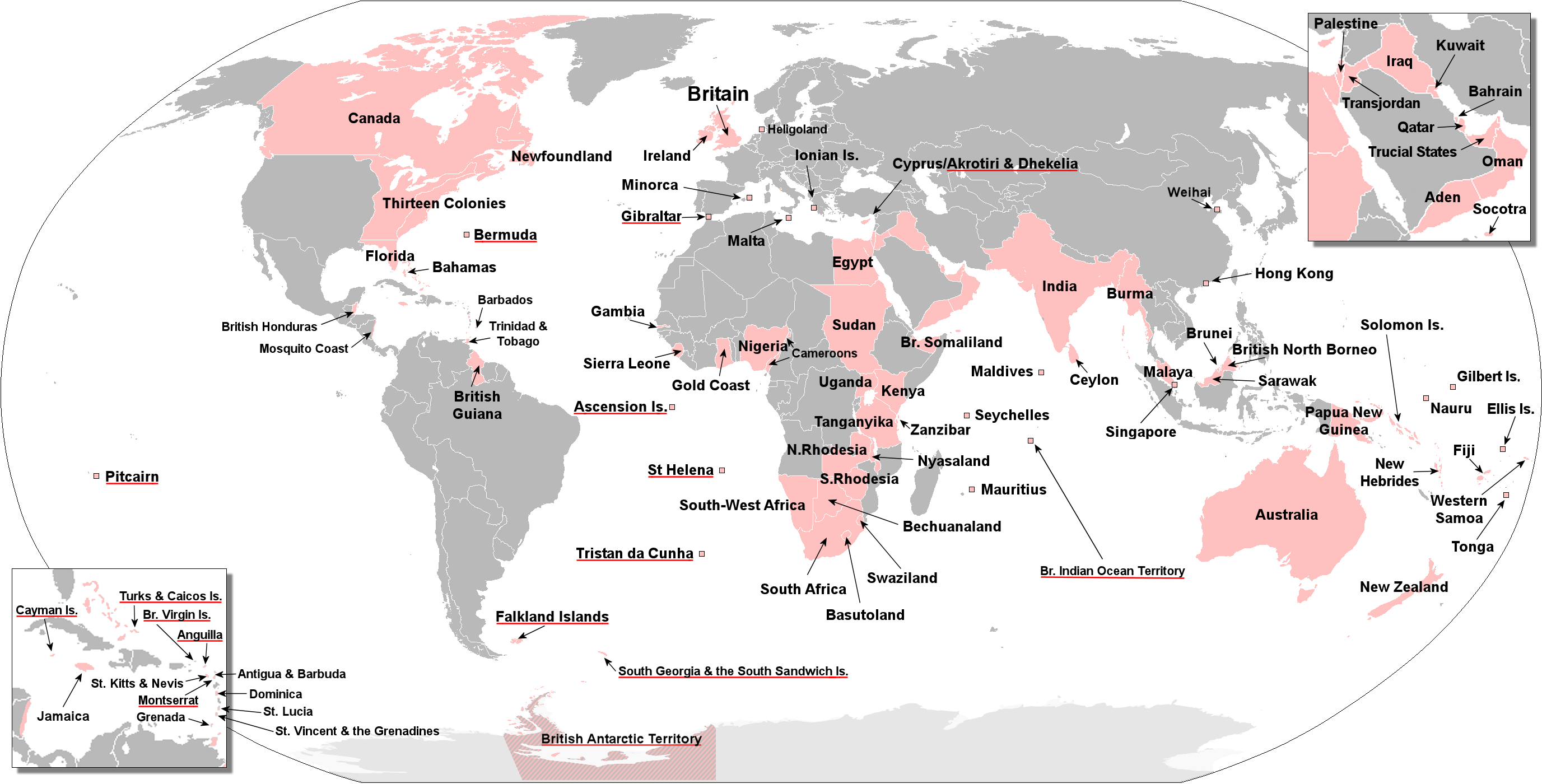
L'Empire britannique.
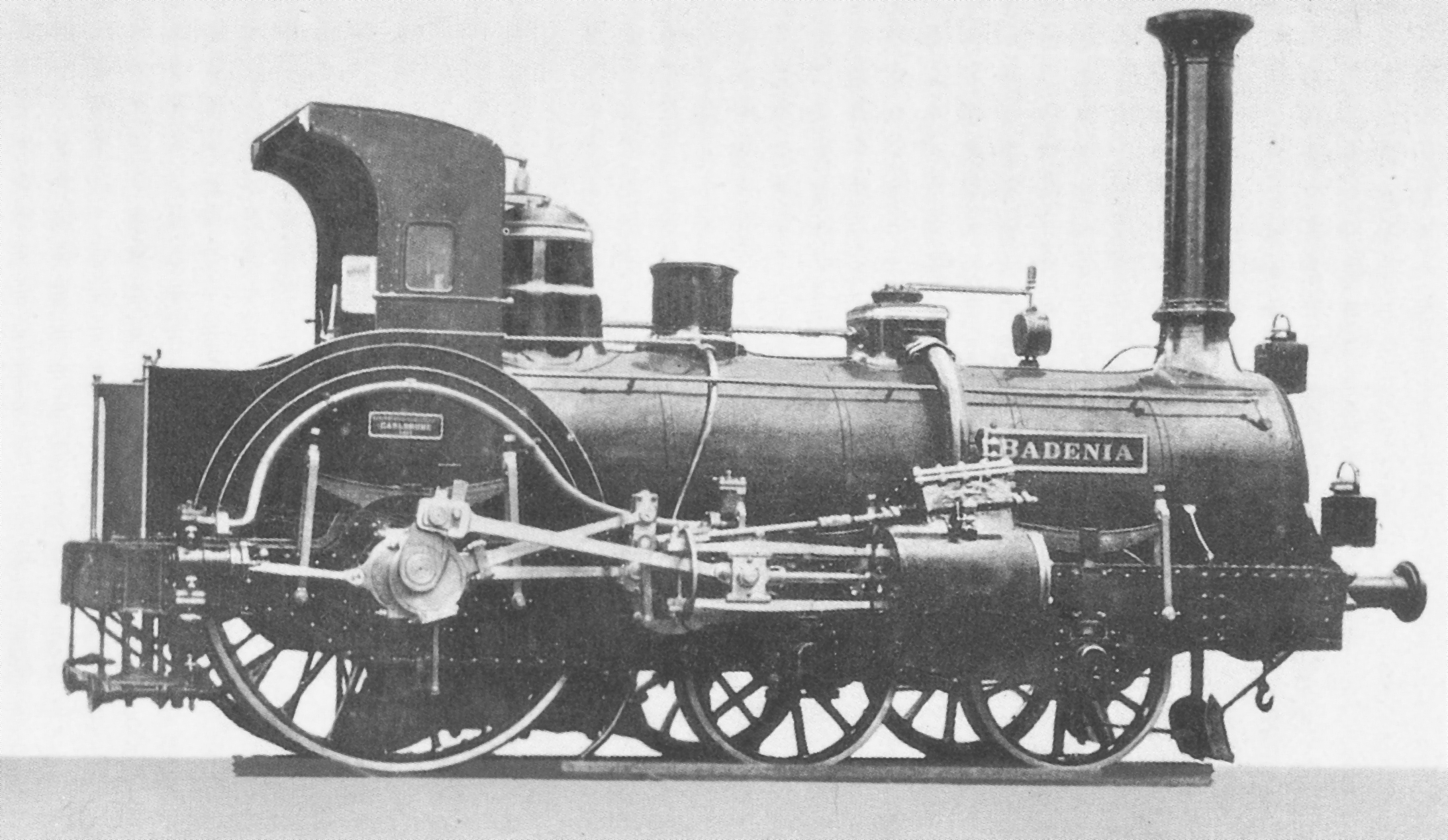
Locomotive Crampton, construite à partir de 1846.
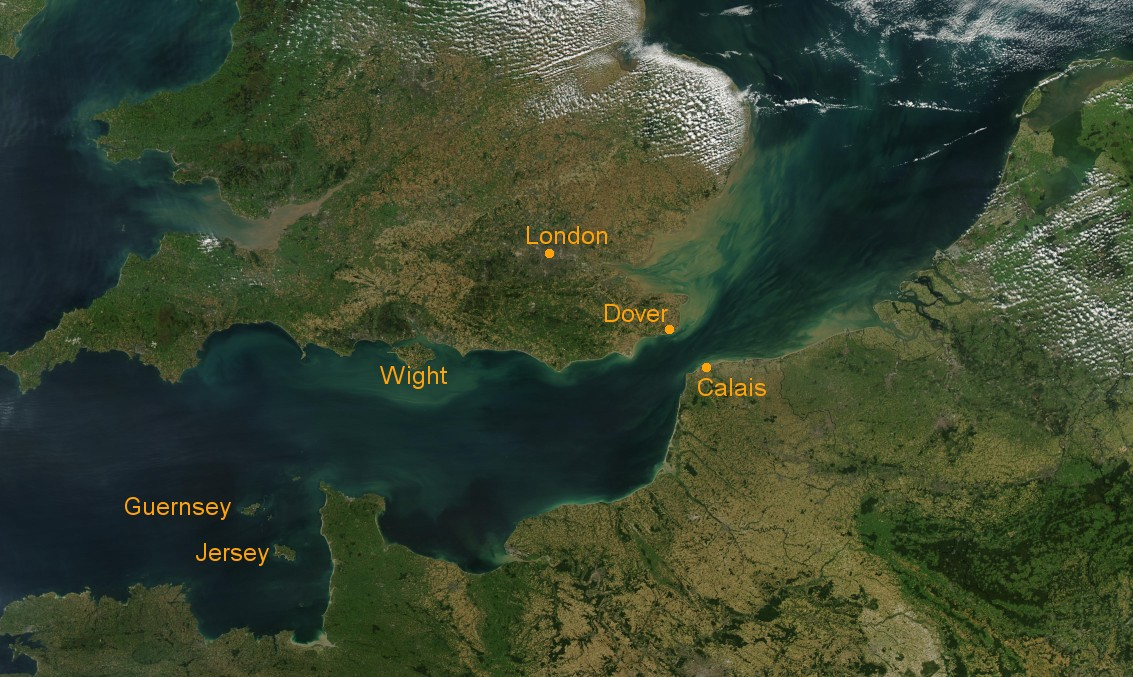
La Manche.
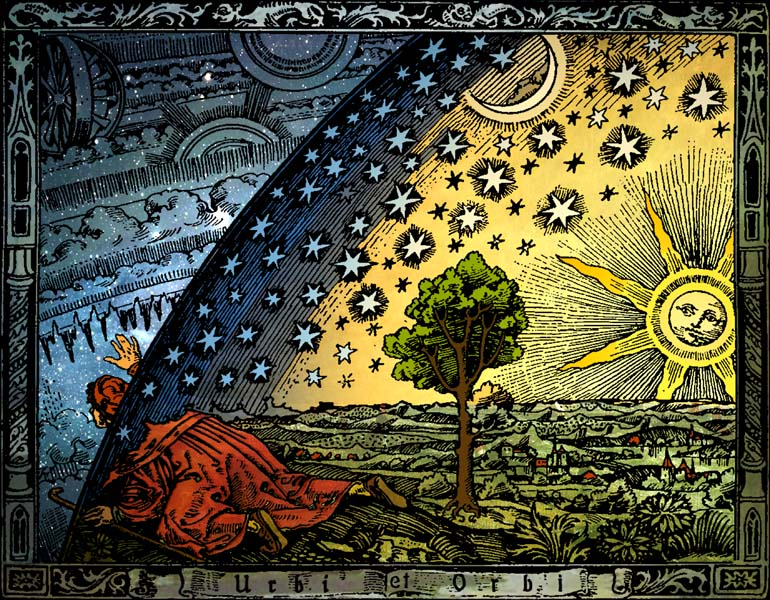
Le Cosmos, auteur inconnu, Paris 1888 ; colorisation : Hugo Heikenwaelder, 1998.

Homme puissant à la tête d'une entreprise de transport maritime, avec des agences et des comptoirs disséminés dans « l'empire », Dombey ne peut qu'être de mèche avec le Major Bagstock, ancien officier des troupes coloniales : il sait ce qu'il doit à l'armée et le major au succès des marchands ; choix caractéristique, c'est à La Barbade qu'il envoie Walter, ce qui laisse à penser que sa fortune a longtemps dépendu du commerce des esclaves, tout récemment aboli le 1er janvier 1838. Ainsi, Dombey est professionnellement associé à la mer, mais il ne la comprend pas, l'exploitant sans y voir autre chose qu'un vaste néant et une prime d'assurance lorsqu'elle lui dérobe l'un de ses navires ; il s'est approprié la mer avec son argent, mais il ne la possède pas, pas plus que son argent puisse lui rendre son fils ou acheter l'amour de sa femme. Sa sympathie va plutôt vers le chemin de fer, cette incarnation destructrice de la nouvelle efficacité industrielle. Il y a là comme deux forces, l'une féminine, l'autre masculine, symboliquement en guerre l'une contre l'autre.
Pourtant, la mer infinie, « origine de tout commencement et de toute fin », représente la Nature et le Cosmos, dont le langage reste inaccessible à ceux qu'enserrent les allées étroites de la société. La vie est « un fleuve qui se jette dans ses eaux », et seul le Petit Paul, prématurément sensible, sait se mettre à son unisson ; et avec lui, quelques cœurs candides, Captain Cuttle, Solomon Gills, Walter Gay et le vieil excentrique de la plage à Brighton.
Le roman présente une puissante analogie thématique entre la mer et le monde des femmes, éclairant d'abord la relation entre l'autorité masculine et la soumission féminine. Dombey règne en maître sur sa maisonnée, mais ignore tout du monde de l'amour, et d'abord celui qu'offrent les femmes de son foyer, son épouse et sa fille. Le statut d'infériorité qu'il leur octroie d'évidence implique que, la société accordant sa priorité aux mâles, l'aspect femelle de la nature se trouve moralement annihilé. Car les femmes ne représentent pas seulement la maternité, mais, hors de cet attribut essentiel, Dombey se coupe de tout le reste. Après la mort de sa première épouse, Miss Tox trouve la nourrice, non sans arrière-pensée puisqu'elle aspire à devenir la deuxième Mrs Dombey, sentiment sincère, cependant, que son destinataire est bien incapable de déceler. De la même façon, il reste « aveugle » à la dévotion sans faille de sa fille et indifférent aux efforts qu'elle déploie pour le réconforter après la mort du Petit Paul. En contraste, la nourrice Polly Toodle, comparée à une pomme ou à un pommier, symbolise la fécondité, avec d'innombrables enfants qu'elle chérit à égalité, même Rob The Grinder, pourtant corrompu par la générosité mercenaire de Dombey. Sa pauvreté l'oblige à les quitter pour s'occuper du Petit Paul, si bien qu'elle se trouve parasitée par son nouveau maître qui lui dénie jusqu'au droit d'aimer l'enfant. Elle transgressera l'ordre imposé, ce qui lui vaudra son renvoi et, en conséquence, scellera le sort du jeune garçon : privé de ce lait et de cet amour nourriciers, il s'étiolera à Brighton dans l'institution de Mr Blimber et en mourra.
Cette mort représente la punition que la justice immanente inflige à Dombey, victime de l'isolement induit par son mépris des femmes, la sienne, sa fille, la nourrice ; contrairement à son petit garçon qui, lui, savait ses bontés et s'enchantait de ses mystères, il est resté aveugle à la fertilité de la nature que symbolisent conjointement la fluidité de l'océan et l'amour féminin. Désormais victime de son aliénation, il subira la rébellion de sa seconde épouse, la fugue de sa fille aimante, autant de tourmentes semblables à celles qui, écrit Dickens, « secouent les flots », rappel de la petitesse humaine au regard de la puissance métaphysique générant la naissance et la mort, parlant ce langage mystérieux qu'ignorent les petits esprits, et enfin nourricière comme le lait de la féminité.
Manifestement, le personnage de Florence Dombey a été créé par Dickens pour servir de démonstration : le contraste est en effet abyssal entre cette enfant débordant d'amour et la fin de non-recevoir systématique opposée par son père, façon pour lui d'affirmer l'être de la masculinité et le non-être de la féminité. Cet antagonisme devient emblématique d'une situation générale ; ainsi, la sœur de Dombey, stupide et bornée comme son frère, se voit traitée par lui avec le même mépris, ce qu'elle accepte par soumission au système qu'il a instauré et auquel, n'en imaginant pas d'autre, elle adhère sans réserve.
Alice Marwood et Edith Granger participent, elles aussi, de la même démonstration, mais  a contrario. Alice relève d'un type de femme souvent exploité dans la fiction, celui de la jeune fille condamnée à la délinquance et la prostitution par l'abandon d'un homme fortuné ; conçue en parallèle avec elle, Edith sait que son mariage avec Dombey relève lui aussi de la prostitution. D'ailleurs, Alice Brown est devenue Alice Marwood, nom comprenant mar, c'est-à-dire la corruption de l'intégrité, et si Polly Toodle devient Mrs Richards, c'est qu'elle participe du symbolisme voulant qu'en perdant leur nom, les femmes abandonnent leur identité.
D'autres femmes sont également présentées comme des victimes : Mrs Wickam, doublement malheureuse, puisque, servante, elle est mariée à un valet qui en a fait sa propre domestique, ou encore Berry, la nièce et l'esclave de Mrs Pipchin à Brighton : orpheline dépourvue de tout bien, physiquement et socialement séquestrée, Berry ne peut qu'accepter ce que cette tante décide en son nom, et encore le fait-elle avec la reconnaissance d'un cœur conditionné à voir en elle sa bienfaitrice.
Dans cette guerre entre les sexes, les femmes prennent quelquefois l'avantage, l'exemple le plus amusant restant celui de Mrs MacStinger, la propriétaire de Captain Cuttle, qui réduit ce marin au cœur tendre à l'obéissance et au silence par un véritable terrorisme ; quant à son mariage avec le capitaine Bunsby, « petite brioche » (bun) vouée à un engloutissement rapide par l'acariâtre dame, il s'agit en réalité d'un véritable enlèvement. Autant de situations comiques, voire grotesques, mais qui ne sauraient dissimuler la peur et l'humiliation régissant les relations entre les sexes.
Pour autant, la vieille fille et la veuve se trouvent condamnées à la précarité, et la course au mari devient une préoccupation de tous les instants, même lorsque, telle Mrs MacStinger, la chasseresse déteste manifestement le sexe opposé. Seuls les Toodle, puis Walter et Florence, et dans une moindre mesure Susan et Toots, connaissent le succès, mais il s'agit là de couples idéalisés à l'extrême, bénéficiant d'une incorruptible innocence. À l'opposé, Mr et Mrs Chick se livrent un combat acharné, sans compter l'opposition qui s'installe entre Mr Dombey et Edith, tous conflits générés par le système matrimonial vicié de l'époque victorienne.
Presque toujours, les familles sont nombreuses, voire pléthoriques ; ainsi, Polly Toodle a d'innombrables enfants et Mrs Perch enchaîne les grossesses : certains critiques ont avancé l'idée que Dickens soulignait ainsi la fertilité des classes populaires, à la différence de celles qui étaient responsables des destinées du pays, comme il le montrera avec la stérilité décrépite des Dedlock, face à la fructification des Bagnet.

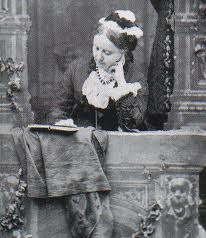
Georgina Hogarth dans sa jeune maturité.

Quant aux sœurs non mariées, telle celle de Polly Toodle dont la mission est de veiller au bien-être et à l'éducation des enfants de Polly lorsque celle-ci est engagée par Dombey, elles s'acquittent sans la moindre rémunération des devoirs dévolus à une servante. La comparaison s'impose avec la situation personnelle de Dickens dont la belle-sœur Georgina Hogarth passa toute sa vie adolescente et adulte au service de son beau-frère, même après sa séparation d'avec son épouse, sa propre sœur. Harriet Carker, dont Sylvère Monod écrit qu'elle a « autant d'animation et de spontanéité qu'une planche à repasser », semble, elle aussi, s'être sacrifiée pour son frère John Carker l'Aîné, même après avoir finalement épousé Mr Morfin, « un autre saint ». Les deux frères lui portent une affection appuyée, mais sa vie reste vouée à l'expiation par procuration du « crime » de jeunesse commis par l'Aîné, ce qui implique le célibat et la privation de la maternité. Ce cas particulier illustre le sort dévolu à bien des femmes faisant table rase de leur vie personnelle, ce qui constitue une différence affirmée avec le statut des garçons qui, eux, dès qu'ils atteignent leur majorité, accèdent à l'indépendance et à la liberté.
Certaines femmes jouant un rôle mineur se marient au cours du roman : Cornelia Blimber, par exemple, convole avec Mr Feeder, mais par convenance professionnelle ; plus gaie est l'union de Susan Nipper et de Mr Toots, quoique ce dernier se soit rabattu sur la bonne après avoir convoité la maîtresse. Mais pourquoi Edith Granger, femme de caractère rebelle, consciente des implications morales de sa conduite, ne se révolte-t-elle pas contre son odieuse mère ? La question même semble impliquer sa réponse : pesanteur des conventions sociales et morales qui, à de très rares exceptions près, par leurs interdits, leurs tabous, les inhibitions induites, écrasent la gent féminine jusqu'à lui dénier sa liberté identitaire.
Il n'est donc pas étonnant qu'une réelle solidarité féminine parcoure le roman : ces filles et ces femmes souffrantes, à la différence de bien des hommes qui les entourent, savent ce que signifient l'amour, l'affection, l'empathie, le réconfort, et elles se rejoignent en une sorte de franc-maçonnerie féminine, qui dépasse les clivages sociaux et outrepasse la hiérarchie. Leur capacité d'amour s'avère être une immense force rédemptrice qu'illustre bien la conclusion : il n'est en effet jusqu'au fier Dombey qui n'ait cédé son orgueil contre l'humilité et sa superbe contre la bienveillance. Ce miracle relèverait ailleurs de l'utopie, mais retrouve ici un semblant de normalité, tant est indomptable la puissance d'affection émanant des femmes de son dernier entourage, sa fille Florence, qu'accompagne Susan Nipper, la nouvelle Mrs Toots.

## Folklore, légendes et mythes

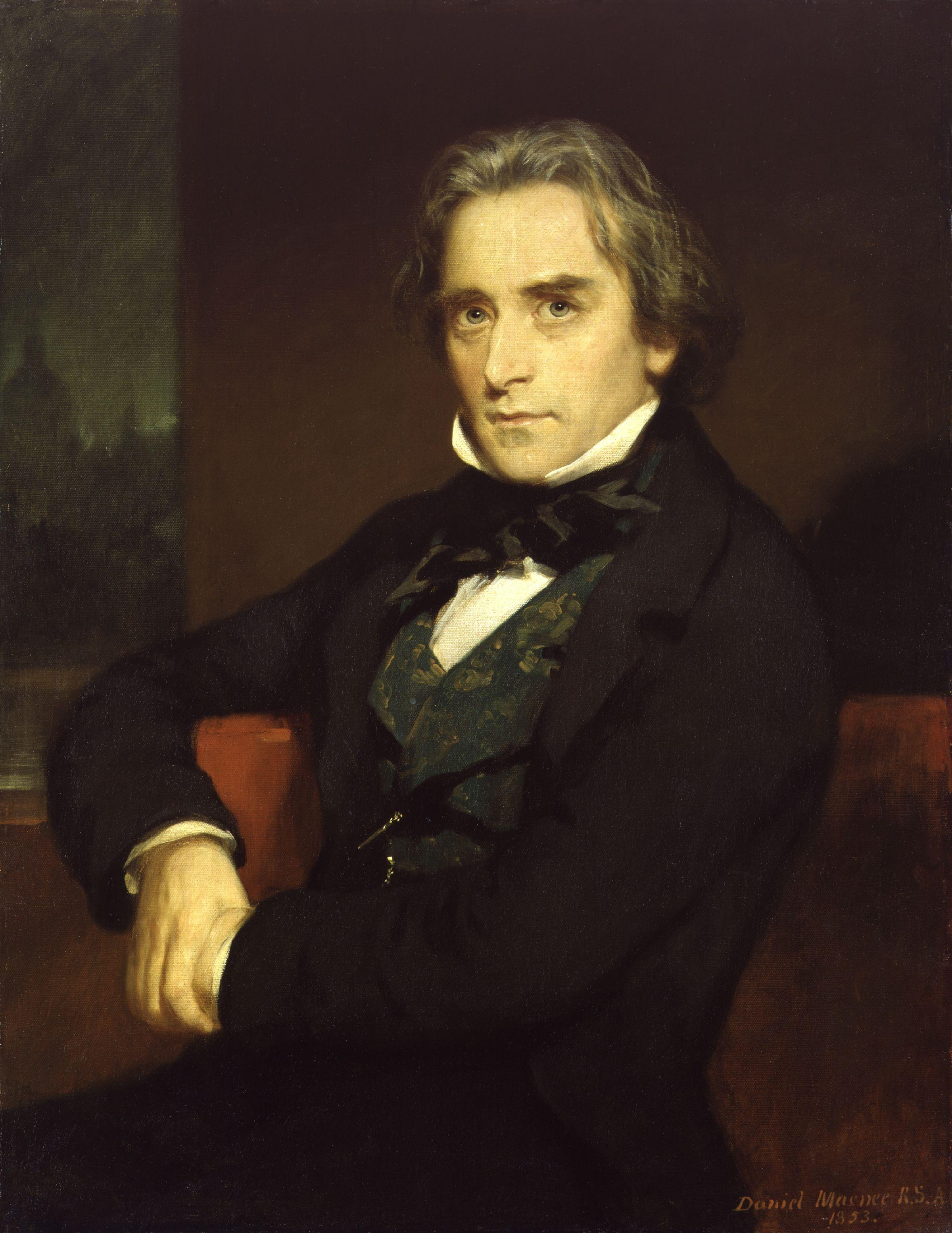
Douglas William Jerrold.

À propos de l'œuvre de Dickens, John Forster parlait d'un « rendu imaginatif de la réalité ». De fait, Dickens emprunte beaucoup aux légendes populaires et, dans une moindre mesure, à certains mythes, anciens ou modernes.

### Histoires populaires
Susan Nipper et surtout Walter Gay sont inspirés de deux pièces contemporaines, Susan au regard noir (1829), de Douglas Jerrold, et Dick Whittington et son chat, d'Albert Smith, la légende de Dick Whittington, devenu lord-maire de Londres, datant du XVIIe siècle. Albert Smith y ajoute quelques personnages que l'on retrouve dans le roman, une cuisinière rappelant Susan Nipper et un hypocrite semblable à Carker.

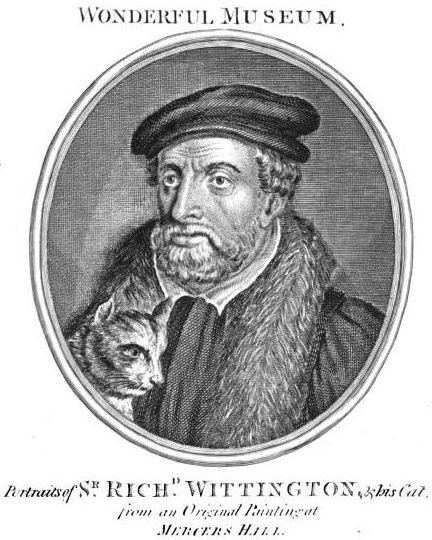
Richard Whittington et son chat (The New Wonderful Museum, and Extraordinary Magazine, 1805).

Tel son prototype, employé d'un certain Fitzwarren, Walter Gay est un orphelin se lançant dans les affaires avec optimisme, mais en butte à la méchanceté et au complot. Cependant, le héros de Dickens prend la mer et épouse Florence, alors que, chez Smith, c'est son chat que Dick envoie sur les flots, alors qu'il poursuit son existence d'éternel persécuté. Son seul encouragement est le message transmis par les cloches de l'église de Bow qui lui apprennent que le chat a fait fortune en débarrassant un royaume de ses rats.
La cruelle négligence familiale de Dombey ressemble beaucoup à celle de Fitzwarren, et Florence tient de son ancêtre Alice qui, comme elle, trouve du réconfort chez la servante au caractère bien trempé. Solomon Gills fait une brève allusion aux cloches de Bow et les rats reviennent, mais pour fuir lors de la chute de Dombey. Le chat, lui, réapparaît en Carker que Dickens charge d'imagerie féline.

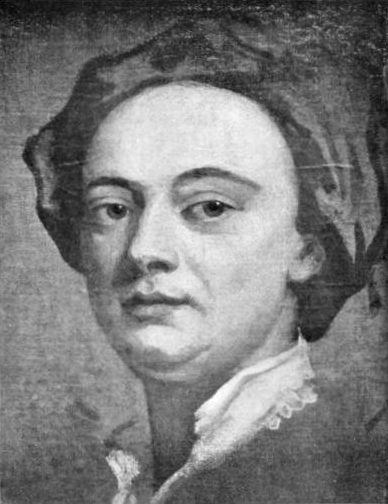
John Gay.

Walter évoque aussi le héros de Jolly Jack Tar, chansonnette de marin où un jeune aspirant triomphe d'incroyables difficultés et épouse la fille de son amiral. De plus, il rappelle, par son patronyme et sa destinée, « L'adieu du gentil William à Susan aux regard noir » (1720), chant nautique de John Gay, où se retrouvent nombre de clichés traditionnels du genre.
Un mélodrame de Douglas Jerrold traite du même thème et certains de ses personnages servent également de prototypes à ceux du roman, Dograss en particulier qui, comme Dombey, réduit les rapports humains en parts de marché ; tous deux passent par un gouffre de solitude, mais, à la différence du mélodrame, le roman sauve le marchand, et le succès de Walter n'est dû qu'à ses seules vertus.
D'autres traits rapprochent Dombey et Fils du mélodrame nautique : par exemple, Susan Nipper épouse Mr Toots qui ressemble au « Cerveau de Moucheron » de la fable ; Florence tient de Dorothée Primevère, au nom fleuri comme le sien ; Walter Gay est entouré de son « équipage », Solomon Gills et Commandant Cuttle, rappelant par leur joyeuse spontanéité le traditionnel chœur des marins.
Dickens exploite le contraste entre mer et terre ferme, marin et terrien, humanité et matérialisme. Ainsi, la maison Dombey, rivée au sol mais dépendant commercialement des flots, s'oppose à son contraire, la boutique de Solomon Gills, tournée vers le large au milieu des turbulences marchandes. Les valeurs matérialistes restent à la merci de la chance et du changement, alors que la solidarité humaine appartient à ceux que les instruments de navigation de la vie conduisent vers l'humilité et l'altruisme, Sol, Cuttle, Flo, Walter, Susan et Toots, et même, à la fin du parcours, Dombey.
La mort de la première Mrs Dombey est décrite comme un naufrage ; de même, le décès du Petit Paul est vu par Dombey comme la perte de son vaisseau ; pour d'autres personnages, c'est un voyage vers le rivage immortel sur un océan d'amour ; Florence, elle aussi, entend le message des vagues lors de son voyage de noces, et Sol Gills parle de ses vaisseaux revenus au port,.
Dans l'ensemble, presque tous les personnages entreprennent une sorte de périple sur les flots, puis s'en reviennent au rivage : les matérialistes y rencontrent invariablement le désastre ; les humanistes, eux, retrouvent une prospérité relative mais heureuse.

### Contes de fées et mythes
Dans L'Arbre de Noël, récit autobiographique, Dickens écrit : « Le Petit Chaperon rouge a été mon premier amour. Je sens que, si j'avais pu l'épouser, j'aurais connu le parfait bonheur. » Bruno Bettelheim commente cet aveu : « Même après avoir atteint une célébrité mondiale, Dickens a reconnu l'influence décisive sur lui-même et son génie créateur des êtres et événements relevant du merveilleux des contes de fées […] Il comprenait que leur imagerie aide l'enfant mieux que tout […] à parvenir à une conscience plus mûre, le rendant apte à mettre de l'ordre dans le chaos des pressions exercées par son inconscient. »
Florence apparaît telle une Cendrillon enfermée dans le château paternel, ; Mrs Pipchin vit dans un « château d'ogresse » ; « La Bonne Mrs Brown » ressemble à sorcière marmonnant des abracadabras au milieu d'un capharnaüm sordide, et la demeure de Dombey emprisonne une Belle au bois dormant tout éveillée,.
Les personnages importants sont associés aux forces élémentaires et cosmiques. Ainsi, le Petit Paul comprend le langage des vagues ; Florence rappelle l'eau, ne serait-ce que par « l'abondance de ses larmes » ; la conversion de Dombey implique qu'« enfin, [il] mesure l'importance de l'élément liquide, la mer, la rivière et les larmes, et cette prise de conscience équivaut à une reddition sans conditions ».
L'usage de la pathetic fallacy rappelle les nombreuses correspondances reliant l'homme et le cosmos : Dombey et Fils se passe, semble-t-il, en un mois de novembre permanent, avec une aube « frissonnante », une pluie « mélancolique », des gouttes « fatiguées », un vent qui « gémit de douleur et de chagrin », tandis que les arbres « grelottent d'effroi », et, chez Dombey, lustres et chandeliers versent chacun une « larme monstrueuse ».

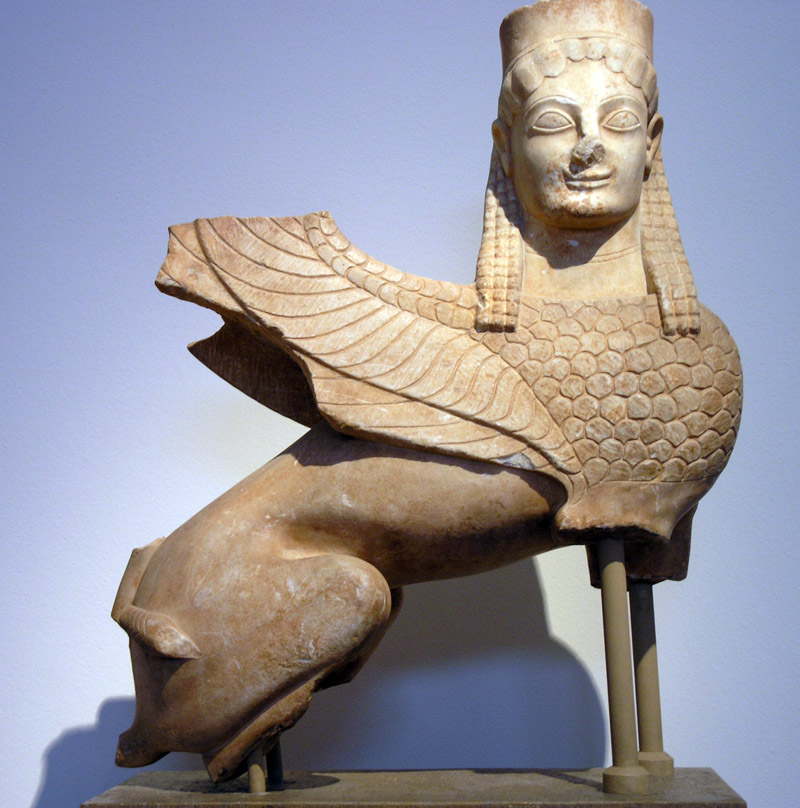
Sphinx funéraire archaïque, vers 570 av. J.-C., Musée national archéologique d'Athènes.
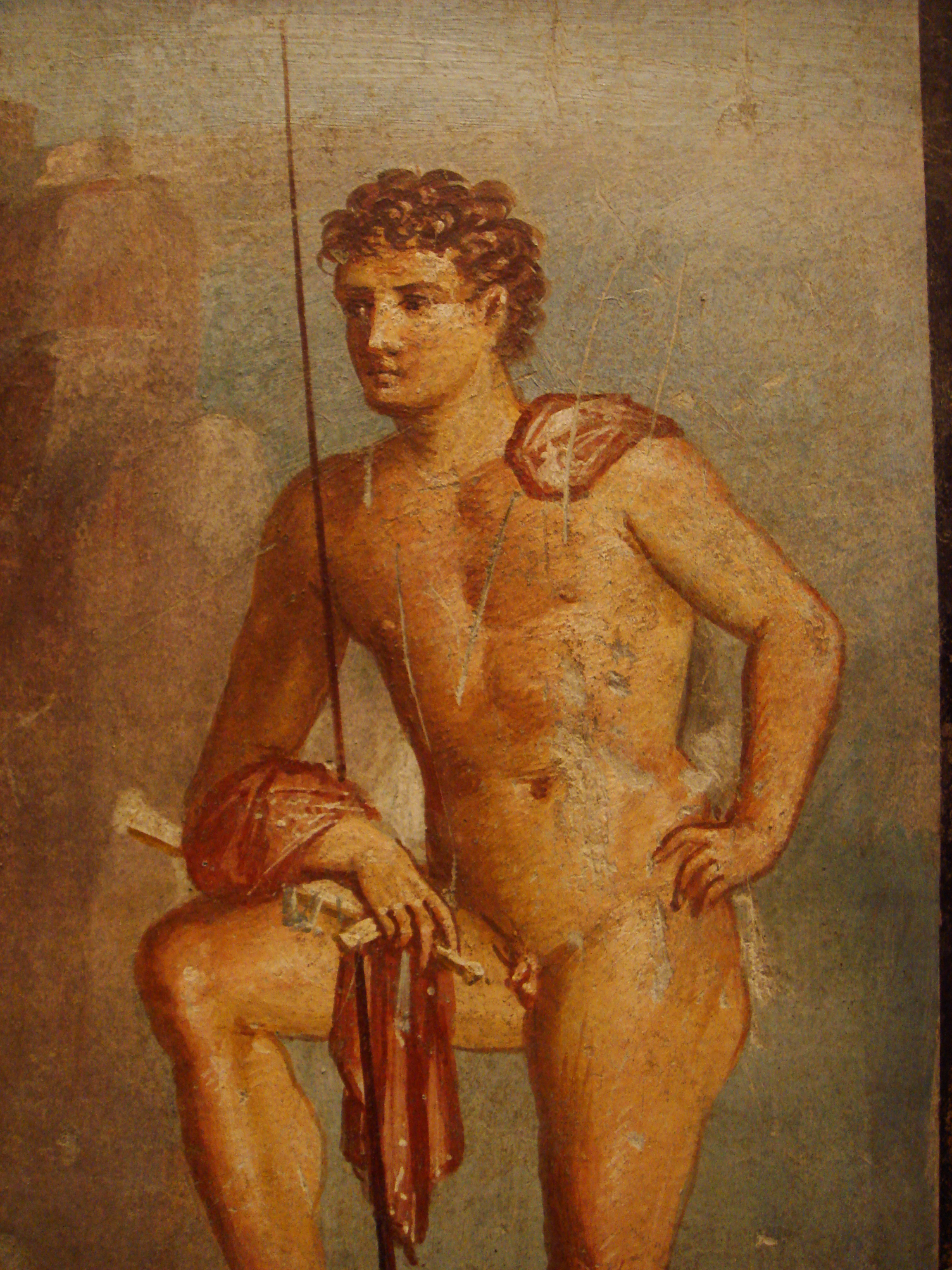
L'Argus de Pompéi.
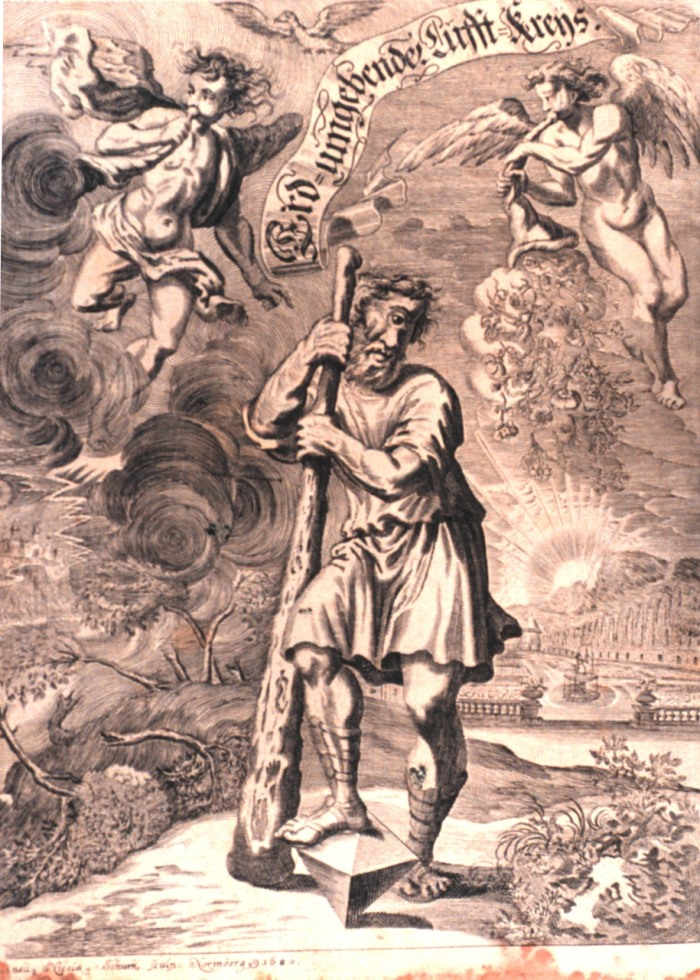
Cyclope, illustration de 1680.
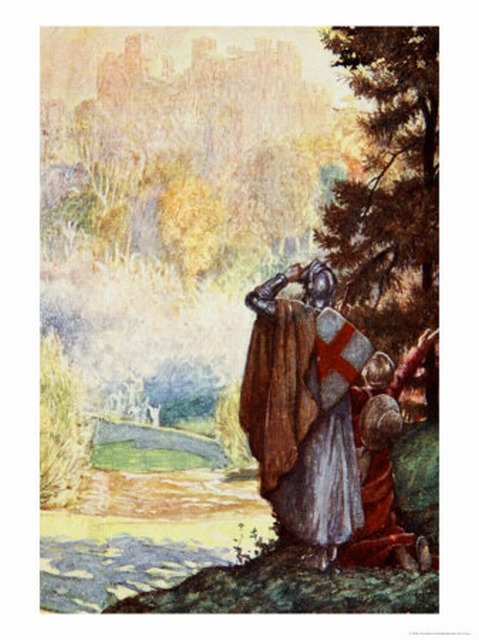
Le Voyage du pèlerin, par Byam Shaw.

En retour, les êtres deviennent des animaux, le bestiaire empruntant beaucoup à la mythologie ou à la Bible : Blimber devient un sphynx indéchiffrable ; Carker se fait tour à tour chat, loup, requin ou reptile ; Good Mrs Brown se pince comme un crabe, et Major Bagstock a des yeux de homard ; Mr Perch (Monsieur Perche), au nom de poisson vorace, se fait « hameçonner » ; Florence devient une tourterelle en cage, et son père un oiseau de proie. Le chemin de fer est comparé à un dragon dont les yeux rouges luisent dans la nuit.
On trouve aussi des allusions à Argus aux cinquante yeux ou au Cyclope qui n'en a qu'un. Les yeux de Carker dessèchent ennemis ou rivaux par leur feu et ceux de Mrs Brown lancent des éclairs. Le Cyclope, lui, représente l'espion, par exemple Dombey caché derrière une porte pour surprendre ce que marmonne Mrs Brown.
Dernier mythe et schéma hérité de bien des romans du siècle précédent, celui de l'épreuve et de la renaissance, objectivé par le voyage de Walter et le périple moral de Dombey rappelant le chemin du pèlerin de John Bunyan (1678).

## Adaptations

### Cinéma
- 1917 : film muet avec Norman McKinnel dans le rôle de Paul Dombey et Hayford Hobbs dans celui de Walter Gay.
- 1931 : La Folie des hommes (Rich Man's Folly) par John Cromwell

### Télévision
- 1969 : mini-série télévisuelle de Joan Craft, avec John Carson dans le rôle de Paul Dombey et Derek Seaton dans celui de Walter Gay.
- 1983 : mini-série télévisuelle de Rodney Bennett, avec Julian Glover, Lysette Anthony et Shirley Cain.
- 2007 : le roman a été adapté en français pour France 3 par le réalisateur Laurent Jaoui en 2006 sous le nom de Dombais et Fils, drame en deux épisodes de 1 h 30, avec Christophe Malavoy dans le rôle de « Charles Dombais » (Paul Dombey)[224],[225],[N 20].
- En septembre 2009, l'écrivain Andrew Davies a fait savoir son intention de ne plus participer à la rédaction d'un scénario pour un projet d'adaptation télévisuelle du roman par la BBC[226].

### Littérature
- Harry Hamilton Johnston a écrit une suite à Dombey and Son intitulée The Gay-Dombeys[227].
- Dans le roman Velocity (2005) de Dean Koontz, l'épouse qui est dans un état comateux fait souvent allusion de façon incohérente à l'œuvre de Dickens, la plus énigmatique venant de Dombey and Son : « I want to know what it says, the sea. What it is that it keeps on saying » (« Je veux savoir ce qu'elle dit, la mer. Ce qu'elle n'arrête pas de dire »)[N 21],[228].
- La devise de la revue Notes and Queries, fondée en 1849, « When found, make a note of », est empruntée au texte de Dombey and Son[229],[230].

#### Texte
- (en) Charles Dickens, Dombey and Son, Ware, Wordsworth Editions Limited, 1995, 772 p. (ISBN 1-85326-257-9), édition de référence.
- (en) Charles Dickens, Dombey and Son, Hardmonsworth, Penguin Classics, 2002, 8e éd., 996 p. (ISBN 978-0-14-043546-7 et 0-14-043546-8), révision, notes et introduction par Andrew Sanders.

Traductions en français
- (fr) Charles Dickens (trad. Mme Bressant sous la direction de P. Lorain), Dombey et Fils, Paris, Hachette, 1864, 999 p. (OCLC 644300756), édition de référence.
- (fr) Charles Dickens (trad. Georges Connes, Andhrée Vaillant), Dombey et Fils, Paris, Gallimard, coll. « Pléiade Bibliothèque, numéro 118 », juin 1966, 1376 p. (ISBN 2-07-010168-1), couplé avec Les Temps difficiles, édition Pierre Leyris.

#### Ouvrages généraux
- (en) Margaret Drabble, The Oxford Companion to English literature, Londres, Guild Publishing, 1985, p. 1155.
- (en) Andrew Sanders, The Oxford History of English Literature (Revised Edition), Oxford, Oxford University Press, 1996, 718 p. (ISBN 0-19-871156-5).

#### Ouvrages spécifiques

##### Vie et œuvre deCharles Dickens
- (en) John Forster, The Life of Charles Dickens, Londres, J. M. Dent & Sons, 1872-1874.
- (en) Gilbert Keith Chesterton, Charles Dickens, Londres, Methuen and Co., Ltd., 1906.
- (en) Gilbert Keith Chesterton, Apprecations and Criticisms of the Works of Charles Dickens, Londres, 1911.
- (en) Humphry House, The Dickens World, Londres, Oxford University Press, 1941, 232 p.
- (en) Edgar Johnson, Charles Dickens : His Tragedy and Triumph. 2 vols, New York, Simon and Schuster, 1952, 1158 p.
- (en) John Butt et Kathleen Tillotson, Dickens at Work, Londres, Methuen, 1957.
- (en) John Hillis-Miller, Charles Dickens, The World of His Novels, Harvard, Harvard University Press, 1958, 346 p.
- (en) A. O. J. Cockshut, The Imagination of Charles Dickens, New York, New York University Press, 1962 (ISBN 0-8147-0092-6 et 9780814700921).
- (en) Steven Marcus, Dickens : From Pickwick to Dombey, New York, 1965.
- (en) F. R. & Q. D. Leavis, Dickens the Novelist, Londres, Chatto & Windus, 1970, 371 p. (ISBN 0-7011-1644-7).
- (fr) Françoise Basch, Romantisme, Persée, 1976, 198-214 p., « Mythes de la femme dans le roman victorien ».
- (en) Robert L. Patten, Charles Dickens and His Publishers, Oxford, Oxford University Press, 1978, 502 p. (ISBN 0-19-812076-1 et 978-0198120766).
- (fr) Lucien Pothet, Mythe et tradition populaire dans l'univers dickensien, Paris, Lettres Modernes, 1979, 281 p. (ISBN 2-256-90787-2).
- (en) J. M. Brown, Dickens the Novelist in the Market Place, Londres, Macmillan, 1982, 180 p. (ISBN 0-333-30083-1).
- (en) Michael Slater, Dickens and Women, Londres, J. M. Dent & Sons, Ltd., 1983, 465 p. (ISBN 0-460-04248-3).
- (en) Alexander Welsh, From Copyright to Copperfield : : The Identity of Dickens, Cambridge, Harvard University Press, 1987, 200 p. (ISBN 0-674-32342-4).
- (en) Peter Ackroyd, Charles Dickens, Londres, Stock, 1993, 608 p. (ISBN 978-0-09-943709-3).
- (en) Paul Schlicke, Oxford Reader’s Companion to Dickens, New York, Oxford University Press, 2000, 675 p. (ISBN 0-19-866253-X).
- (en) Paul Davis, Charles Dickens A to Z : the essential reference to his life and work, New York, Facts on file, 1999, 432 p. (ISBN 0-8160-2905-9).
- (en) John O. Jordan, The Cambridge companion to Charles Dickens, New York, Cambridge University Press, 2001, 235 p. (ISBN 0-521-66964-2, lire en ligne).
- (en) David Paroissien, A Companion to Charles Dickens, Chichester, Wiley-Blackwell, 2011, 515 p. (ISBN 978-0-470-65794-2).
- (en) Norman Page, A Dickens Companion, New York, Schocken Books, 1984.
- (fr) Sylvère Monod, Dickens romancier, Paris, Hachette, 1953, 520 p.

##### Dombey et fils
- (en) Julian Moynahan, Dickens and the Twentieth Century : Dealings with the Firm of Dombey and Son: Firmness versus Wetness, Toronto, John Gross et Gabriel Pearson, University of Toronto Press, 1962.
- (en) W. Axter, PMLA, septembre 1963, 341-348 p., chap. 78 (« Tonal Unity in Dombey and Son »).
- (en) Edgar Johnson, Dickens, Dombey and Son, Londres, MacMillan, coll. « Casebook Series », 1985, 69-81 p., « The World of Dombey and Son ».
- (en) David Toise, Criticism. 41, 1999, 323-348 p., « As Good as Nowhere: Dickens's Dombey & Son, the Contingency of Value, and Theories of Domesticity ».
- (en) Richard D Altick, Yearbook of English Studies. 10, 1980, 70-94 p., « Varieties of Readers' Response: The Case of Dombey & Son ».
- (en) Malcolm Andrews, Dickens and the Grown-Up Child, Londres, Macmillan, 1994, « Dombey & Son: the New Fashioned Man and the Old-Fashioned Child ».
- (en) Jonathan Arac, New England Quarterly. 51, 1978, 3-22 p., « The House and the Railroad: Dombey & Son and The House of the Seven Gables ».
- (en) Mary Armstrong, Studies in the Novel. 28, 1996, 281-302 p., « Pursuing Perfection: Dombey & Son, Female Homoerotic Desire, and the Sentimental Heroine ».
- (en) Nina Auerbach, Dickens Studies Annual 5, 1975, 49-67 p., « Dickens and Dombey: A Daughter after All ».
- (en) William Axton, ELH, no 31, Baltimore and Washington, D.C., Johns Hopkins University Press, 1964, 301-317 p., « Dombey & Son: From Stereotype to Archetype ».
- (en) Murray Baumgarten, Dickens Studies Annual 19, 1990, 65-89 p., « Railway/Reading/Time: Dombey & Son and the Industrial World ».
- (en) Stanley Tick, Modern Language Quarterly, Washington, Duke University Press, 1975, 90-402 p., « The Unfinished Business of Dombey and Son ».
- (fr) (en) Robert Ferrieux, Dombey and Son, Perpignan, Université de Perpignan Via Domitia, 1991, 163 p.
- (fr) (en) Louis Gondebeaud, Dombey and Son, Pau, Université de Pau et des Pays de l'Adour, 1991, 126 p.
- (en) Laura C. Berry, Dickens Studies Annual 25, 1996, 1-28 p., « In the Bosom of the Family: The Wet Nurse, The Railroad, and Dombey & Son ».
- (en) Joseph A. Boone et Deborah E. Nord, Western Humanities Review. 46, 1992, 164-88 p., « Brother and Sister: The Seduction of Siblinghood in Dickens, Eliot, and Brontë ».
- (en) Robert Clark, ELH. 51, 1984, 69-84 p., « Riddling the Family Firm: The Sexual Economy in Dombey & Son ».
- (en) Robert Collins, Dickensian. 63, 1967, 82-94 p., « Dombey & Son-Then and Now ».
- (en) Denis Donoghue, Dickens Centennial Essays, ed. Ada Nisbet and Blake Nevius, Berkeley, University of California Press, 1971, « The English Dickens and Dombey & Son ».
- (en) A.E. Dyson, The Inimitable Dickens, New York, St. Martin's Press, 1970, « Dombey & Son: cobwebs to sunlight ».
- (en) Andrew Elfenbein, Studies in Philology 92, 1995, 361-382 p., « Managing the House in Dombey & Son ».
- (en) Kate Flint, The Cambridge Companion to Charles Dickens, ed. John O. Jordan, Cambridge, Cambridge University Press, 2001, « The Middle Novels: Chuzzlewit, Dombey, and Copperfield ».
- (en) Michael Green, The Sociology of Literature, Colchester, University of Essex, 1978, « Notes on Fathers and Sons from Dombey & Son in 1848 ».
- (en) Jeremy Tambling, Essays in Criticism, no 43, 1993, 308-329 p., « Death and Modernity in Dombey & Son ».
- (en) Kathleen Tillotson, Dombey & Son in Novels of the Eighteen-Forties, Oxford, Clarendon Press, 1954.
- (en) Kathleen Tillotson, Imagined Worlds : Essays on Some English Novels and Novelists in Honour of John Butt, ed. Maynard Mack et al, Londres, Methuen, 1968, « New Readings in Dombey & Son ».
- (en) Barbara Weiss, The Hell of the English : Bankruptcy and the Victorian Novel, Lewisburg, PA, Bucknell University Press, 1986, 208 p. (ISBN 0-8387-5099-0 et 9780838750995, lire en ligne).
- (en) Catherine Waters, Dickensian 84, 1988, 9-26 p., « Ambiguous Intimacy: Brother and Sister Relationships in Dombey & Son ».
- (en) Margaret Wiley, Dickens Quarterly 13, 1996: 217-228., « Mother's Milk and Dombey's Son ».
- (en) Louise Yelin, Victorian Studies. 22, 1979, 297-311 p., « Strategies for Survival: Florence and Edith in Dombey & Son ».
- (en) Lynda Zwinger, Nineteenth-Century Fiction. 39, 1985, 420-440 p., « The Fear of the Father: Dombey & Daughter ».
- (en) Michael G. Gilmour, Animal Imagery in Charles Dickens's Dombey and Son, Providence, Canada, Providence University College, 2013, 22 p.